# Iglesia de los Santos Miguel y Gaetano
La iglesia de Santi Michele e Gaetano, más a menudo llamada simplemente San Gaetano, es un lugar de culto católico en el centro histórico de Florencia, ubicado en la Piazza degli Antinori (en continuidad con via de' Tornabuoni) en el bloque entre via dei Corsi, vía dei Pescioni y vía degli Agli. Aunque de fundación muy antigua, la iglesia representa hoy el edificio barroco más grande y completo de la ciudad.

## Historia

### Orígenes

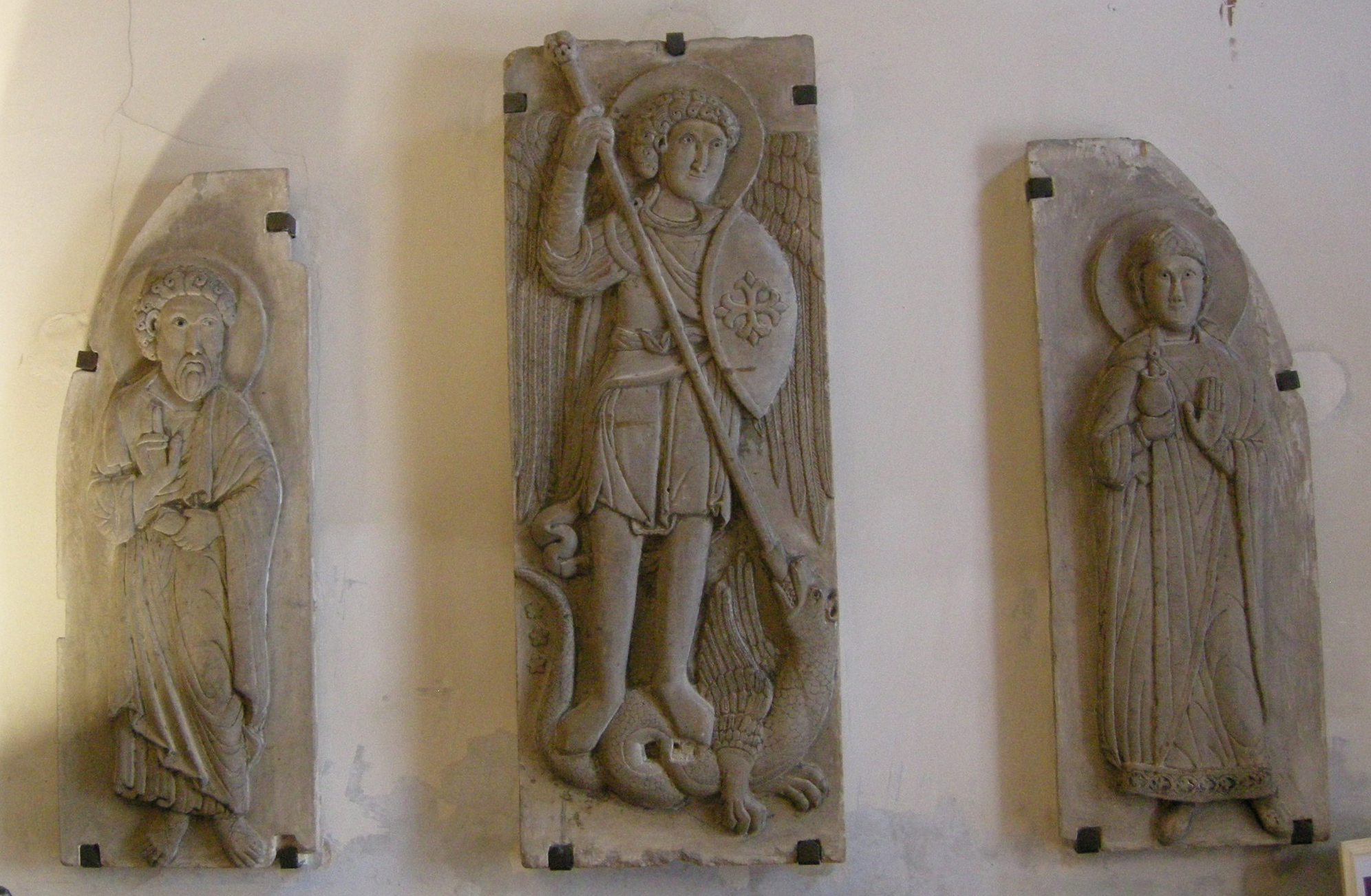
Los relieves románicos de San Michele Bertelde

Los orígenes de la iglesia, ya dedicada al arcángel Miguel y llamada San Michele Bertelde, se remontan al menos al siglo XI: Miguel era de hecho un santo patrón de los lombardos. La primera documentación sobre la iglesia se remonta al año 1055, cuando figuraba entre las posesiones de la poderosa abadía de Nonantola, cerca de Módena. El monasterio contaba con el patrocinio de la iglesia, y la gobernaba a través de un prior y unos canónigos pertenecientes al clero secular. El último acto de Nonantola que menciona la jurisdicción se remonta a 1290.
Tras ser cuidado por el clero regular florentino, fue utilizado por los monjes olivetanos de San Miniato al Monte . En la época la iglesia tenía una sola nave, con la típica orientación hacia el este, y contaba con residencia de los monjes y claustro. De la iglesia primitiva, definitivamente destruida en 1640 cuando se completó la nave de la nueva iglesia, quedan pocos vestigios: tres relieves de mármol, quizás parte del portal románico, hoy en la Capilla Antinori y que representan a San Michele, San Pietro y San Miniato.

### Los Teatinos
En 1592 fue concedido a los Padres Teatinos, una de las nuevas órdenes dirigentes de la Contrarreforma que añadió la tradicional dedicación a San Miguel a la de su fundador San Cayetano de Thiene, pero sólo después de su canonización el 12 de abril de 1671 por Clemente. INCÓGNITA.
Los nuevos propietarios del edificio decidieron reconstruirlo desde cero con un proyecto ambicioso, concebido por los propios religiosos (como el padre Anselmo Cangiano y el padre Andrea Castaldo, fundadores de la comunidad florentina) y por Don Giovanni de' Medici  y Matteo Nigetti explicó que no sabemos hasta qué punto tuvo en cuenta las sugerencias. También parece que Buontalenti ya había hecho un proyecto para él en 1597, transformado en un modelo de madera (ahora perdido) por Dionigi Nigetti, el padre de Matteo.

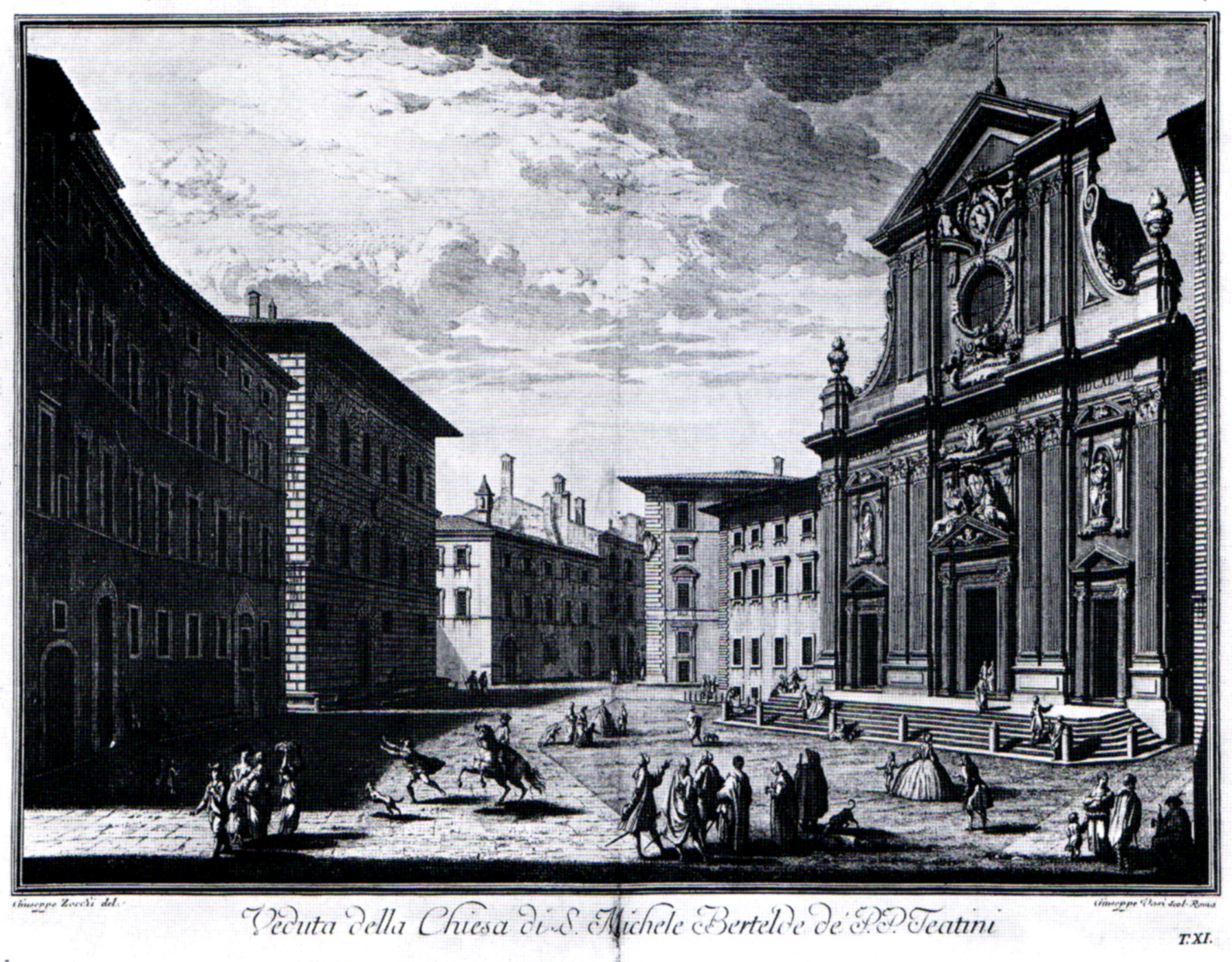
Vista de la plaza Antinori, Giuseppe Zocchi, 1744

Los teatinos pronto entablaron excelentes relaciones con la aristocracia florentina, que les otorgaba donaciones, legados y generosas limosnas. Además de la bendición del papa florentino Clemente VII, fueron subvencionados por la propia familia gran ducal: la gran duquesa Cristina de Lorena, esposa de Fernando I, y su hijo el cardenal Carlo de' Medici, cuyo nombre aún hoy puede leerse. En la fachada, se donó un financiamiento regular para la construcción. Particularmente activa también fue la familia Antinori, que tenía el palacio frente a la iglesia.
Las familias nobles ' séquito de la gran corte ducal, comprometidas con la creación de una de las zonas más suntuosas de la ciudad en torno a Via Tornabuoni, esperaban con San Gaetano crear la iglesia barroca más bella de Florencia.
Y, de hecho, en esta admirable obra arquitectónica, construida, amueblada y decorada a lo largo de un siglo, de 1604 a 1701, se puede recorrer la historia del arte sacro en la Florencia del siglo XVII.
La primera piedra se colocó solemnemente el 22 de agosto de 1604. Matteo Nigetti siguió las obras hasta la finalización del crucero y el coro, cuando en 1633 fue sucedido por primera vez por el arquitecto de la corte Gherardo Silvani, asistido por su hijo Pierfrancesco .
En 1631 los Teatinos colocaron el escudo de armas de su más ilustre benefactor, Carlo de' Medici, en el interior de la iglesia, en el centro de la bóveda de crucería.
Los Silvani completaron el cuerpo de la nave y las capillas laterales, continuando el proyecto original. El 29 de agosto de 1649 el cardenal Carlo consagró solemnemente el templo, que aún no tenía fachada.
En 1701 se completó la construcción con la espectacular ampliación de la escalera a Piazza Antinori.

## Descripción

### Exterior
La fachada, construida en la típica pietraforte florentina, representa un estilo nuevo en comparación con los esquemas de las iglesias de la ciudad, actualizados a un gusto más escenográfico, de importación romana, a partir de la escalera. La fachada fue embellecida con esculturas de mármol blanco, que destacan sobre el fondo color habano mate. Fue puesto en funcionamiento a partir de 1648 y terminado en 1683, sin esculturas. Cosme III, gran príncipe de la época, subvencionó el proyecto de decoración de la fachada con el pago de 40 escudos mensuales, entre 1688 y 1693. El arquitecto encargado del proyecto fue Gherardo Silvani, quien ciertamente tomó como modelo la cercana fachada de Santa Trinita de Buontalenti, desarrollando una creación aún más triunfalmente teatral. En aquella época también debieron verse influenciados por los dos modelos de madera para la fachada de la catedral de Florencia realizados por el propio Buontalenti y Don Giovanni de' Medici.
Se diseñó en dos órdenes divididos por una cornisa saliente, atravesada verticalmente por dos pares de pilastras estriadas con capiteles compuestos, que también se repiten en los extremos en la parte inferior. En la parte inferior hay tres portadas con tímpanos triangulares que sugieren una tripartición interior en naves que no existe. Sobre los frontones laterales hay dos nichos que contienen las estatuas de San Gaetano di Thiene de Balthasar Permoser  y Sant'Andrea Avellino, uno de los principales exponentes de la orden, creada por Anton Francesco Andreozzi. Ambos tienen una ambientación teatral, pero el primero presenta también una profundidad psicológica en el gesto de San Cayetano que indica al pueblo, objeto de la misión de los Teatinos, que falta por completo en el segundo.

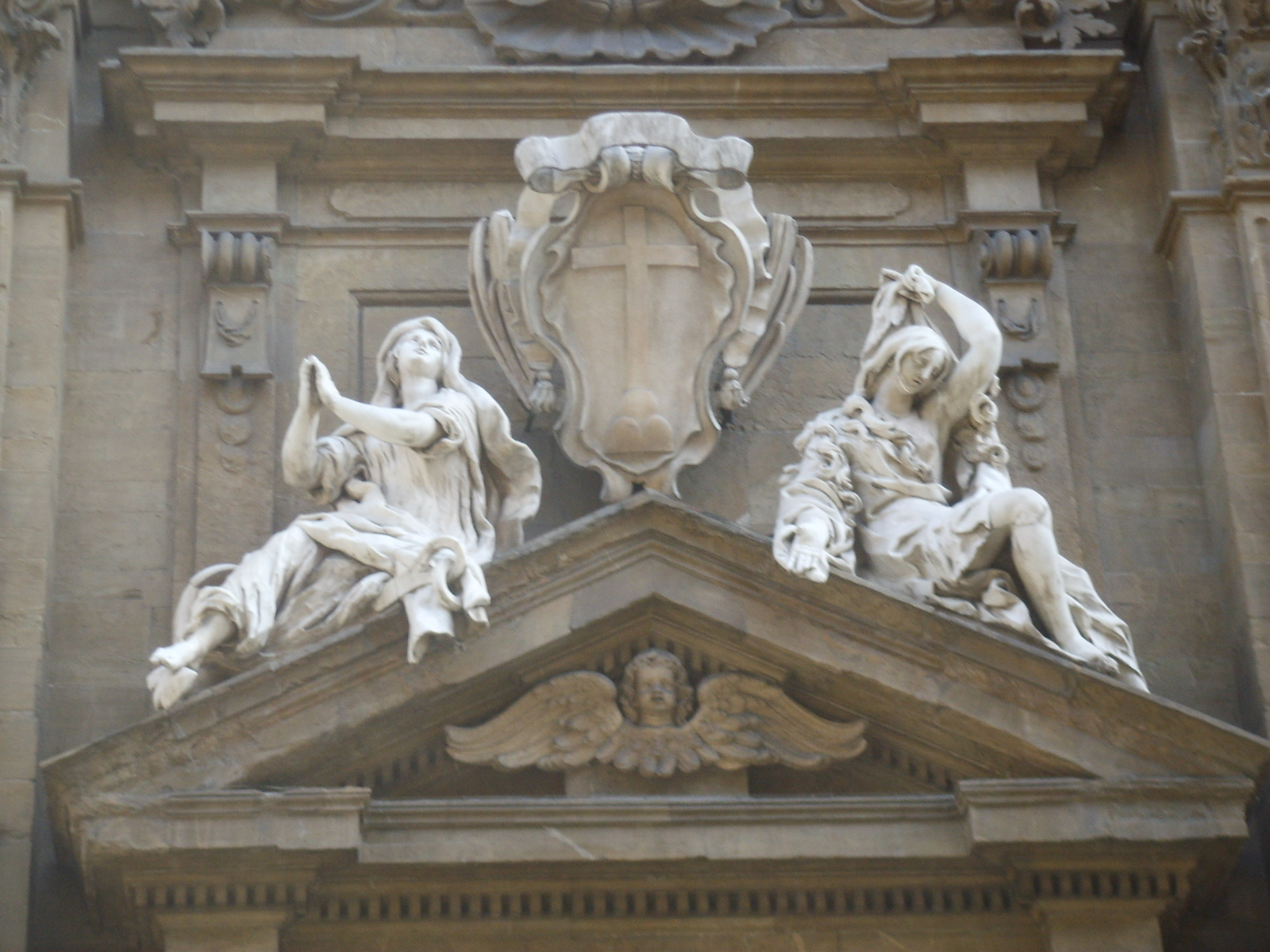
Balthasar Permoser, Speranza y Poverta junto al escudo de los Teatinos

El portal central está decorado en cambio con el escudo de los Teatines flanqueado por las personificaciones de la Esperanza y la Pobreza, del Permoser, que recuerdan las reglas fundamentales de la orden.
El nombre de Carlo de' Medici aparece en la inscripción en grandes letras que recorre la alta cornisa central.El registro superior está dominado por el óculo del rosetón, coronado por el escudo de los Medici sostenido por dos amorcillos de mármol de Carlo Marcellini (hacia 1688). En la parte superior, el gran tímpano sugiere la forma de cabaña de la basílica, mientras que a los lados dos volutas terminan en los pedestales de dos urnas con el fuego de la Fe, esculpida en mármol por Pietro Romolo Malavisti según un diseño de Giovan Battista Foggini. Destacan los efectos de claroscuro obtenidos con la superposición de volúmenes, los dentículos y la escuadra profunda.
La fachada fue restaurada dos veces en el siglo XX, para evitar desprendimientos de piedras.

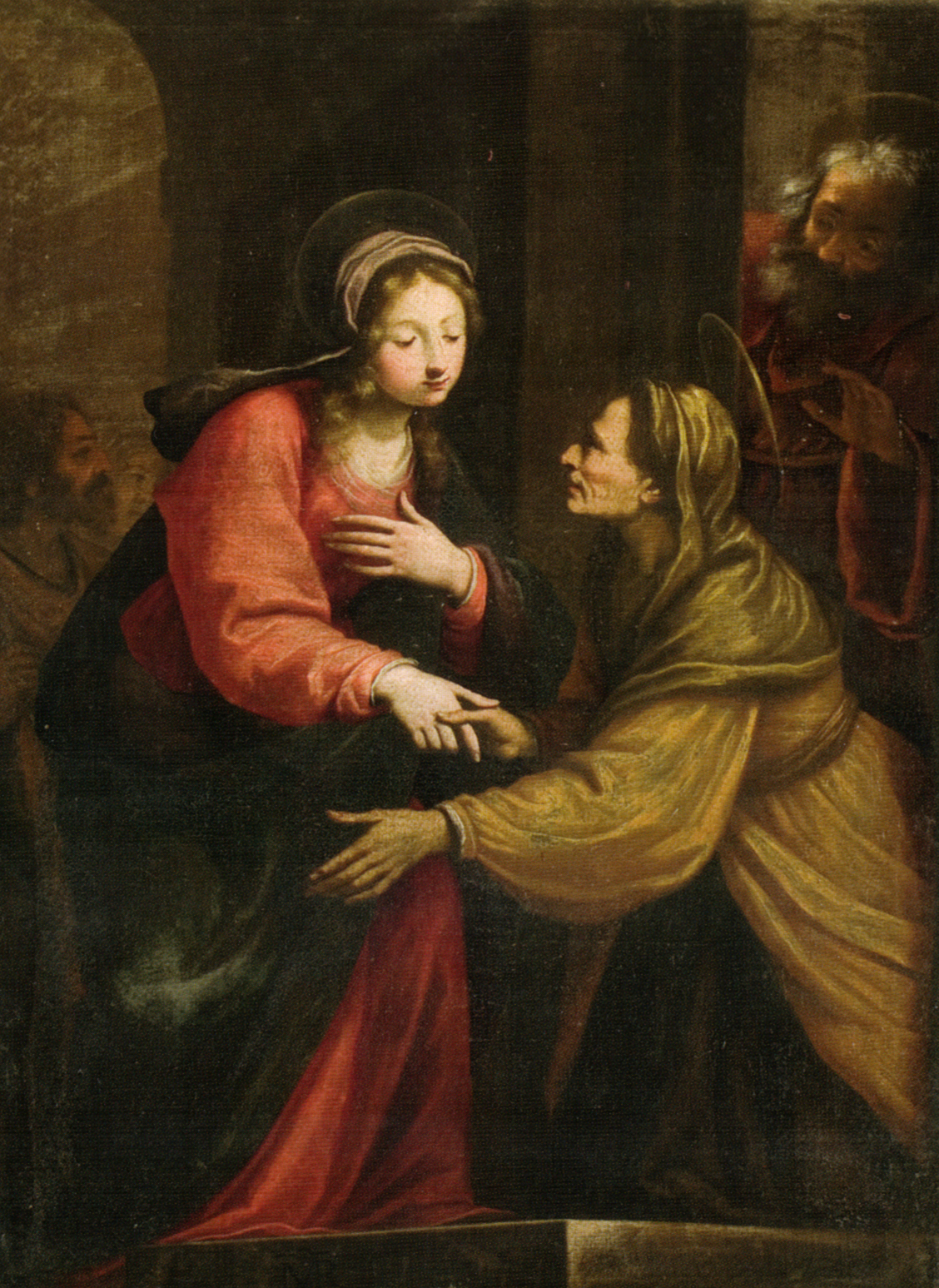
Matteo Rosselli, Visitación
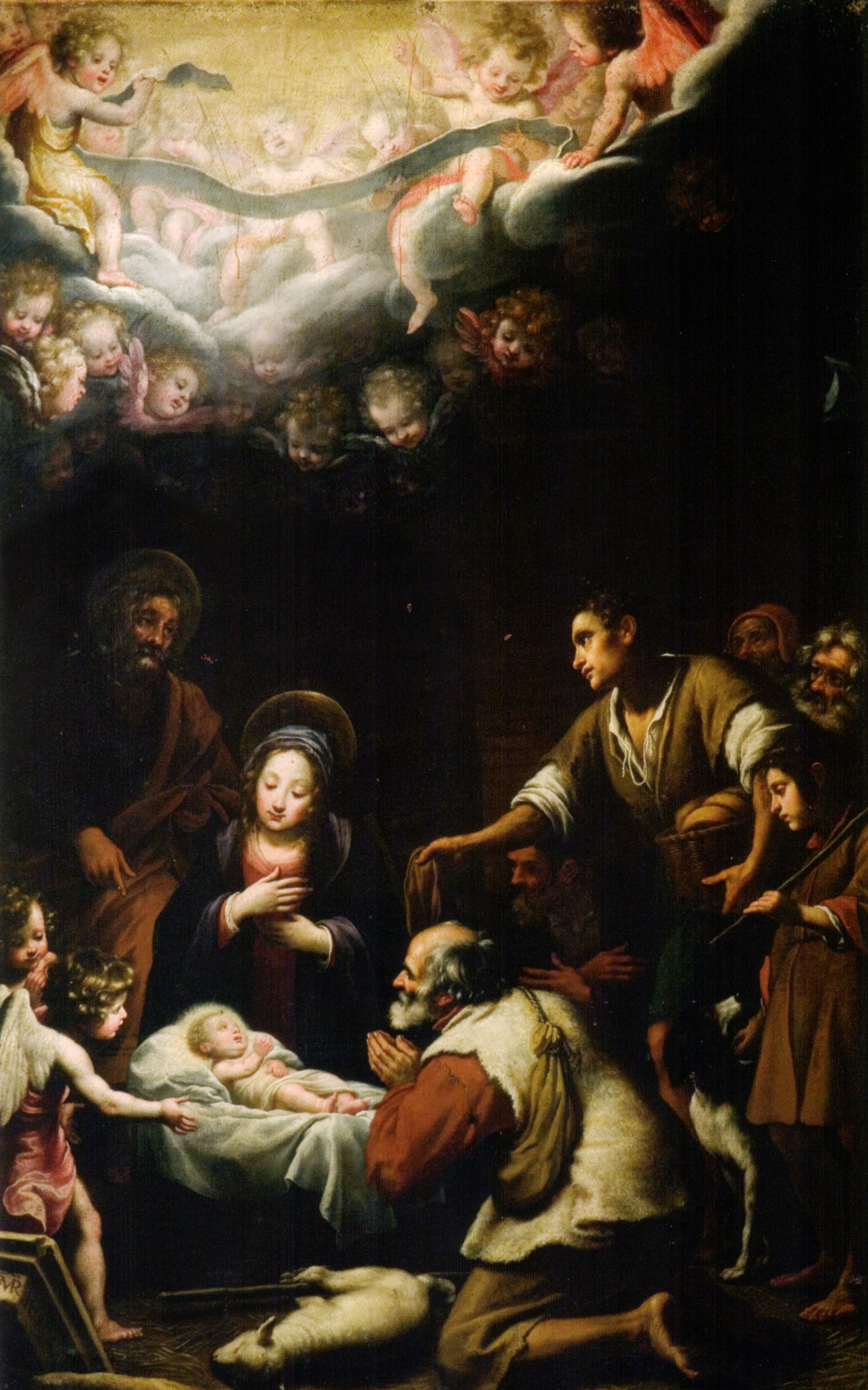
Matteo Rosselli, Natividad de Cristo
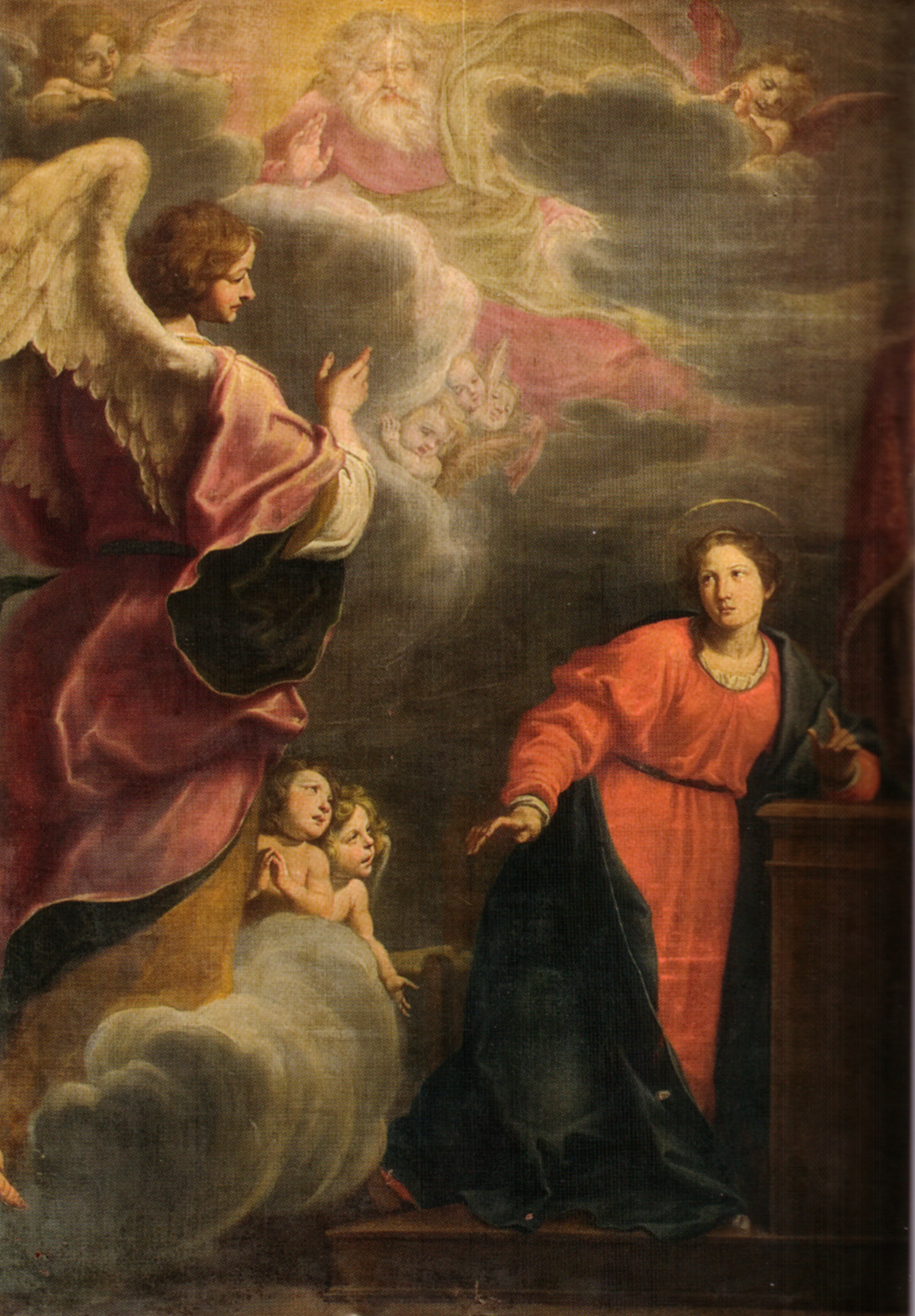
Fabrizio Boschi, Anunciación

#### Campanario
El campanario fue construido entre 1604 y 1618 en sustitución de una torre anterior y diseñado por Bernardo Buontalenti. Las campanas estaban alojadas en una estructura de madera obra de Andrea Balatri, con hierros del herrero Giovanni Pigliuzzi. Allí se encontraron cinco campanas, una por arco a cada lado y una quinta, más pequeña, colocada en el centro de la bóveda. En 1996 las campanas fueron electrificadas con martillos, para evitar que las oscilaciones dañaran a largo plazo el campanario.
Otra campana, en desuso, se encuentra hoy en la capilla Antinori y está fechada en 1824, con una inscripción que recuerda que fue fundida en la Fundición Moreni por encargo del sacerdote Antonio Nuti.

### Interno

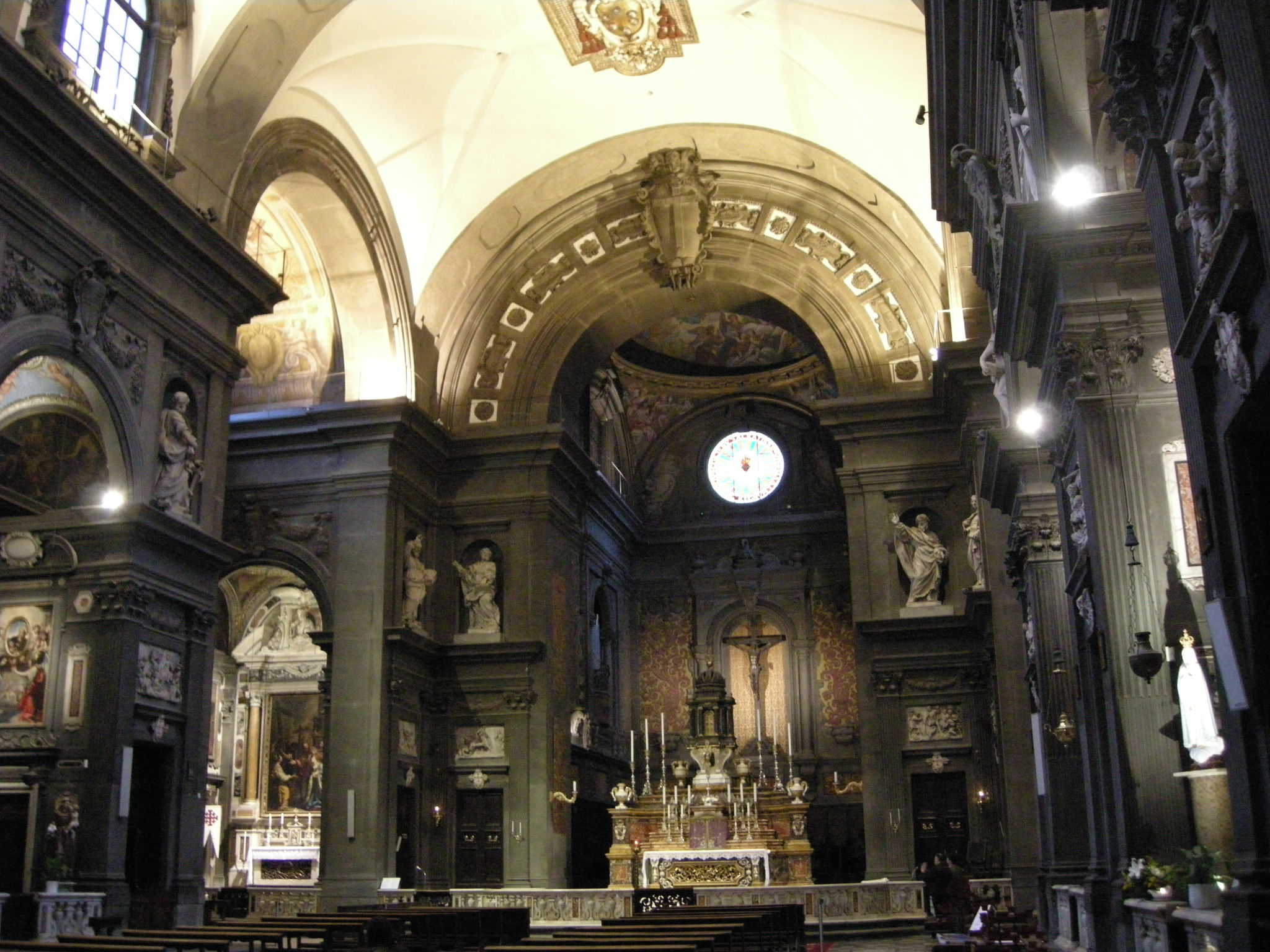
el interior

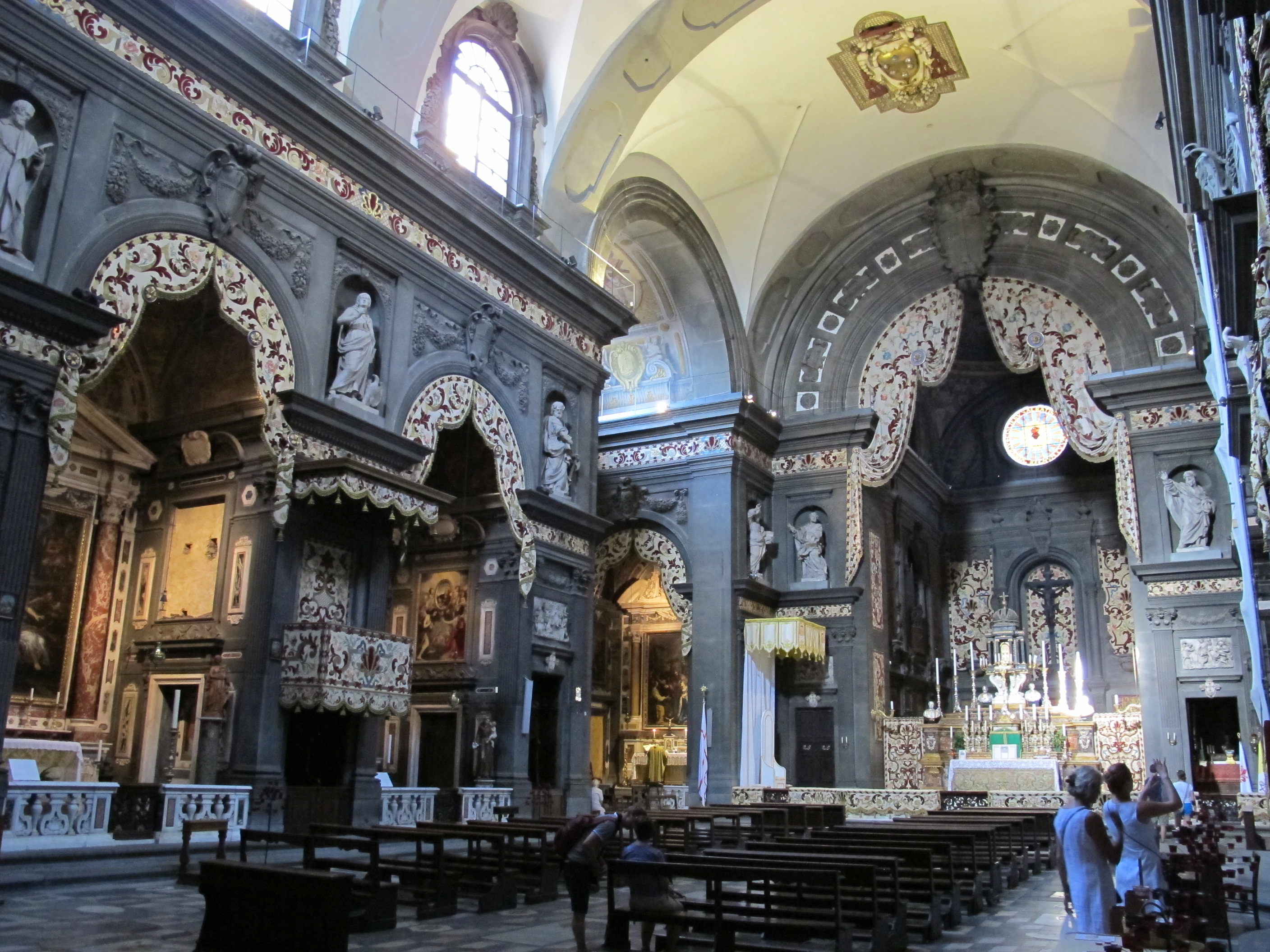
El interior decorado con papel pintado del (2012)

El armonioso interior, que se ha conservado intacto, tiene planta de cruz latina con una sola nave y capillas laterales, tres a cada lado, dotadas de pasajes comunicantes.
La nave se cubre con bóveda de cañón lunetado dividida por arcos fajones y está iluminada por grandes ventanales de arcos de medio punto, mientras que los dos brazos del crucero se cubren con bóveda de cañón simple. El ábside está enmarcado por un majestuoso arco triunfal, sobre el que está esculpido el escudo teatino, presidido por la Cruz, y está cubierto por una pequeña cúpula. En la intersección entre la nave y el crucero, en el techo, se encuentra el monumental escudo del cardenal Carlo de' Medici, obra de Bastiano Pettirosso de 1631.
Destaca el efecto de la policromía, entre la pietra serena de las estructuras arquitectónicas, el blanco de la bóveda de las estatuas y los bajorrelieves, los mármoles policromados del suelo y las incrustaciones decorativas. La luz entra por los grandes ventanales de la parte más alta de la nave, creando notables efectos de claroscuros respecto a las capillas con poca luz.
Entre la segunda y tercera capilla de la izquierda se encuentra el púlpito de madera sostenido por dos ménsulas con cabezas de ángeles y decorado con dos putticariátides; debajo se encuentra la tumba familiar de la familia Cardi, a la que perteneció el pintor Ludovico Cardi, conocido como Cigoli .

La iglesia cuenta con un magnífico papel pintado móvil textil del siglo XVIII con fondo blanco, que se suma al papel pintado fijo amarillo y rojo que data de una época comprendida entre los siglos XVII y XVIII. Este papel pintado es extraordinariamente completo y es el tercero más antiguo de Florencia, después del del siglo XV en la Badia Fiorentina (en terciopelo brocado dorado) y el de damasco rojo en Santa Maria Novella.

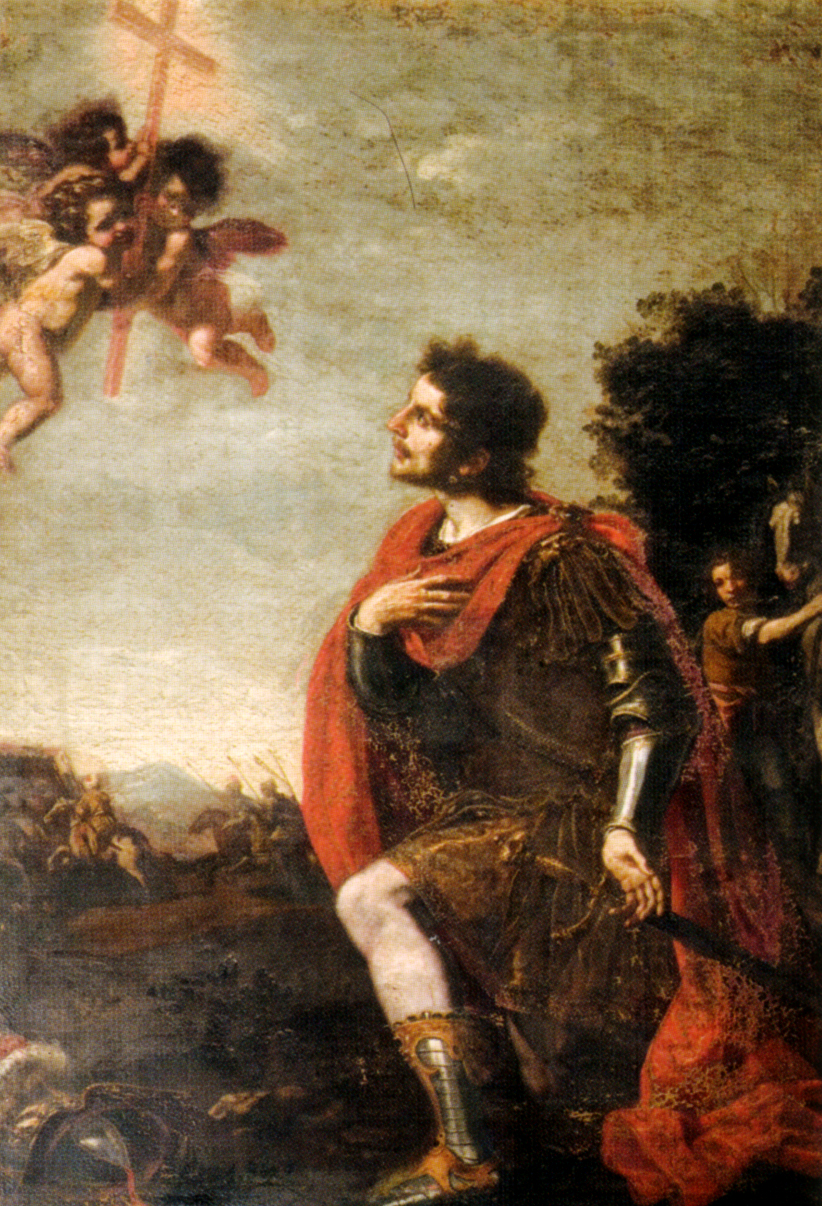
Jacopo Vignali, Aparición de la Cruz a Constantino
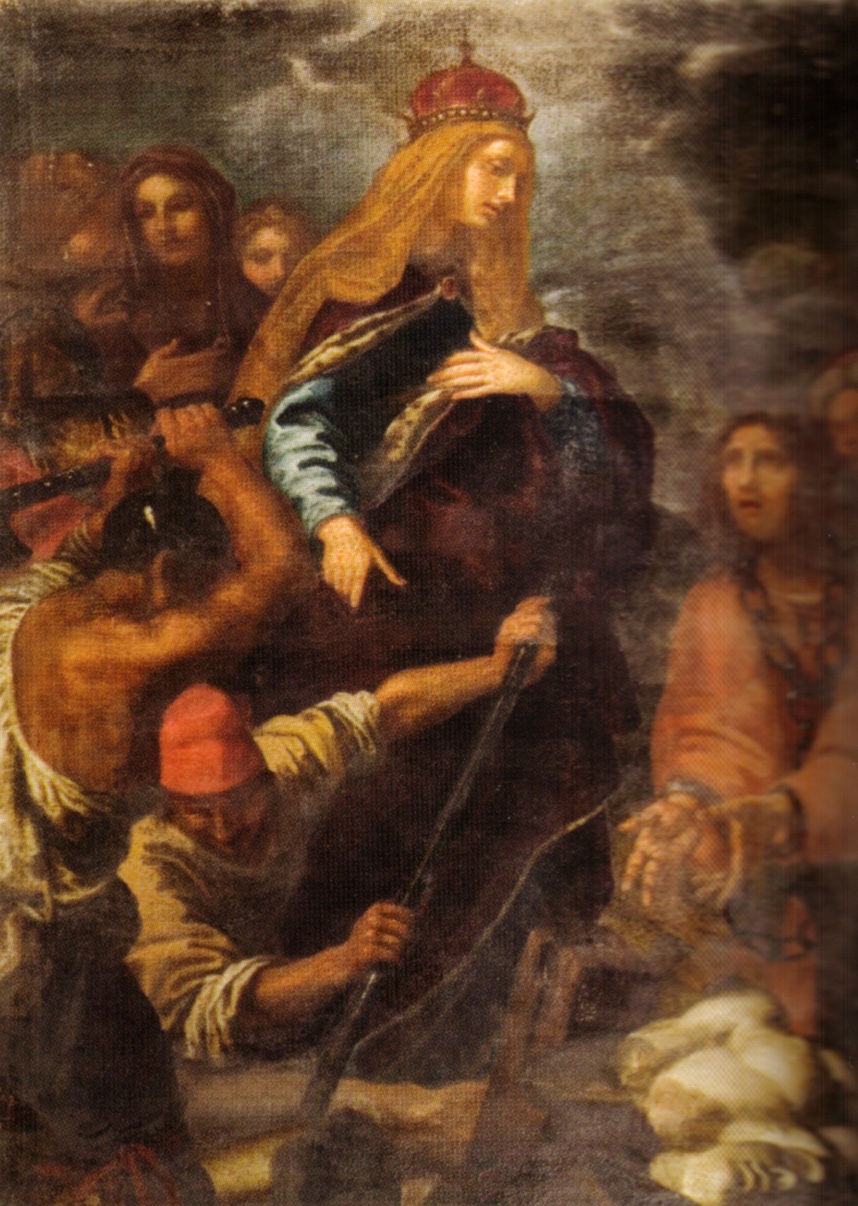
Giovanni Bilivert, Santa Elena que lidera las excavaciones para el descubrimiento de la Cruz
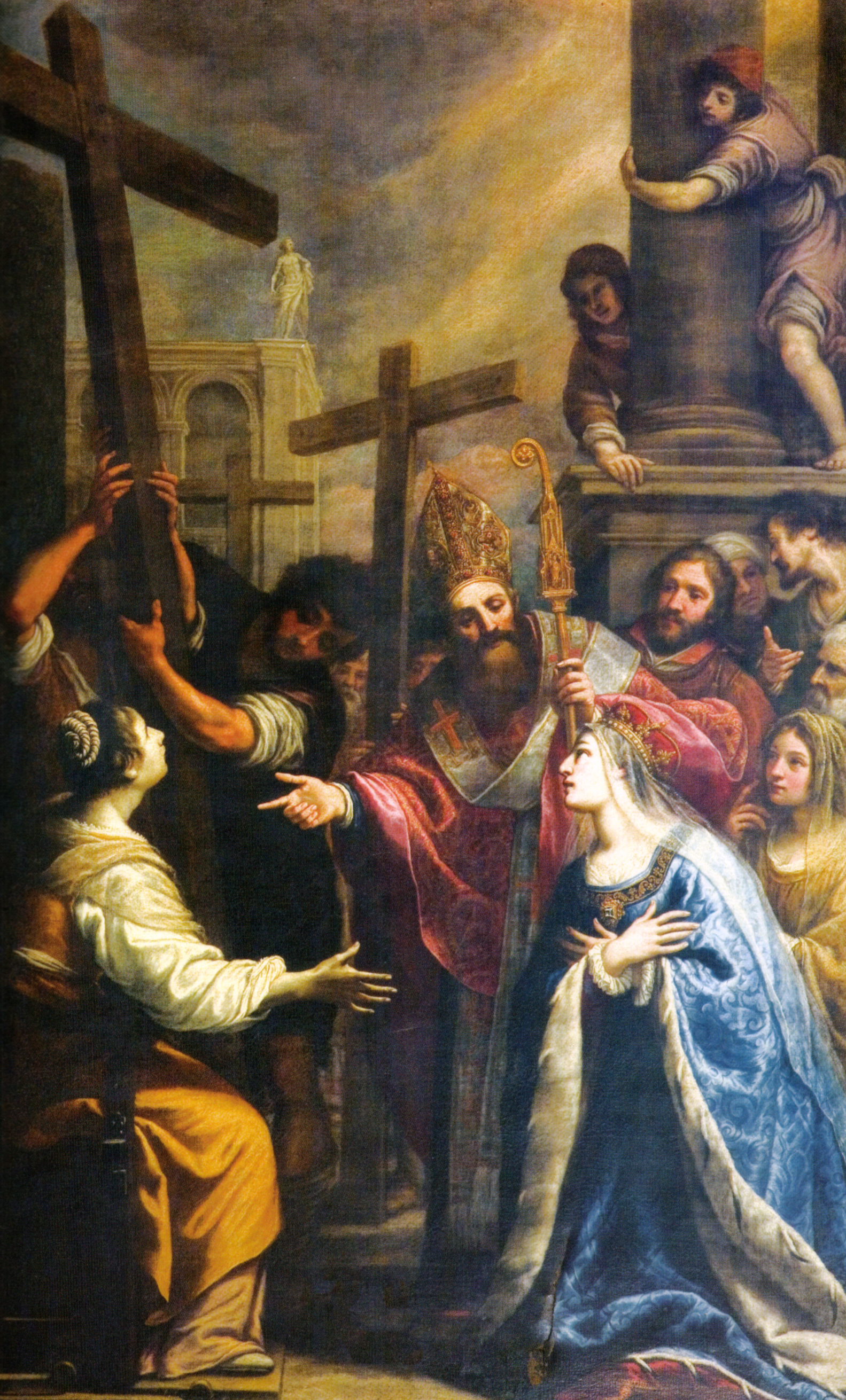
Matteo Rosselli, Descubrimiento de la Santa Cruz

#### Ciclo de losApóstolesyEvangelistas
En el tramo superior de la nave se desarrolla uno de los ciclos escultóricos más importantes del siglo XVII florentino, con una serie de estatuas de mármol de Apóstoles y Evangelistas de tamaño mayor al normal. Debajo de cada estatua hay uno o dos relieves que representan episodios de sus vidas, creados por varios artistas.
La pareja estatua-relieve fue un motivo novedoso para Florencia. Antes de terminar todos los relieves, hubo algunos provisionales de tierra blanqueada, que luego fueron sustituidos por relieves de mármol. De estos testimonios sólo queda el Martirio de San Simón de Giovan Battista Foggini.
Lado izquierdo (desde el altar hasta la contrafachada)
| Ref | Img | Estatua                             | Autor                   | Img | Bajorrelieve                                               | Autor                   | Año  |
| --- | --- | ----------------------------------- | ----------------------- | --- | ---------------------------------------------------------- | ----------------------- | ---- |
| 1   |     | San Pietro                          | Giovan Battista Foggini |     | Martirio di san Pietro                                     | Giovan Battista Foggini | 1683 |
| 2   |     | San Giuda Taddeo                    | Giuseppe Piamontini     |     | Martirio di Giuda Taddeo e san Simone                      | Giuseppe Piamontini     | 1698 |
| 3   |     | San Mattia                          | Gioacchino Fortini      |     | Martirio di san Mattia                                     | Gioacchino Fortini      | 1696 |
| 4   |     | San Giovanni Apostolo e Evangelista | Antonio Novelli         |     | (ninguno debido a la presencia del púlpito )               |                         | 1640 |
| 5   |     | San Matteo Evangelista              | Antonio Novelli         |     | Martirio di san Matteo                                     | cerchia del Foggini     | 1640 |
| 6   |     | San Bartolomeo                      | Giovan Camillo Cateni   |     | Martirio di san Bartolomeo                                 | Giuseppe Piamontini     | 1698 |
| 7   |     | San Luca Evangelista                | Giovan Camillo Cateni   |     | San Luca ritrae la Madonna col Bambino Predica di san Luca | Giovan Camillo Cateni   | 1693 |

| Ref | Img | Statua                | Autore                  | Img | Bassorilievo                                         | Autore                       | Anno |
| --- | --- | --------------------- | ----------------------- | --- | ---------------------------------------------------- | ---------------------------- | ---- |
| 1   |     | San Paolo             | Giovan Battista Foggini |     | Martirio di san Paolo                                | Giovan Battista Foggini      | 1683 |
| 2   |     | San Tommaso           | Giovanni Baratta        |     | Martirio di san Tommaso                              | scultore fiorentino del '700 | 1700 |
| 3   |     | San Filippo           | Bartolomeo Cennini      |     | Martirio di san Filippo                              | scultore toscano             | 1658 |
| 4   |     | San Giacomo Minore    | Lodovico Salvetti       |     | Martirio di san Giacomo                              | scultore toscano             | 1658 |
| 5   |     | Sant'Andrea           | Antonio Novelli         |     | Martirio di sant'Andrea (1774)                       | Giovan Battista Capezzoli    | 1640 |
| 6   |     | San Simone            | Antonio Novelli         |     | Martirio di san Simone                               | Antonio Novelli              | 1640 |
| 7   |     | San Marco Evangelista | Giuseppe Piamontini     |     | San Marco in atto di predicare Martirio di san Marco | Giuseppe Piamontini          | 1693 |

#### Contrafachada
En la contrafachada hay un arco triunfal que recuerda al del altar mayor. El óculo ovalado que se abre se parece sólo en parte al de la fachada. En el registro superior se encuentra un majestuoso órgano construido en 1820 por el pistoiano Benedetto Tronci, que incorporó la estructura del órgano del siglo XVII de Antonio Colonna . La estructura escenográfica con las pilastras y el tímpano de imitación de piedra forma parte de la caja de resonancia del propio órgano y forma parte de la intervención decimonónica. De la misma época también es la balaustrada de madera imitación mármol.
La parte inferior presenta, alrededor del portal central enmarcado por columnas, cuatro armarios empotrados y dos pilas esculpidas de 1640, obra de Domenico Pieratti que representa dos amorcillos sonrientes que sostienen los lavabos sobre una nube de mármol.

#### Altar mayor

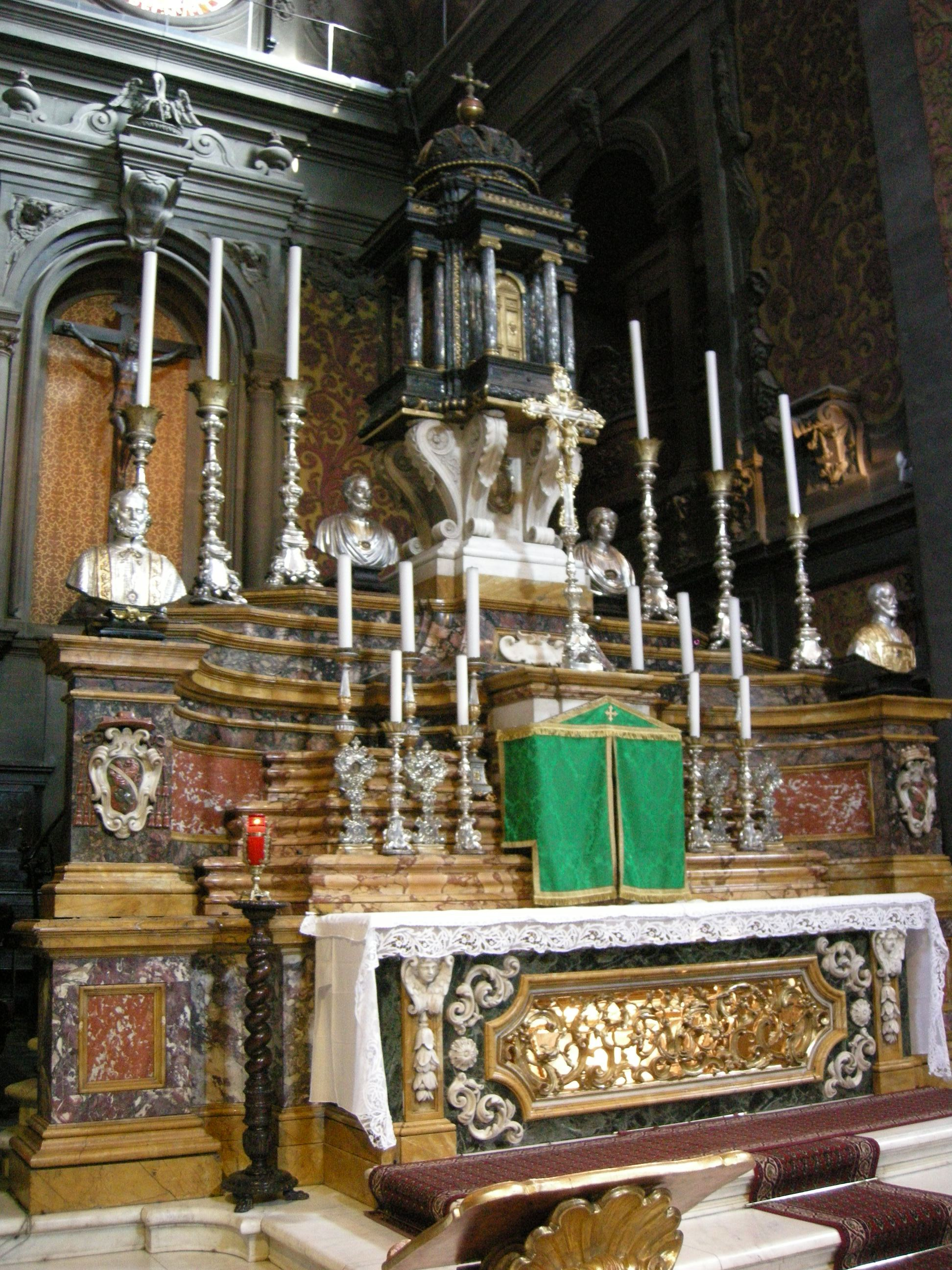
el altar mayor

Situado sobre un piso elevado de algunos escalones y separado de la nave por una balaustrada (1669), el altar mayor fue consagrado el 29 de agosto de 1649 en presencia del cardenal Carlo de' Medici, aunque su aspecto actual se remonta a la renovación de 1675. Compuesto por una sorprendente combinación de mármoles preciosos, fue diseñado por Pierfrancesco Silvani: un fondo cóncavo culmina con un imponente tabernáculo de plata, único vestigio del aparato monumental ofrecido por la familia Torrigiani con motivo de la canonización de San Cayetano, y el Obra del orfebre florentino Benedetto Petrucci. Entre los mármoles utilizados se encuentran el Rosso di Francia, el Lapislázuli, el Verde Greco, el Giallo di Siena, el Giallo Antico di Numidia, etc. A los lados del altar están los escudos del cardenal Domenico Maria Corsi y del marqués Giovanni Corsi (los Corsi eran otra familia noble con un palacio en via de' Tornabuoni).
En la base del altar, bajo la suntuosa reja de madera dorada, se guardan las reliquias de los santos Mario y María, figuras oscuras transportadas desde las catacumbas de San Calixto en 1615 por iniciativa de la gran duquesa Cristina de Lorena.

#### El coro

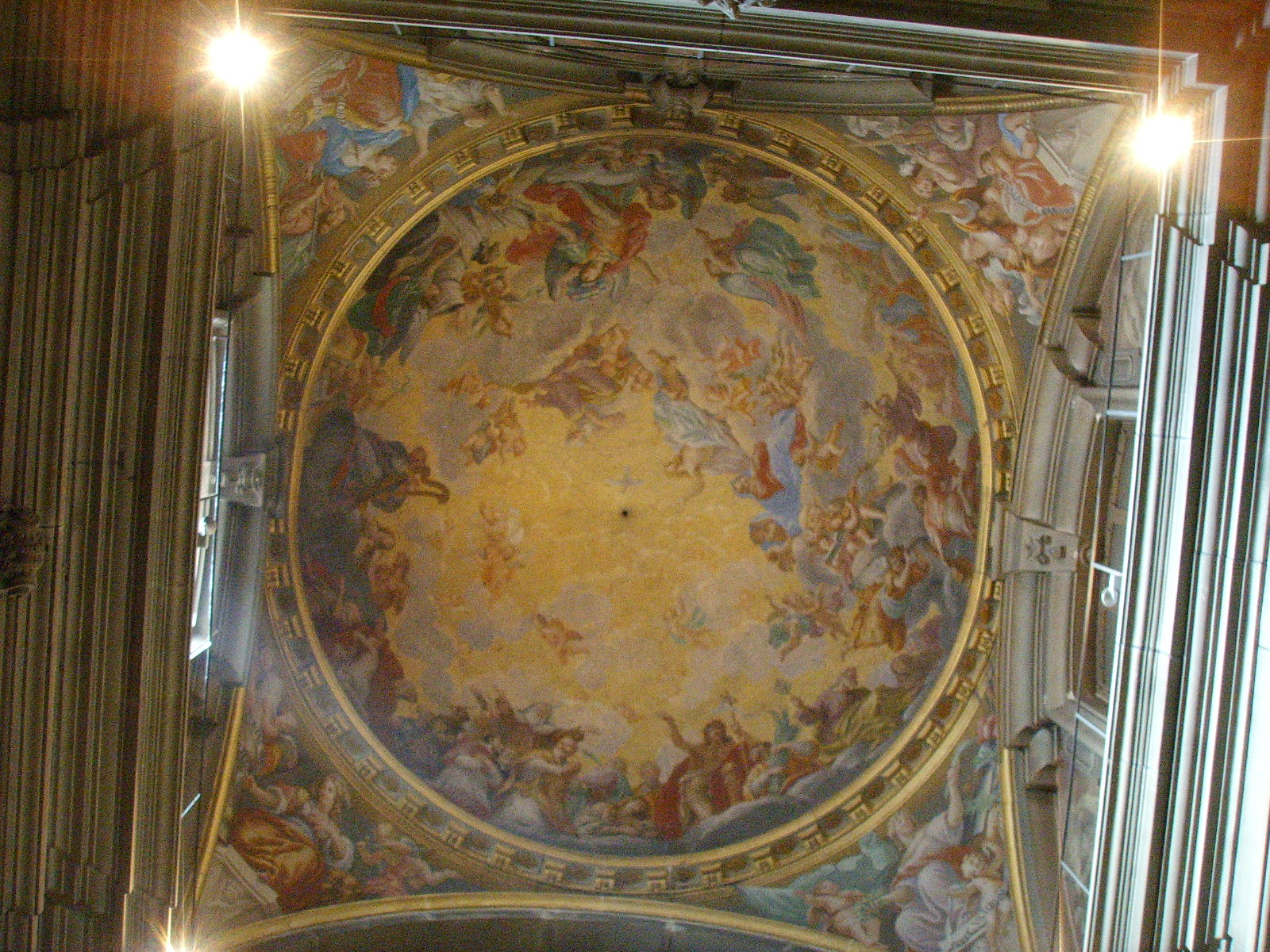
La cúpula con frescos del coro.

El coro se sitúa detrás del altar mayor y está compuesto por una sala de base cuadrada cubierta por una cúpula. Fue terminado en 1630. El dúo blanco y negro se ve atenuado aquí por los suntuosos papeles pintados fijos (realizados entre finales del siglo XVII y principios del XVIII) y los frescos. Las sillerías de madera (en nogal), atribuidas al taller de Jacopo Sani, están distribuidas en dos filas graduadas en altura y decoradas con cabezas angelicales.
En la pared central se encuentra la gran obra maestra del Crucifijo de bronce de Francesco Susini, regalo de Don Lorenzo de' Medici. Curiosamente, representa a Cristo en pose moribunda (antes de morir, por tanto con cuatro heridas, sin la herida en el costado), iconografía prohibida por el cofundador de los Teatinos Pablo IV Carafa, cuya prohibición, sin embargo, un siglo después había ahora caído en el olvido. El crucifijo está colocado en un nicho coronado por un pelícano simbólico que, como Cristo, se creía que se abría el pecho para ofrecer su carne para alimentar a sus crías.
La cúpula fue pintada al fresco por Filippo Maria Galletti con la Gloria de San Cayetano presentada a la Trinidad por el arcángel Miguel, mientras que en los penachos hay cuatro alegorías: Abundancia, Caridad, Fortaleza y Victoria.
A ambos lados del coro, dentro de dos serlianas originalmente utilizadas como coros, se encuentra el órgano de tubos Mascioni opus 457, construido en 1933.

#### Capillas laterales

##### Capillas a la derecha

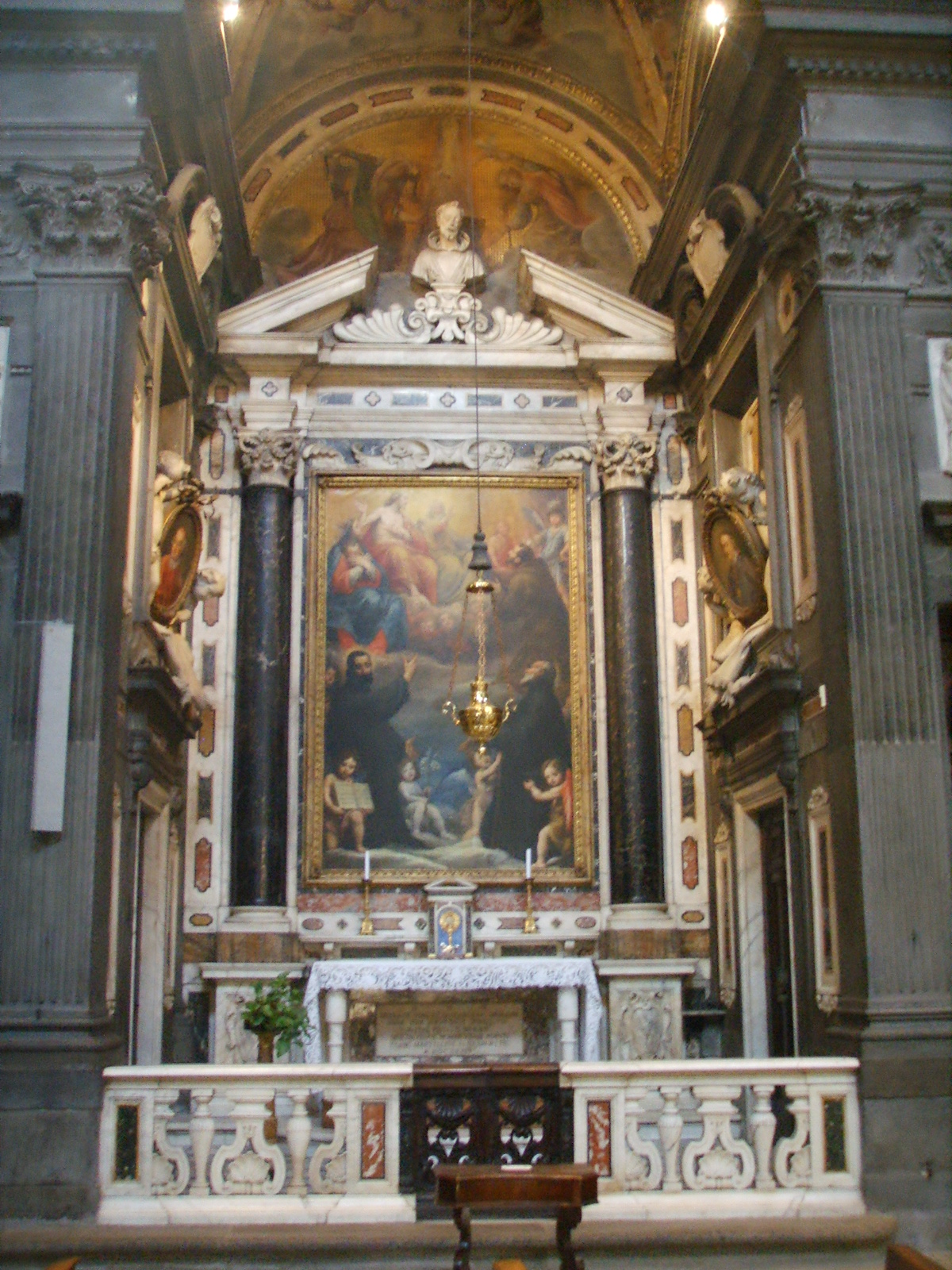
La Capilla Martelli

A partir de la contrafachada encontraréis:
Capilla de la Roja

Dedicada a Sant'Andrea Apostolo, fue decorada por Ottavio Vannini . En la bóveda pintó al fresco un Cristo en Gloria entre los estucos dorados y también le habían encargado pintar las pinturas laterales (San Juan indicando a Cristo a San Andrés y la Vocación de San Andrés y San Pedro), pero murió en 1643, por lo que fueron finalizados por su alumno Antonio Ruggieri. Este último también fue responsable del antiguo retablo con el Martirio de San Andrés, ahora trasladado a la Capilla Antinori desde que fue sustituido por la Virgen con el Niño de Andrea della Robbia (1470-1480), procedente ya de la antigua iglesia. En el tímpano del altar el busto de la virgen es de Antonio Novelli (1642). Destacan también las puertas de madera de la balaustrada, con racimos vegetales tallados que encierran las iniciales de Andrea Apostolo.

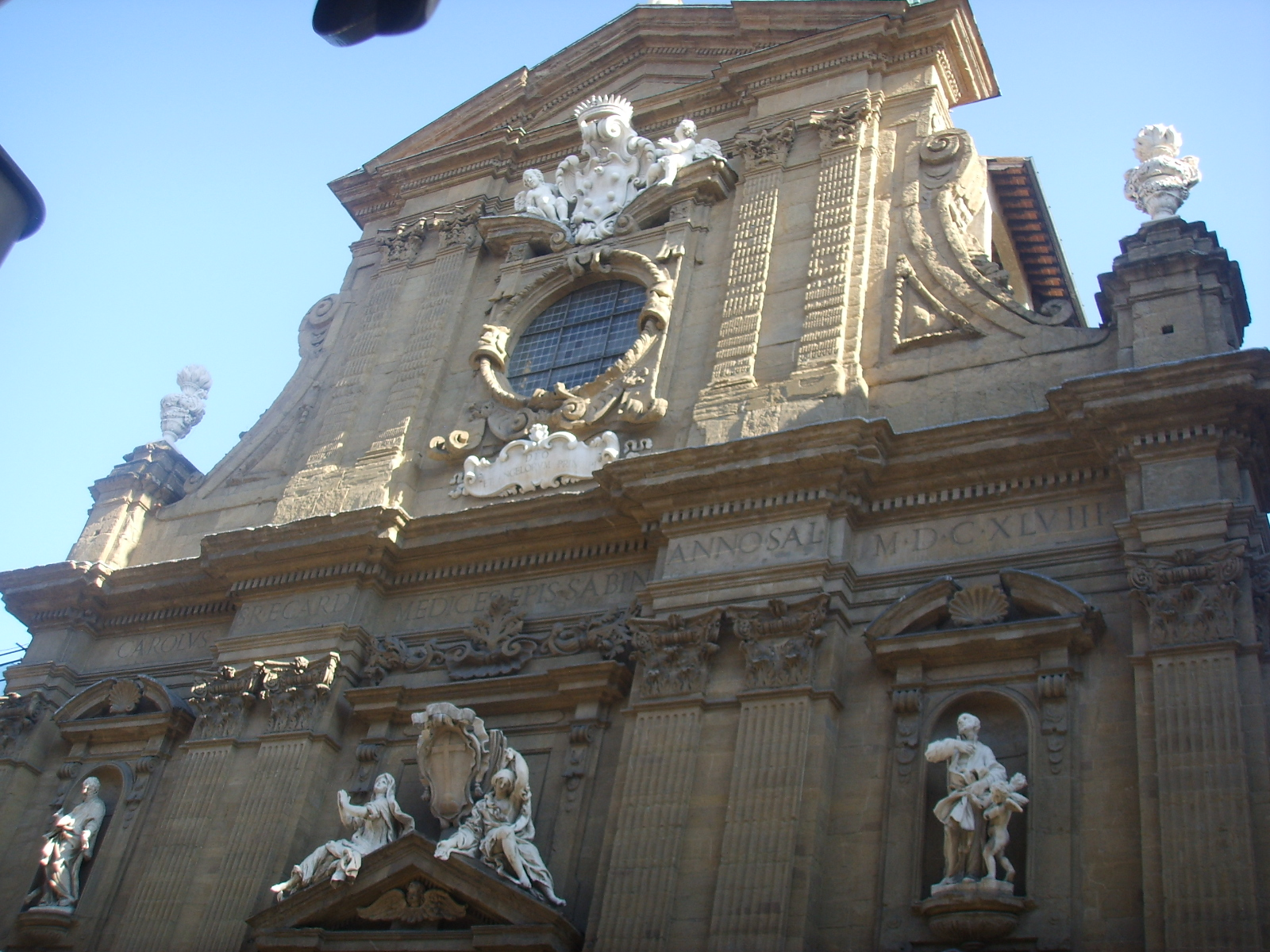
Vista desde abajo
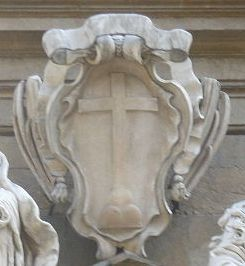
Escudo de armas de los Teatinos
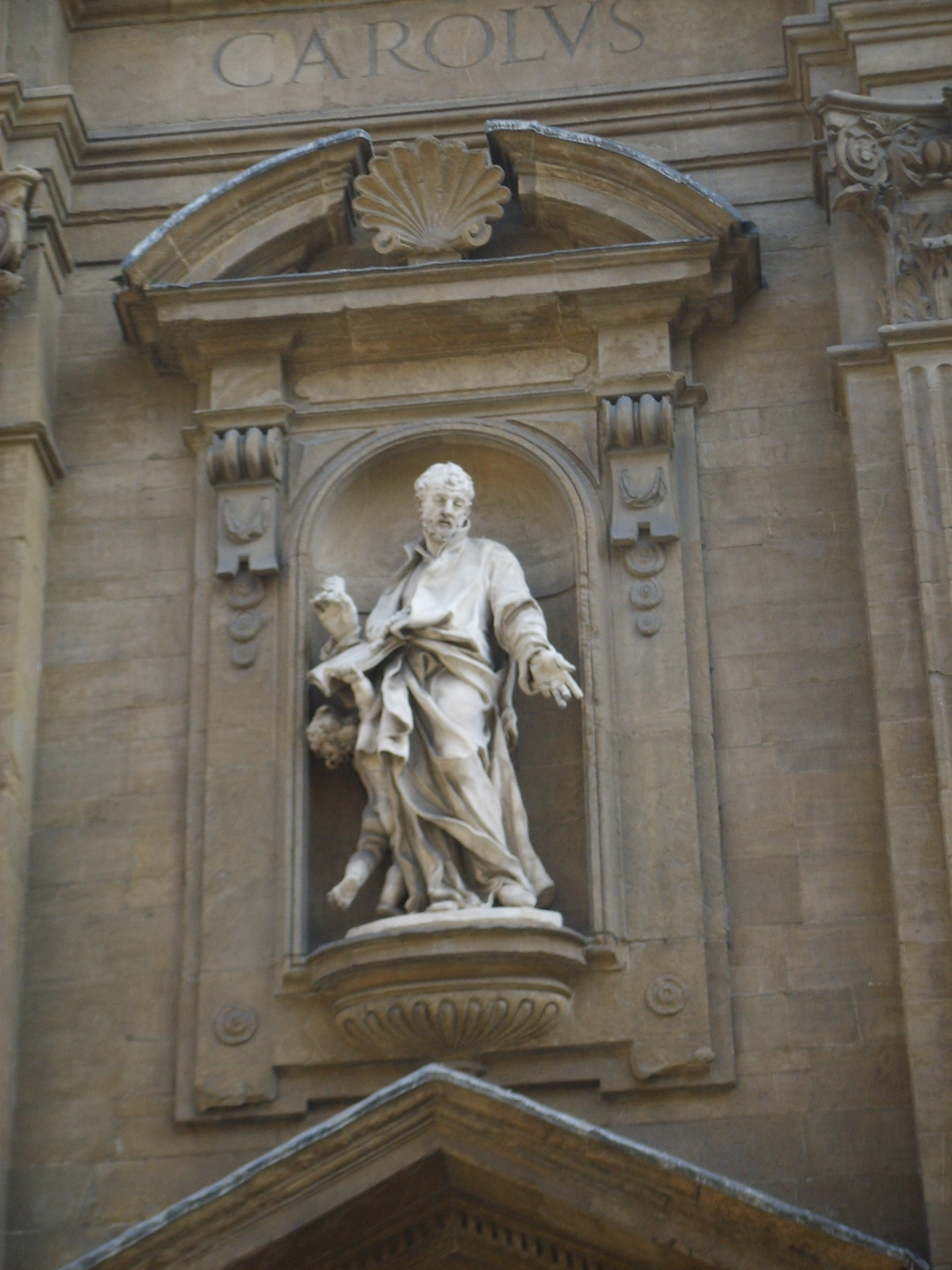
Estatua de San Cayetano, de Balthasar Permoser
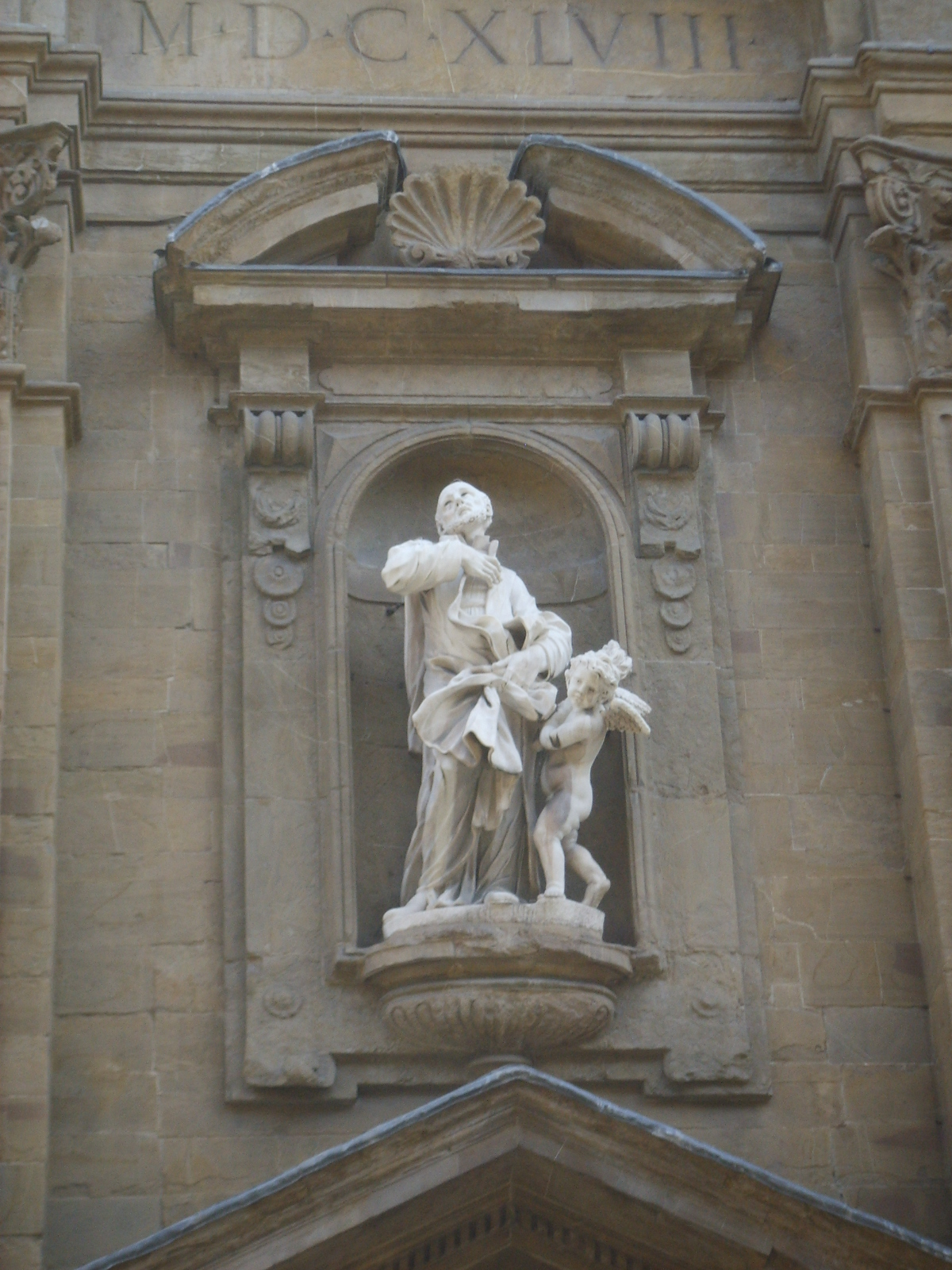
Estatua de San Andrés Avellino, de Anton Francesco Andreozzi

Capilla Mazzei

Dedicada al Arcángel Miguel, fue decorada a partir de 1634. Angelo Michele Colonna creó los frescos de la Trinidad en gloria en la pequeña cúpula - con efectos ilusionistas - Ángeles en las lunetas laterales y la Anunciación en la central. Jacopo Vignali en cambio pintó los lienzos, con el tríptico de la Liberación de San Pedro, Aparición de un ángel a San Juan Evangelista en Patmos y San Miguel liberando las almas del Purgatorio, este último trasladado en 1928 a la Capilla Tornaquinci y reemplazado por Terracota policromada del siglo XX con Aparición del Sagrado Corazón a Santa Margherita María Alacoque.

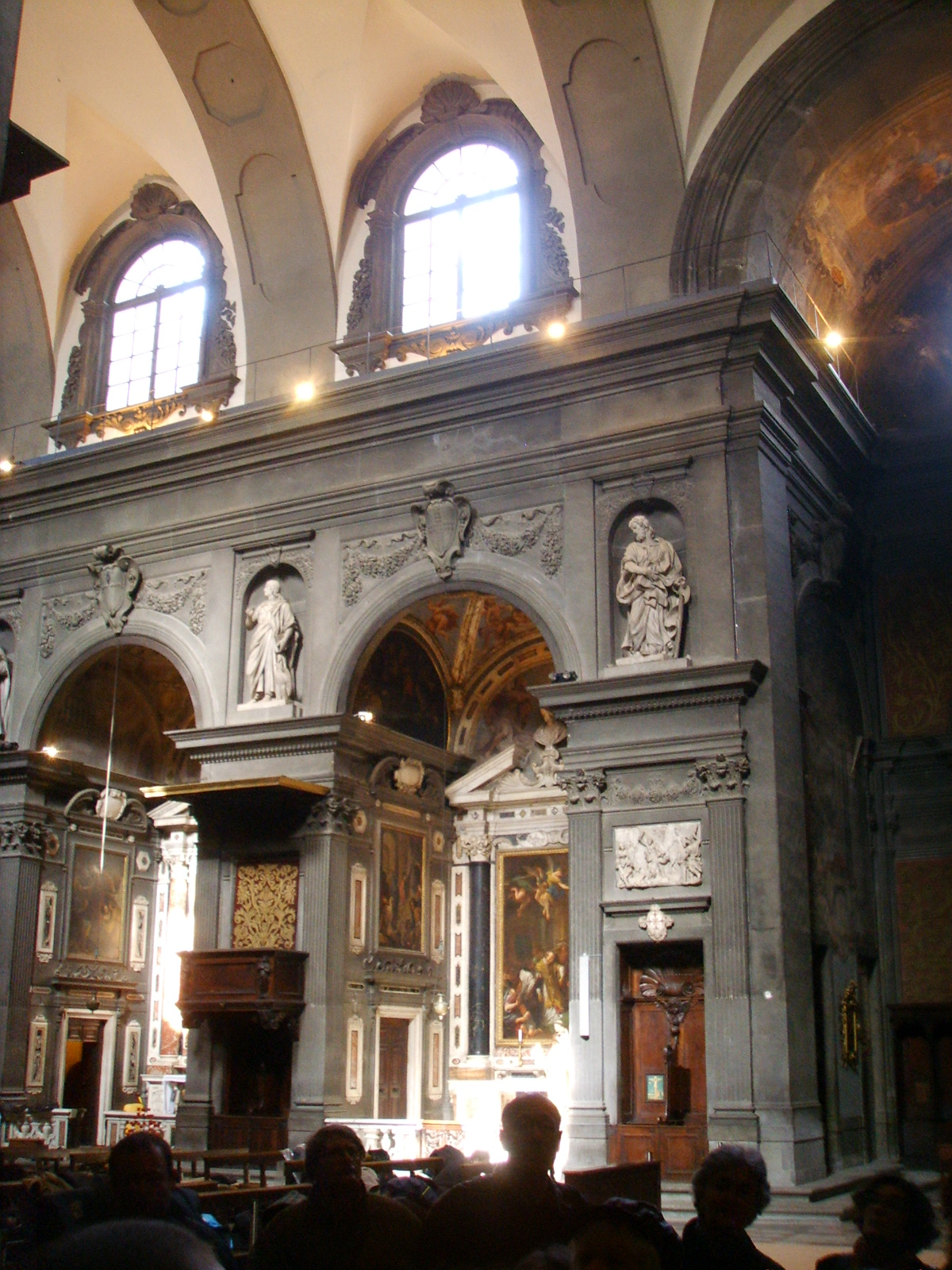
Vistazo a la nave
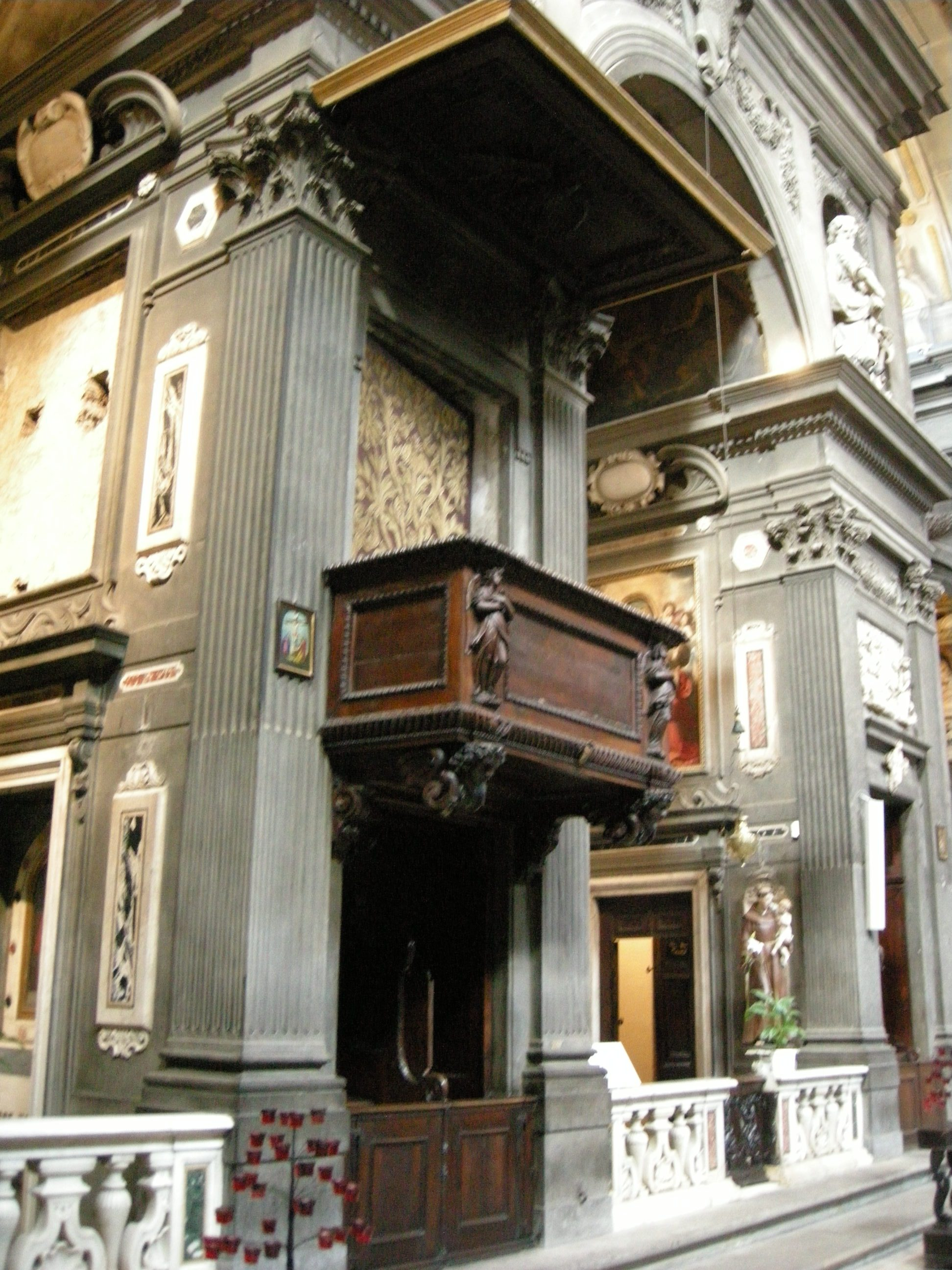
el púlpito
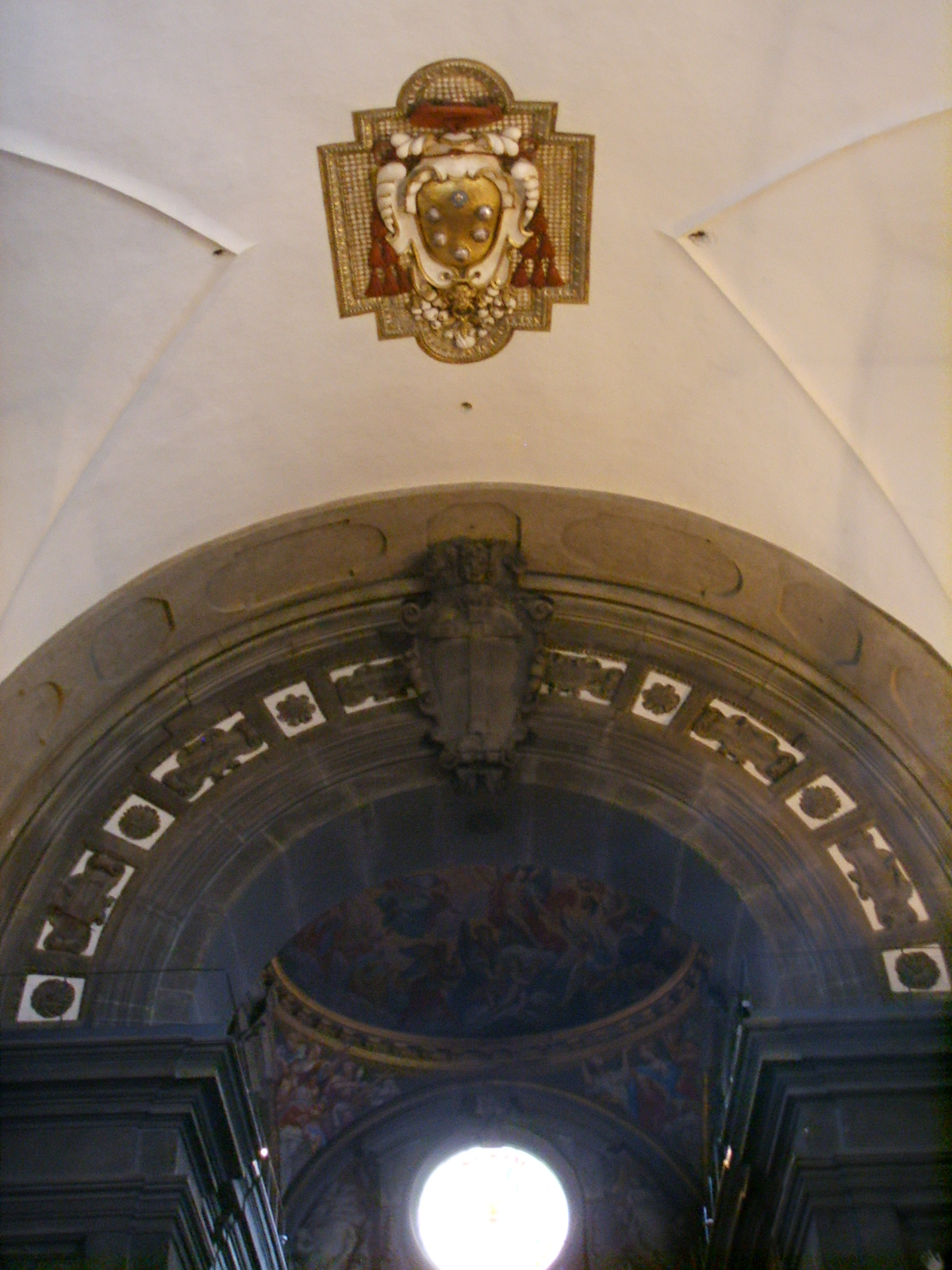
El escudo de armas en la bóveda

Capilla Martelli

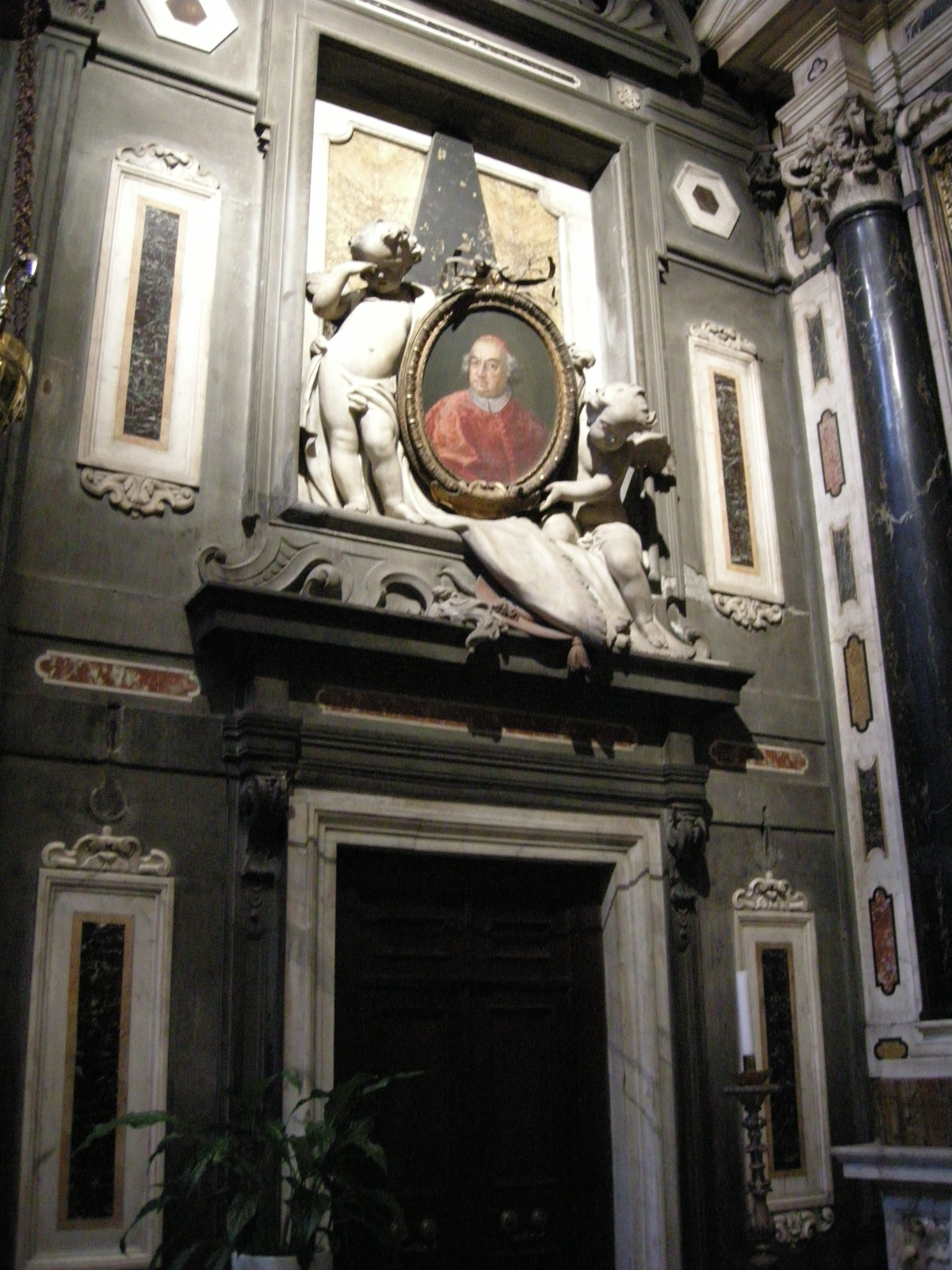
Tumba del cardenal Francesco Martelli

La familia Martelli dedicó su capilla a varios santos: además de los propietarios de la iglesia, a Sant'Andrea Avellino, San Giovanni Battista, la Inmaculada Concepción y San Francisco: todos están representados en el retablo de Matteo Rosselli (1640). En el tímpano del altar se encuentra una rara obra escultórica del arquitecto Malavisti, con un busto de San Francisco, de 1635. En las paredes laterales hay dos monumentos funerarios a dos importantes figuras religiosas de la familia: el cardenal Francesco Martelli y el arzobispo de Florencia Giuseppe Maria Martelli, creados en 1750 por el escultor de origen flamenco Franz Janssens. Los dos retratos dentro de medallones sobre pirámides oscuras y sostenidos por querubines son micromosaicos realizados en Roma, que dan la idea de estar pintados. En la parte superior hay pinturas de Sigismondo Coccapani con las Alegorías de la Obediencia y la Pobreza en el luneto central (fresco), Predicación de San Vincenzo Ferrer y Encarcelamiento de San Vincenzo en Zaragoza en los laterales (lienzos) y una Inmaculada Concepción acogida por el Padre Eterno en la bóveda (fresco).

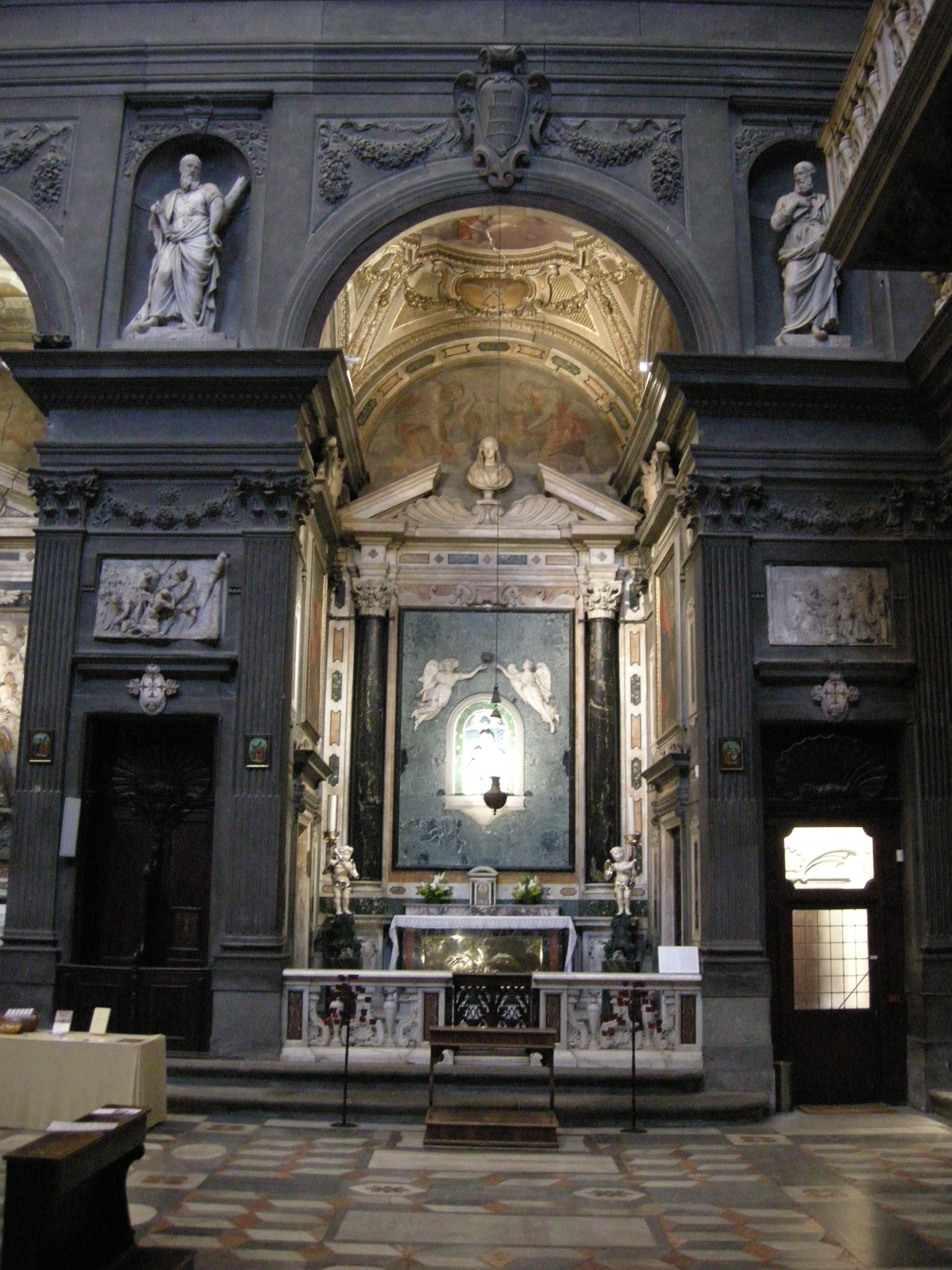
Capilla de la Roja
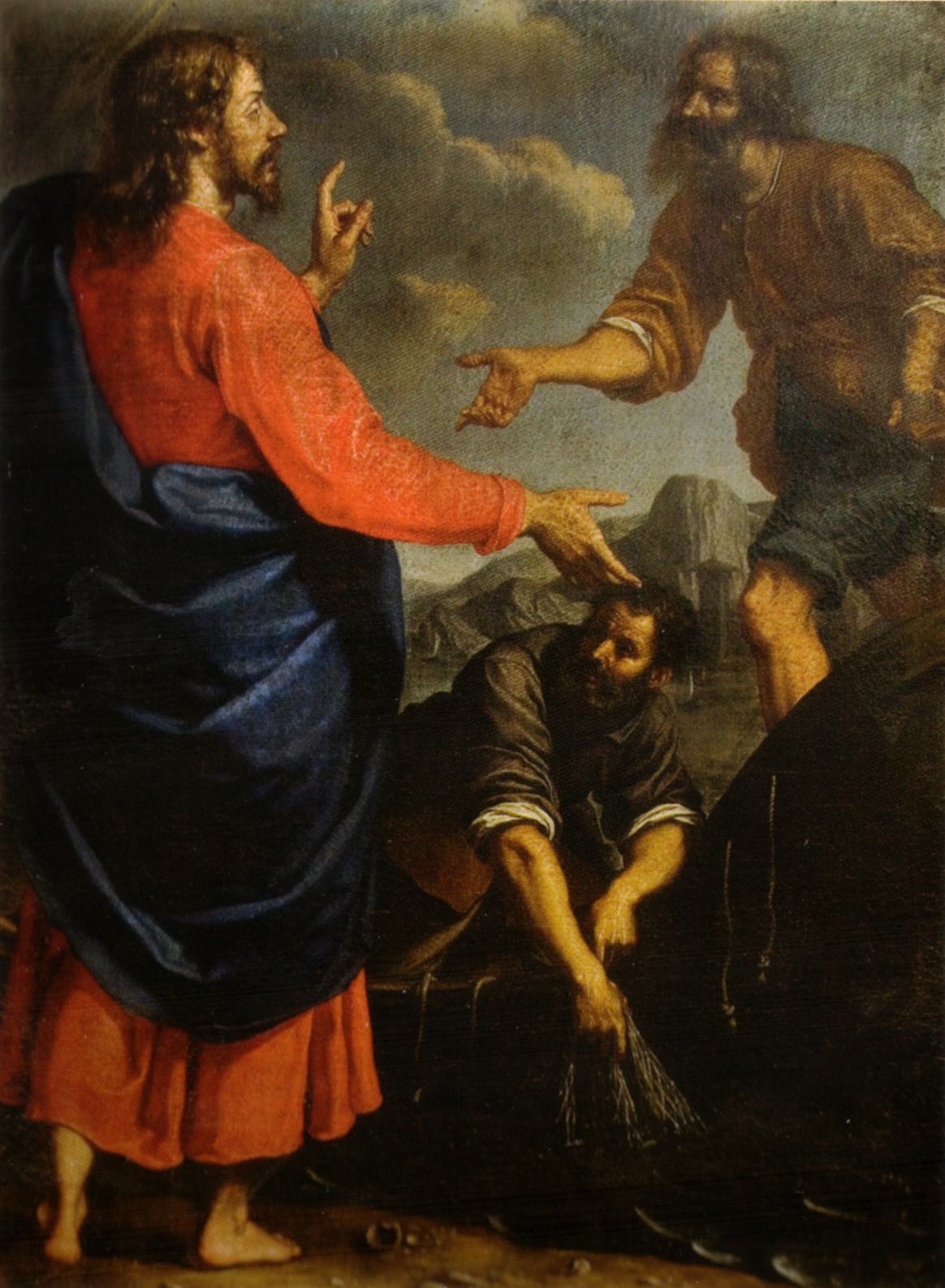
Ottavio Vannini, Vocación de San Andrés y San Pedro
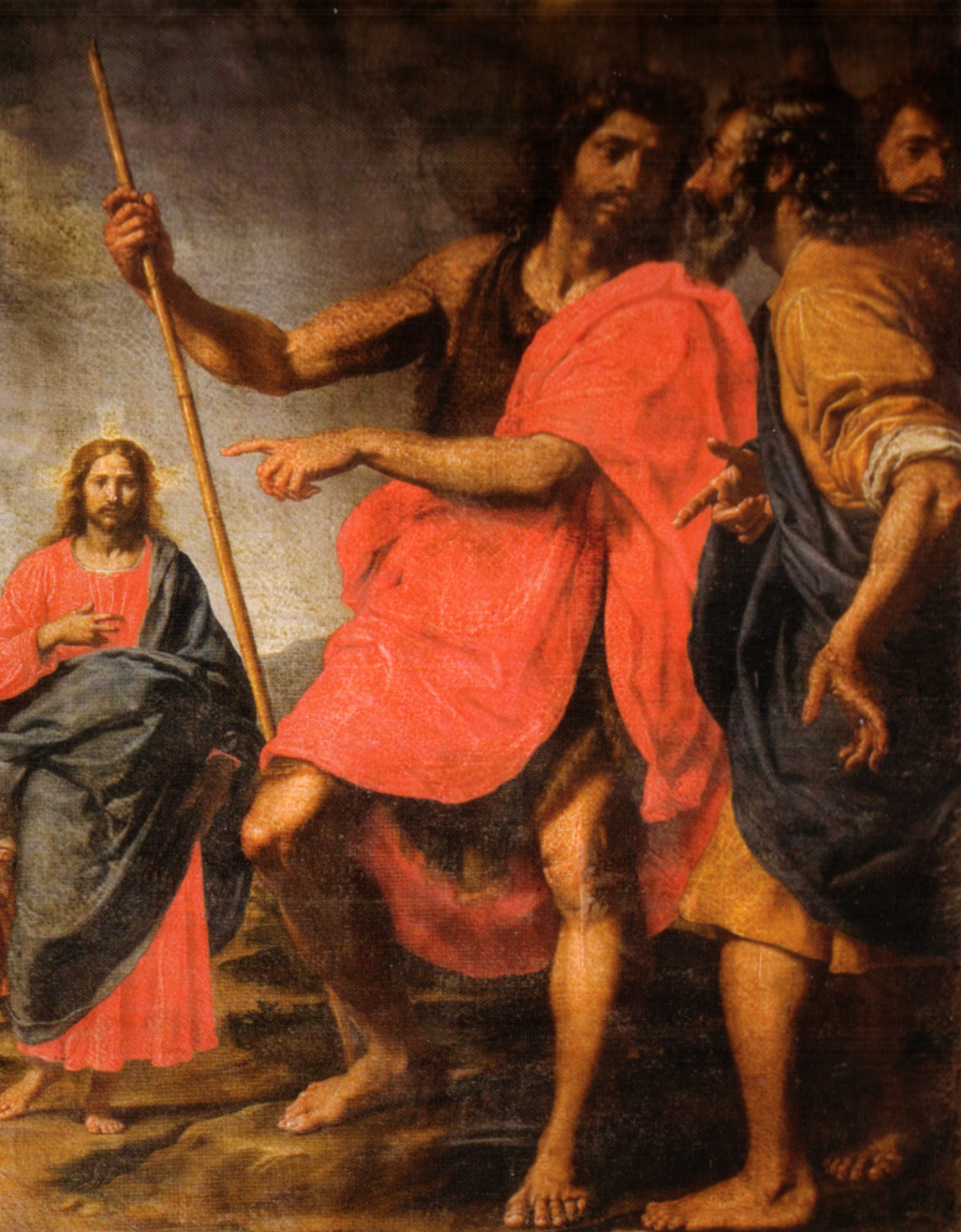
Ottavio Vannini, San Juan indicando a Cristo a San Andrés
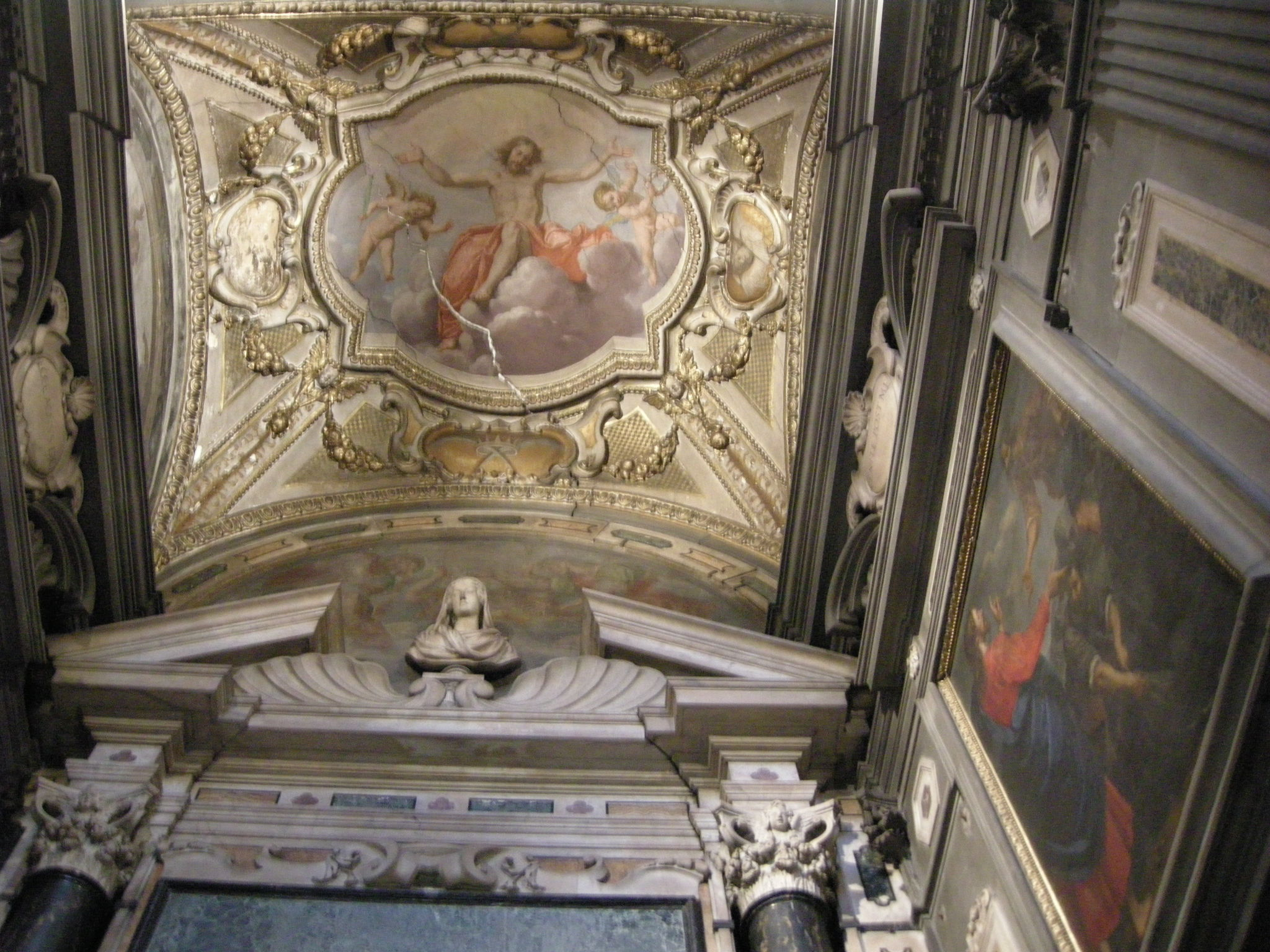
el techo

De la contrafachada al altar.
Capilla Tornaquinci

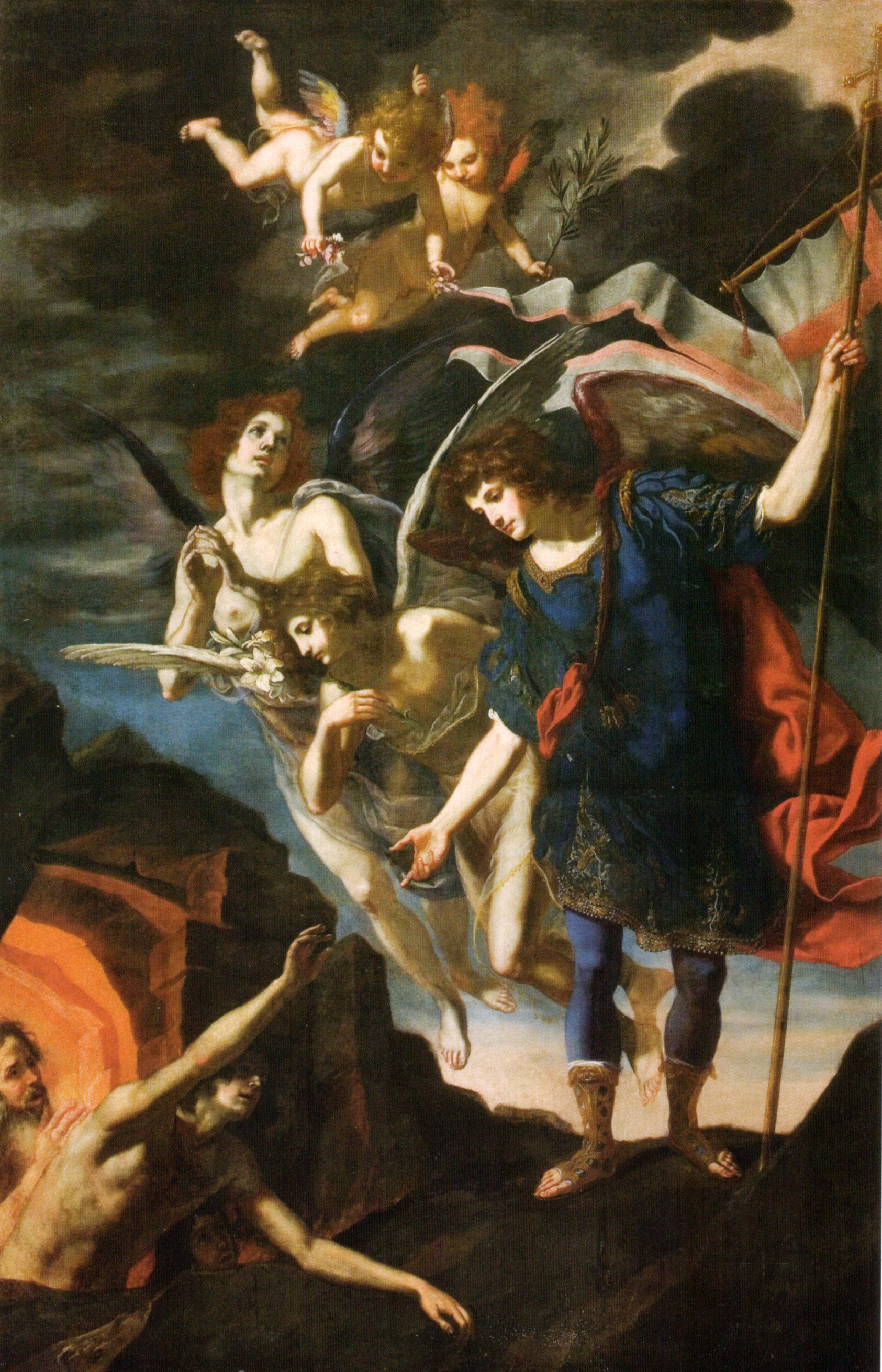
Jacopo Vignali, San Miguel Arcángel libera las almas del purgatorio, Capilla Tornaquinci

La familia Tornaquinci o Tornabuoni era propietaria del grandioso palacio situado a la derecha de la iglesia. Dedicaron esta capilla bajo su patrocinio hasta 1766 (luego pasó a la familia Albergotti) a San Zanobi y a sus diáconos Eugenio y Crescenzio. La decoración original se ha perdido; por ejemplo, forman parte de ella Inmaculada Concepción del siglo XVIII de Giacinto Fabbroni, hoy en la Capilla Antinori, y quizás el lienzo de Filippo Maria Galletti, ahora almacenado en espera de restauración. En 1928 se colocó allí el retablo luminoso de Jacopo Vignali con San Miguel Arcángel liberando las almas del Purgatorio, que forma parte del tríptico de la Capilla Mazzei. Los dos monumentos funerarios laterales fueron erigidos por los Albergotti en 1772 y están dedicados a Marcellino Albergotti Beltrami, obispo de Arezzo fallecido en 1249, y a Francesco Albergotti, soldado y senador florentino. Los estucos de la bóveda se atribuyen a Giovan Battista Ciceri (hacia 1698) y enmarcan los frescos de Galletti: Ángeles y alegorías de la Caridad y la Fortaleza a la derecha, Ángeles y alegorías de la Paz y la Mansedumbre a la izquierda.

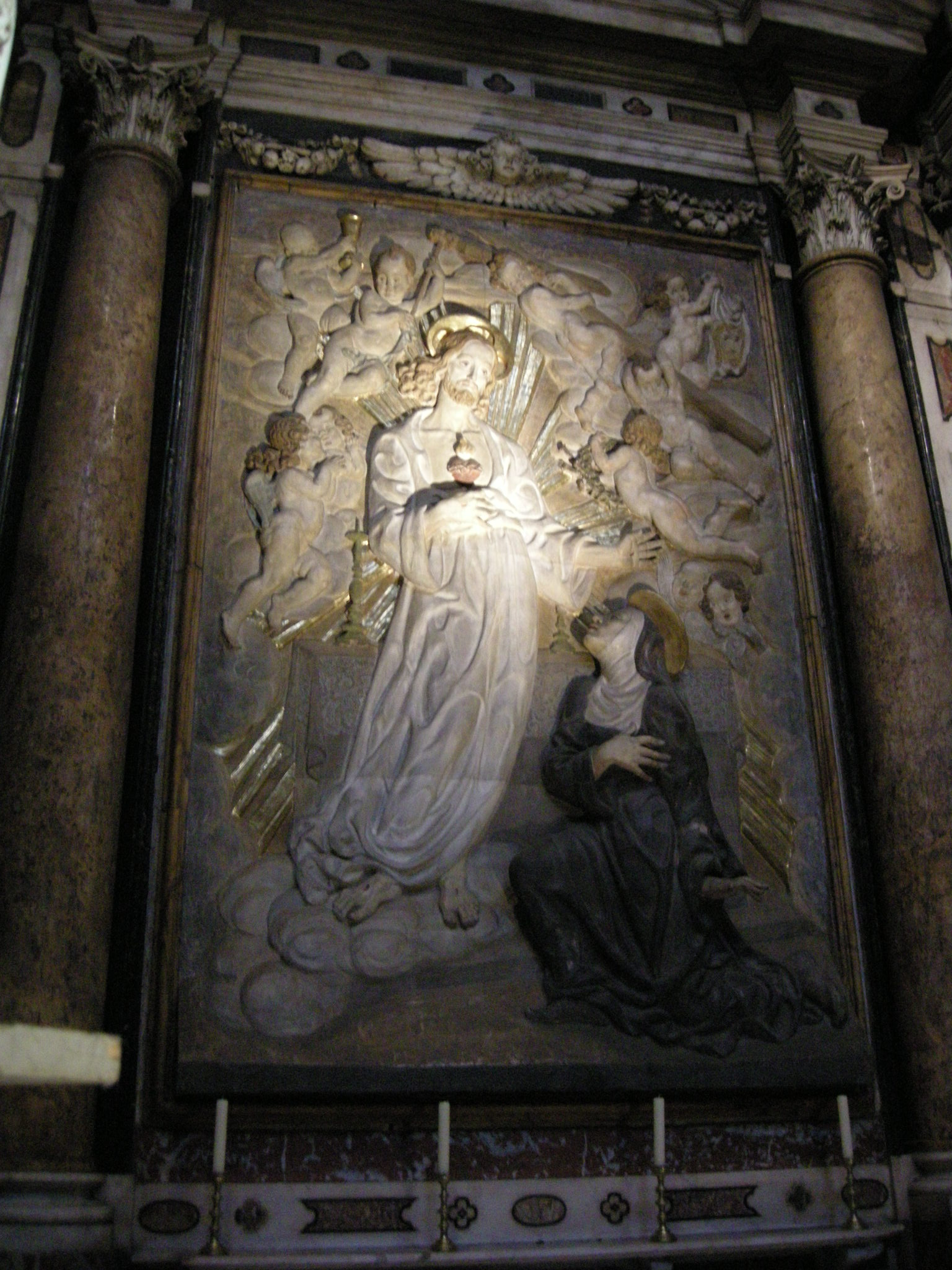
Aparición del Sagrado Corazón a Santa Margarita María Alacoque
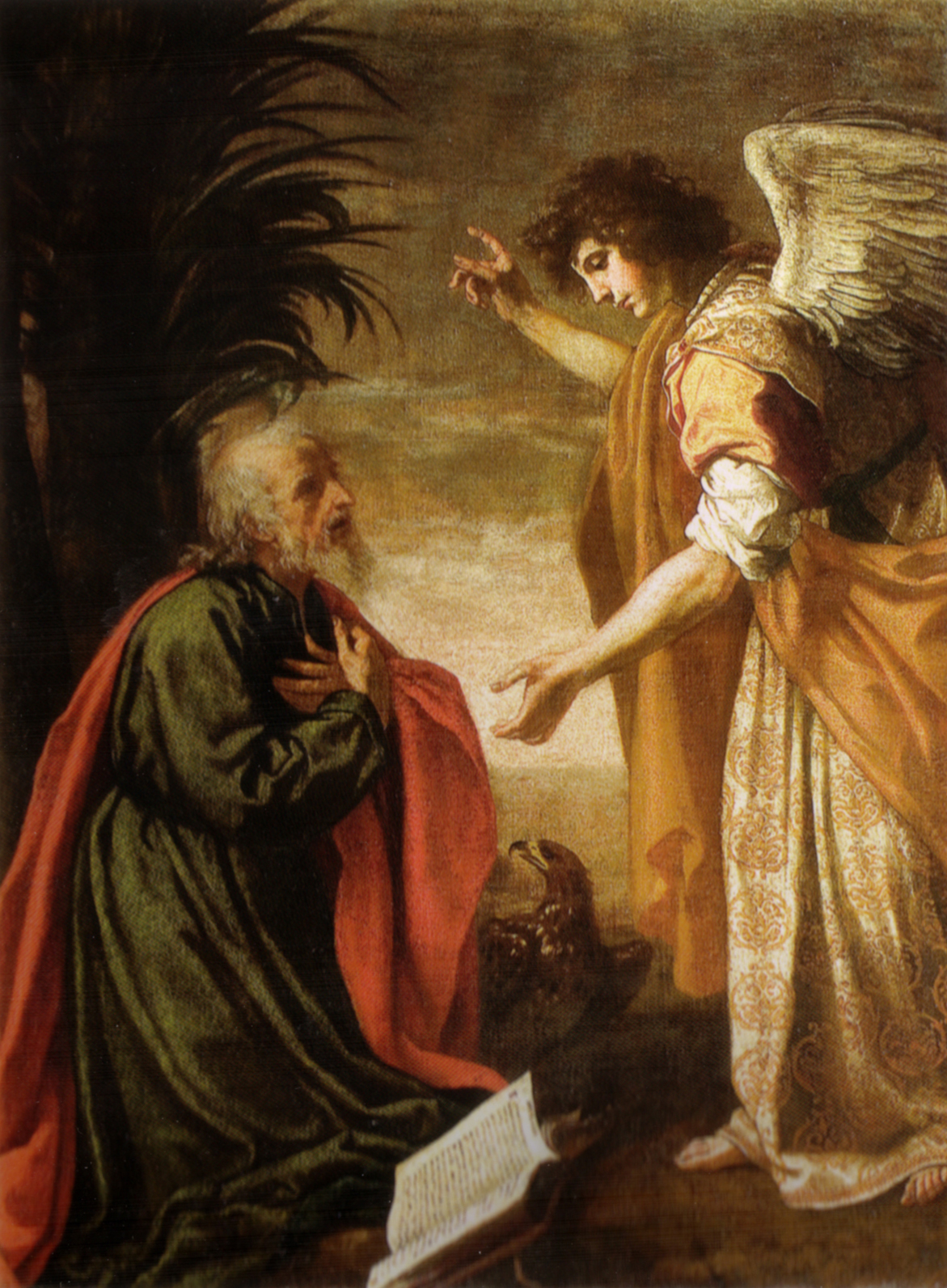
Jacopo Vignali, San Juan Evangelista en Patmos
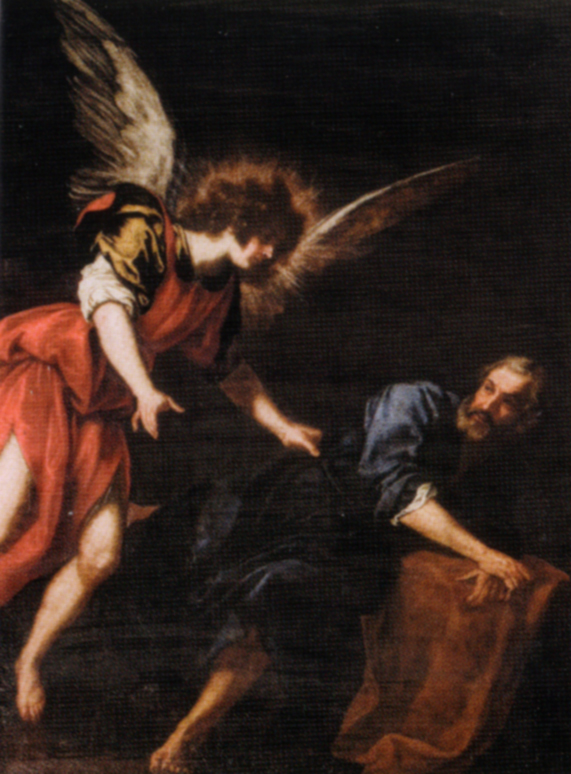
Jacopo Vignali, Aparición de San Pedro
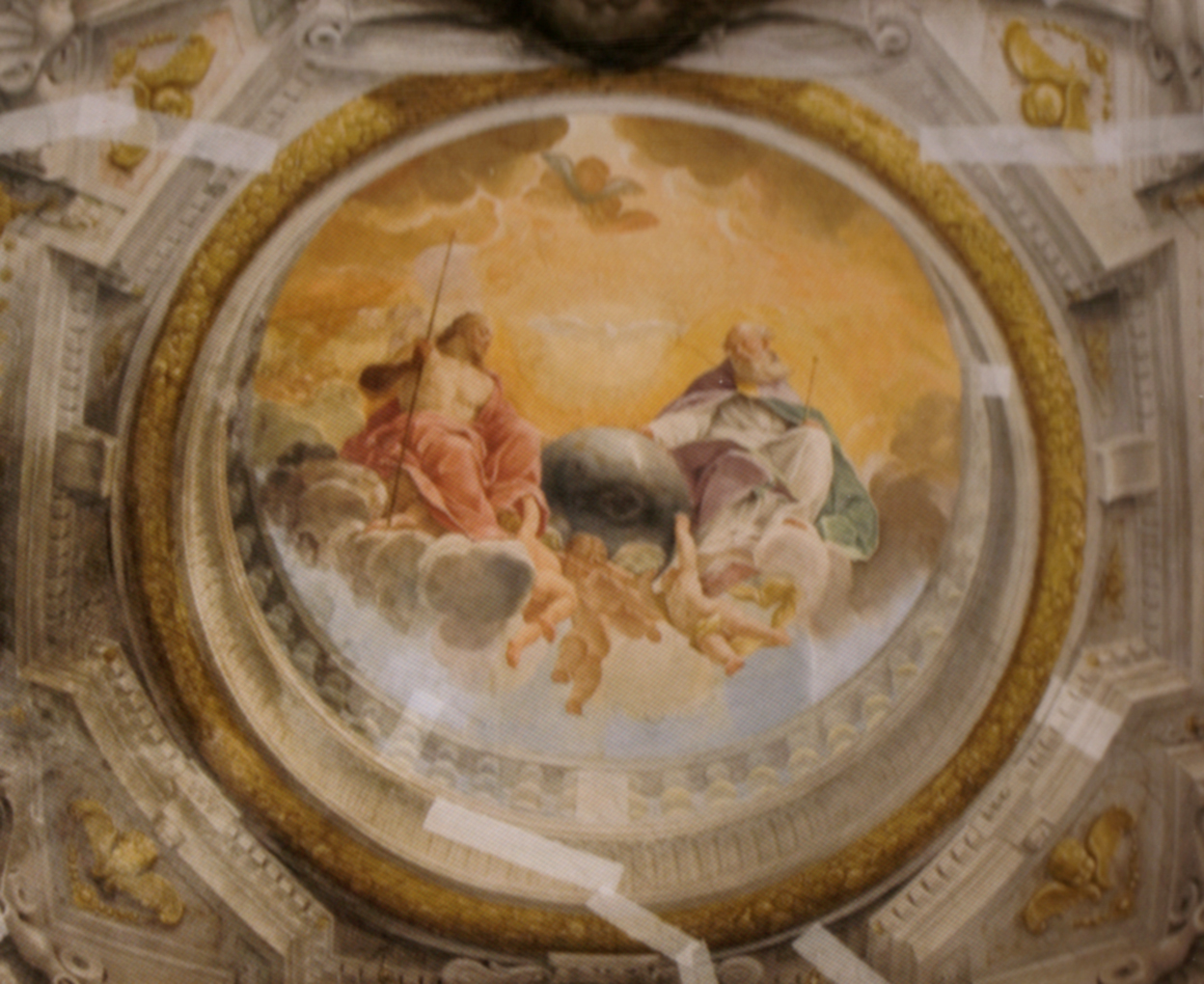
Angelo Michele Colonna, Trinidad en gloria

Capilla Franceschi

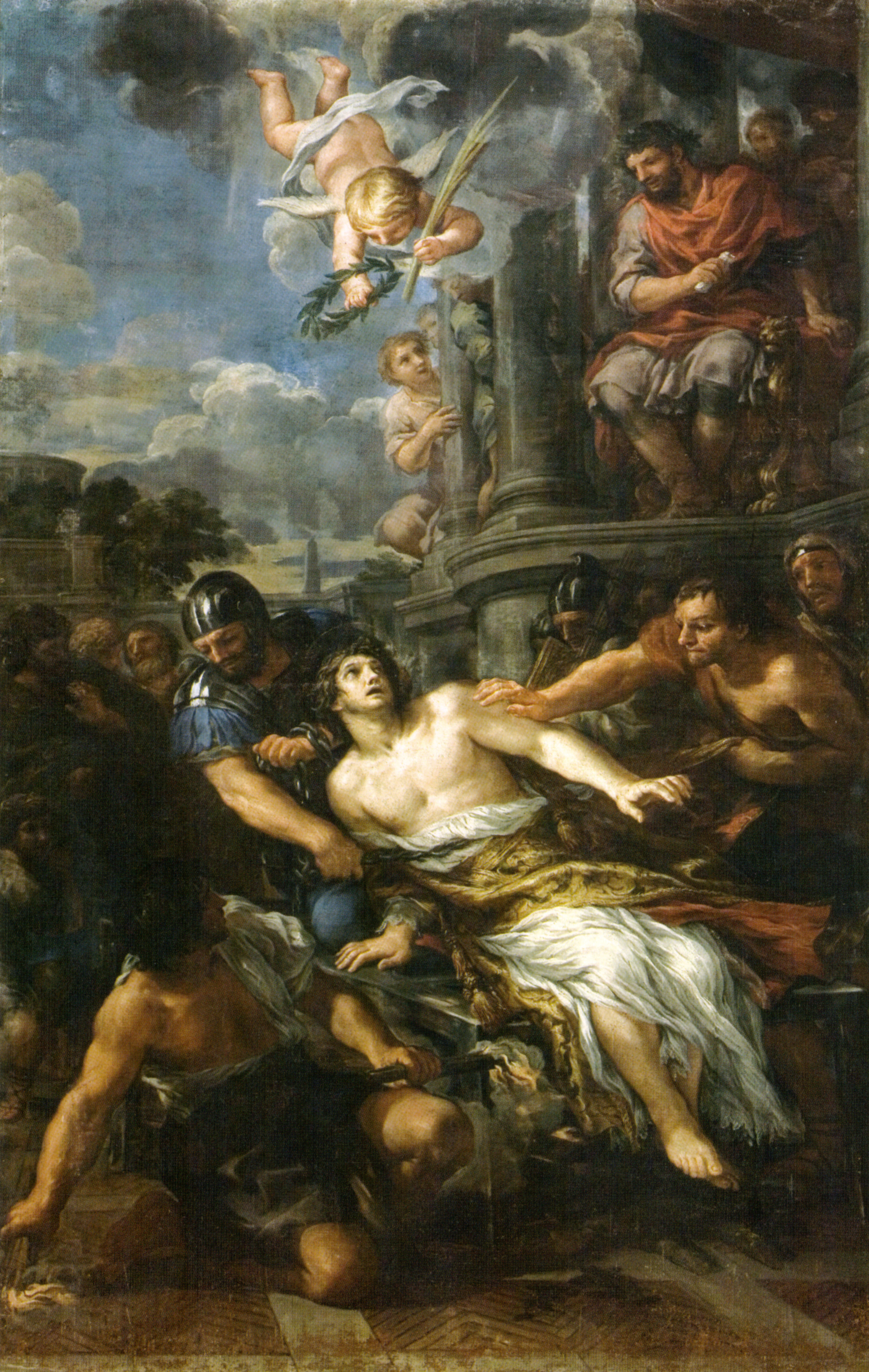
Pietro da Cortona, Martirio de San Lorenzo, Capilla Franceschi

La segunda capilla de la izquierda fue concedida al barón Filippo Franceschi, marido de la noble Maddalena Corsini y padre del Teatino Don Lorenzo y de Lorenzo Corsini Franceschi, erudito y dramaturgo. La capilla fue decorada por Angelo Michele Colonna (autor de los frescos de la bóveda y de los lunetos con la Gloria de San Lorenzo en una refinada cuadratura), pero es conocida sobre todo por el retablo de Pietro da Cortona con el Martirio de San Lorenzo: el La obra se encargó en 1637, pero se pintó varias veces entre Roma y Florencia y se colocó aquí alrededor de 1653. Importante lienzo del fundador romano, se distingue de las demás obras de la iglesia de la escuela florentina por la suntuosidad del color, los drapeados vibrantes, la luz que llueve desde arriba y subraya el carácter dinámico y teatral de los personajes. En la pared izquierda está el lienzo de San Lorenzo repartiendo sus bienes a los pobres y curando a un ciego de Matteo Rosselli (1643). A la izquierda está la Virgen ofreciendo el Niño a San Francisco, una de las últimas obras de Jacopo Chimenti conocida como Empoli (1636).

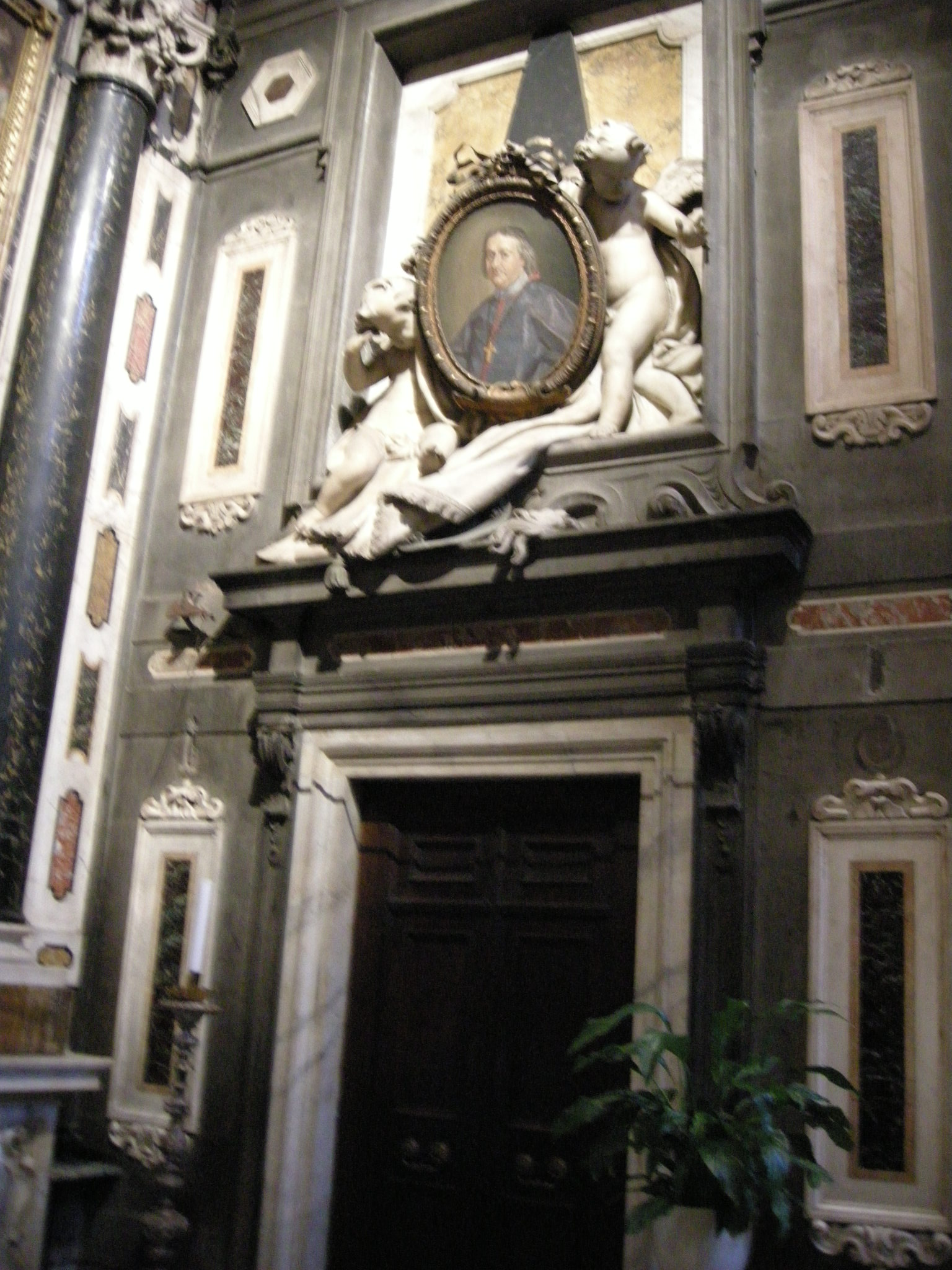
Tumba del arzobispo Giuseppe Maria Martelli
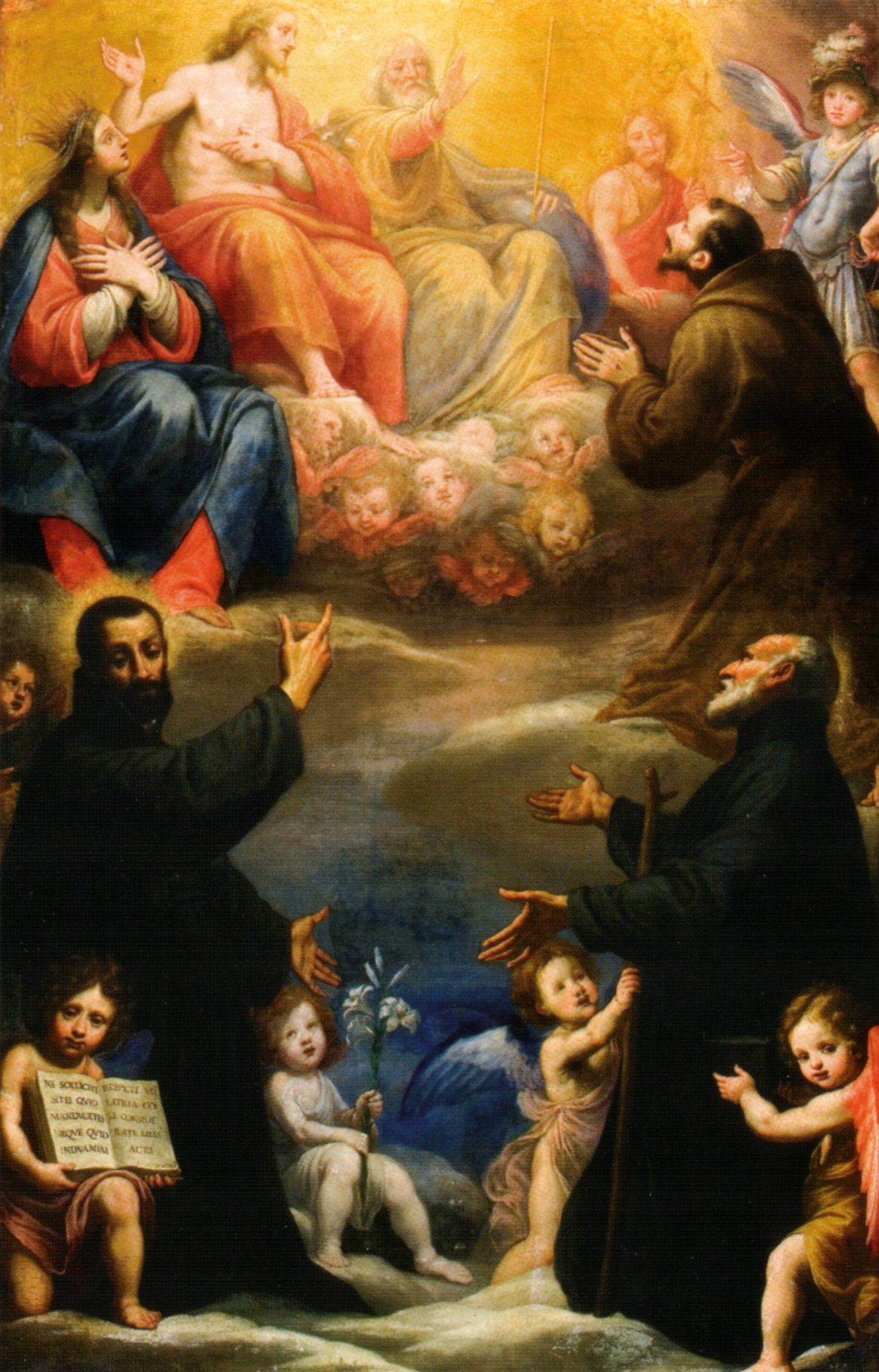
Matteo Rosselli, Santos que adoran a la Trinidad y a la Virgen
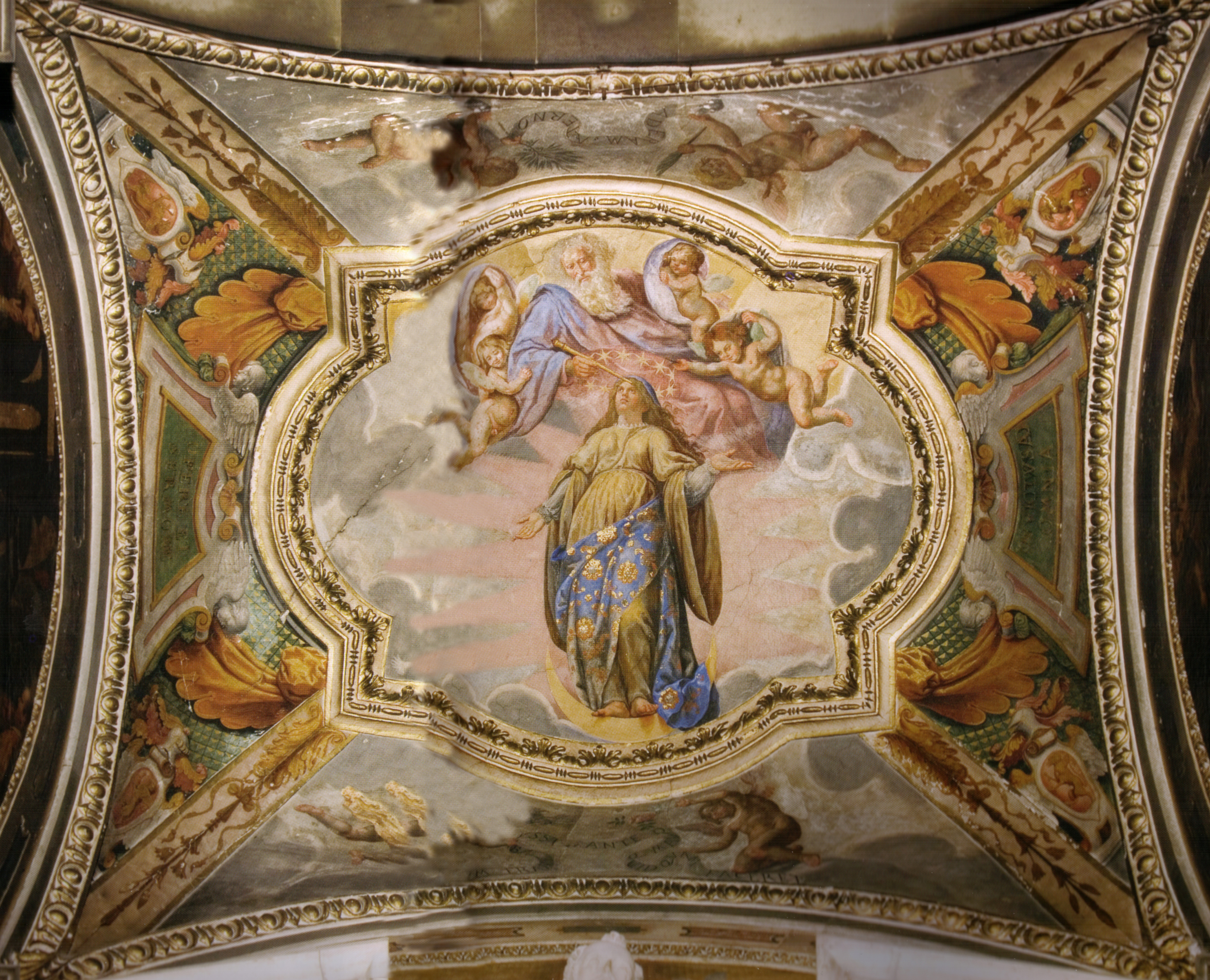
Sigismondo Coccapani, La Inmaculada y la Eterna entre los ángeles
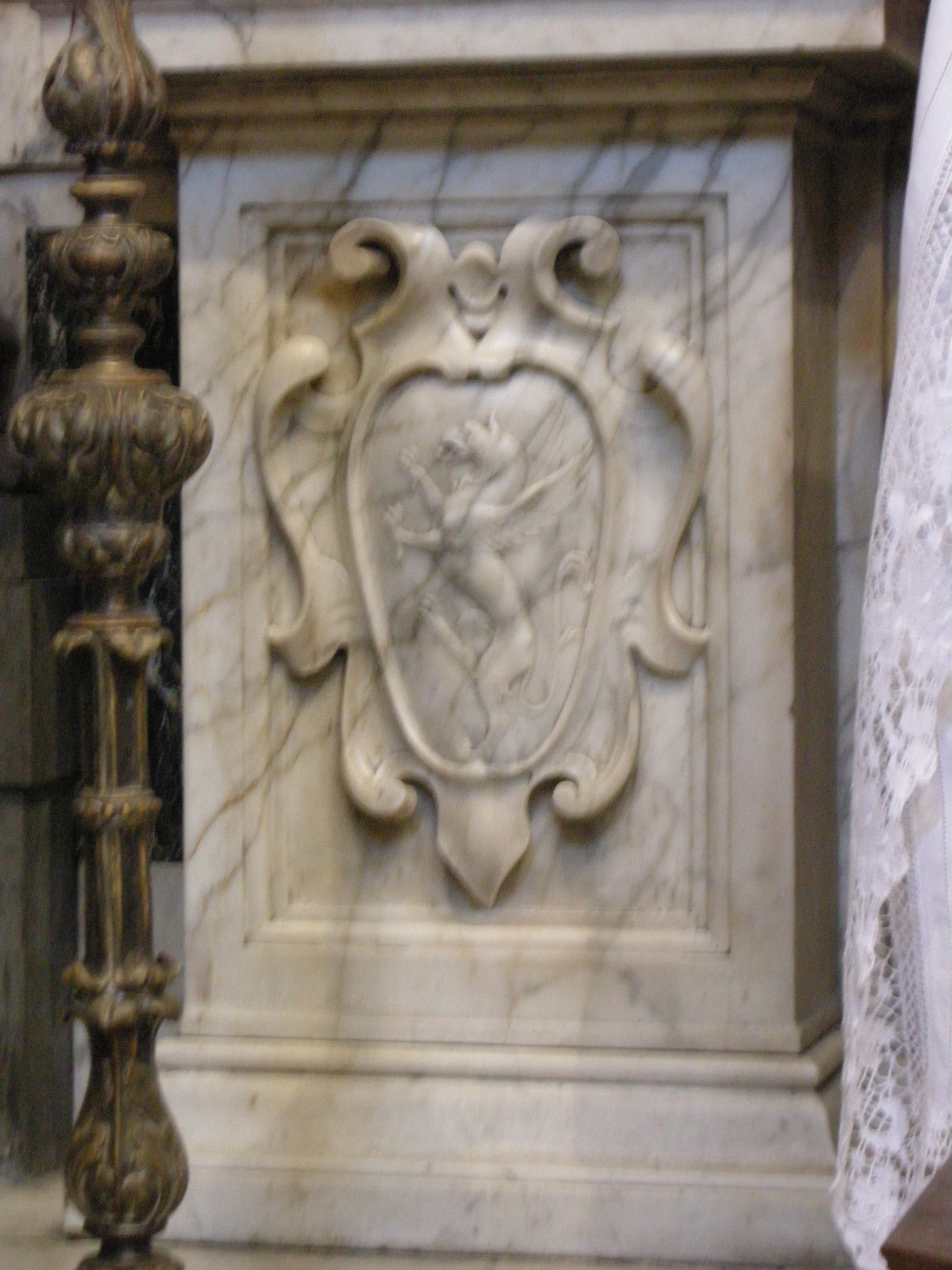
Escudo de armas de martelli

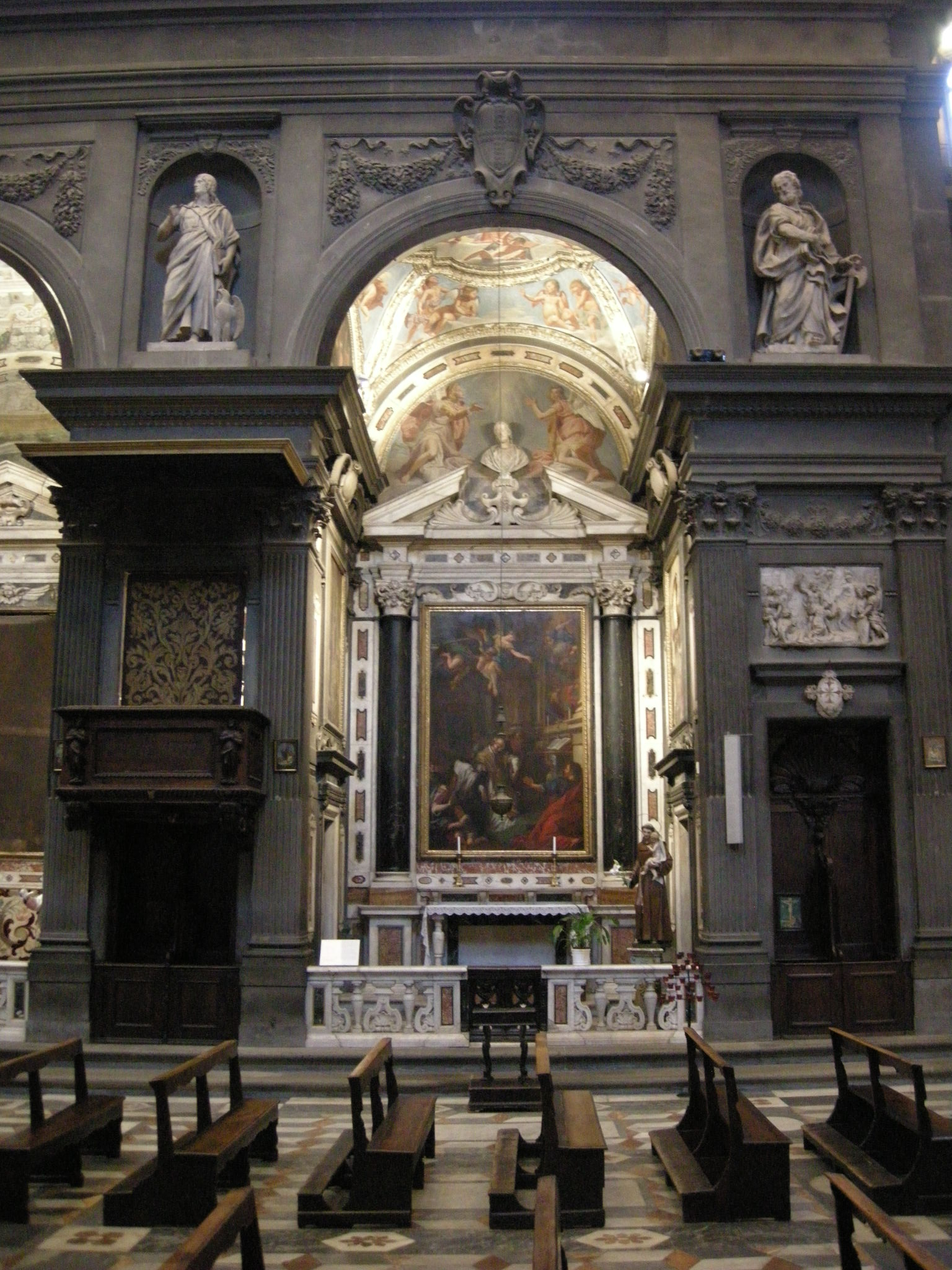
Capilla Ardinghelli
La Capilla Ardinghelli es la más cercana al altar del lado izquierdo y está dedicada a la Asunción de María, aunque tras la extinción de la familia los Teatinos decidieron volver a dedicarla a Sant'Andrea Avellino, colocando a la Muerte como retablo de Sant 'Andrea Avellino por Ignazio Hugford (1712). Sobre el tímpano del altar un busto de Cristo es obra de Bartolomeo Cennini (primera mitad del siglo XVII) y recuerda un estilo cortesano del siglo XVI. El lienzo con Adoración de los Ángeles, de Francesco Boschi, enmarca un tondo de una Virgen con el Niño : en la antigüedad se ubicaba en el tondo una venerada Virgen de Ambrogio di Baldese, pero hoy existe otra obra similar. En el muro opuesto se ubica la Presentación de María en el Templo de Alfonso Boschi (también de 1643). La bóveda y los lunetos superiores están decorados con estucos de Antonio Novelli, mientras que los frescos luminosos son de Lorenzo Lippi ( Ángeles músicos y Coronación de María, 1642-1643).

Entre las capillas Ardinghelli y Franceschi hay una pequeña sala que contiene la tumba de Serafina Pezzuoli, una niña que murió de enfermedad en 1628 y es presentada como ejemplo de serena aceptación de la enfermedad y ofrecimiento del propio sufrimiento por la salvación de las almas. . Su monumento fue esculpido por Alessandro Malavisti y decorado con un tondo con un retrato de Carlo Dolci en 1642.

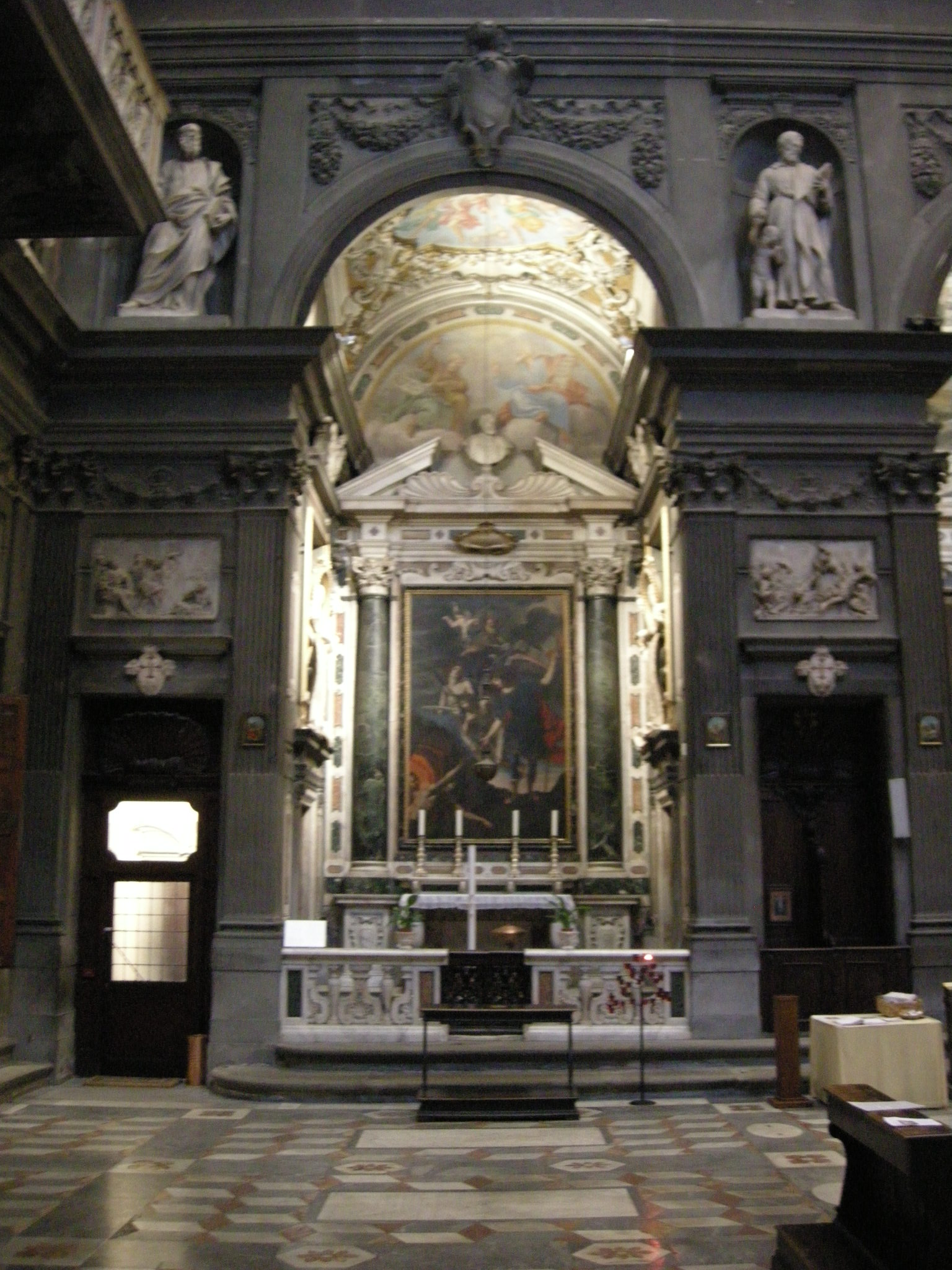
Capilla Tornaquinci
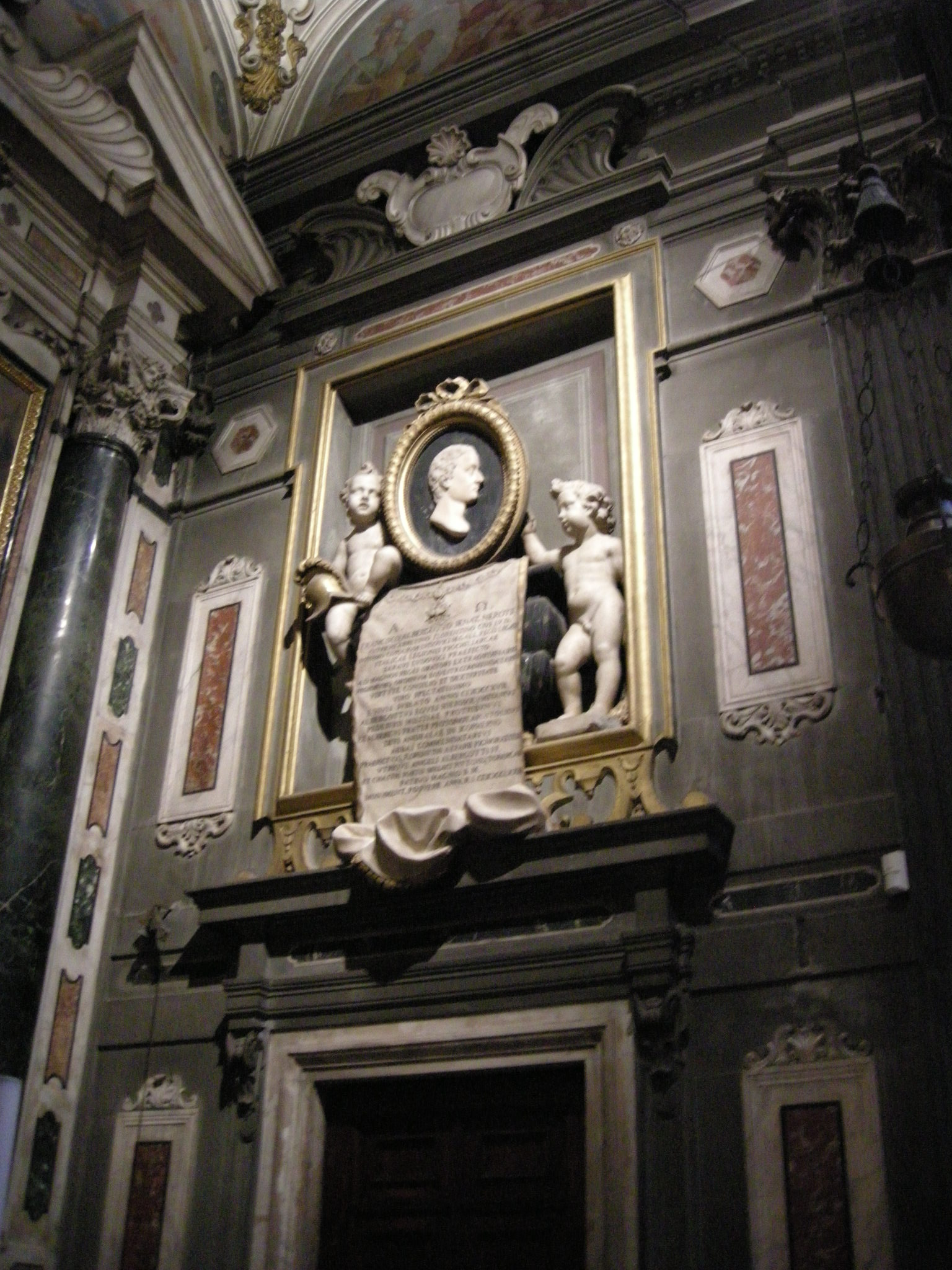
Monumento a Francesco Albergotti
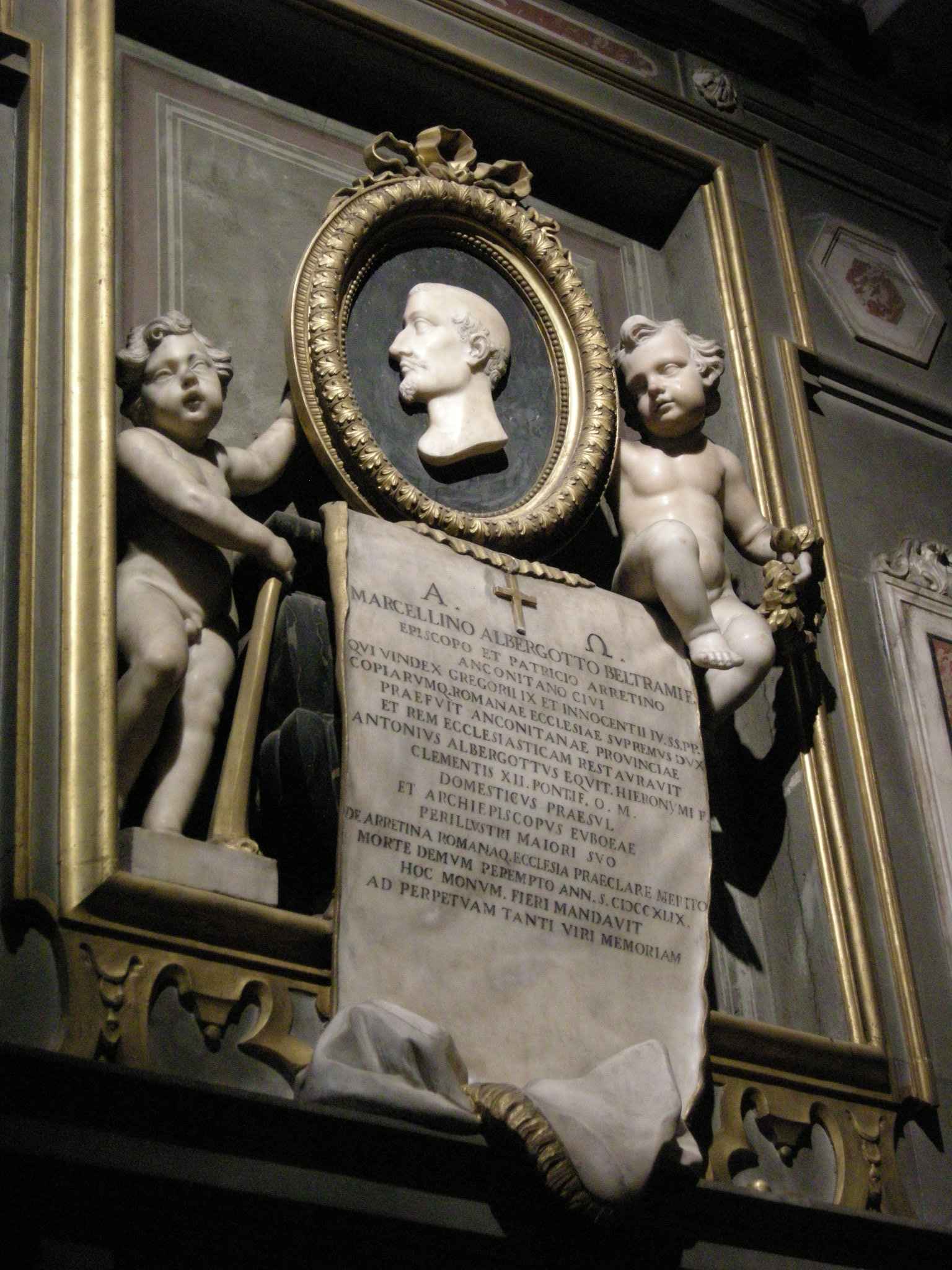
Monumento a Marcellino Albergotti Beltrami
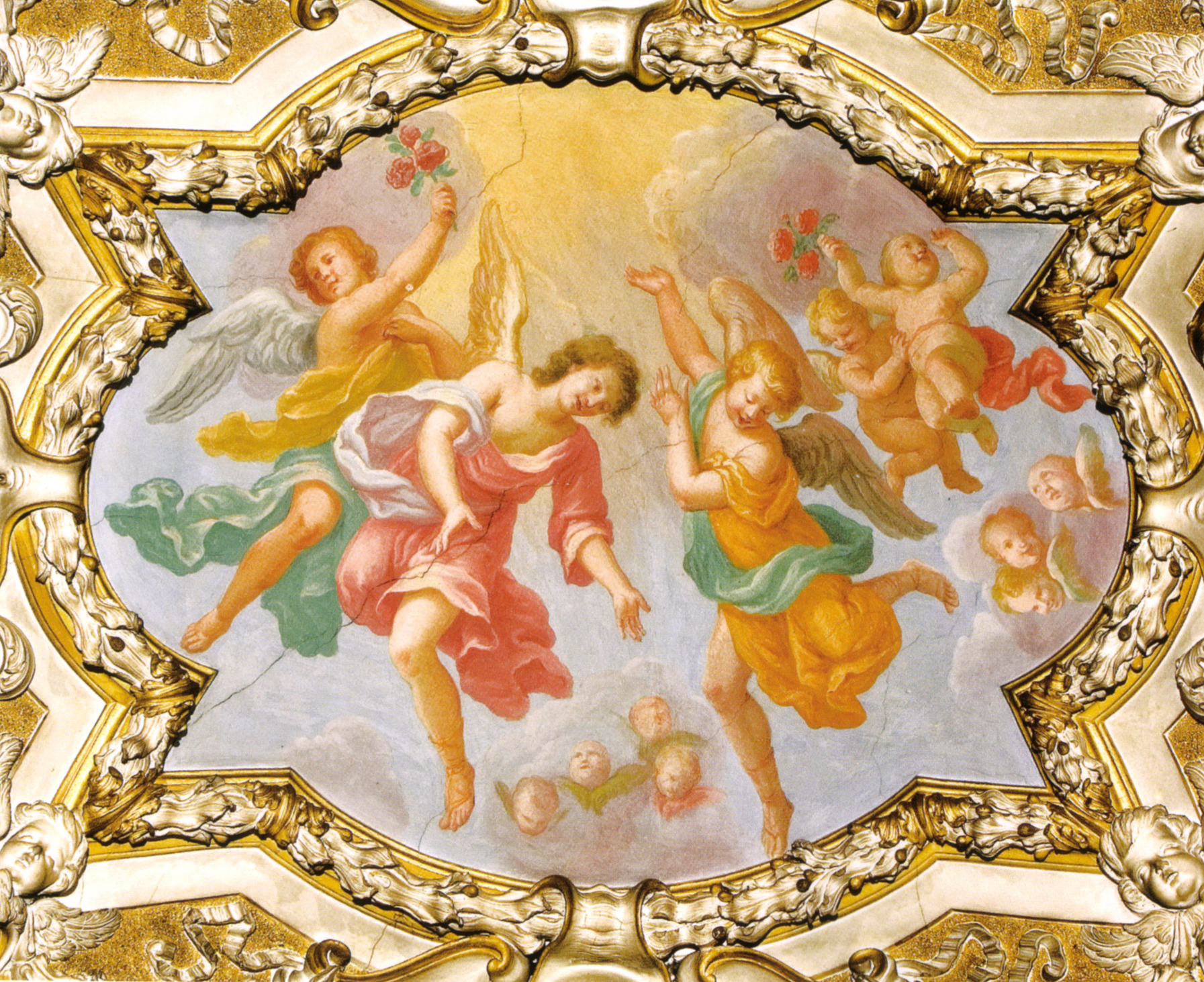
Filippo María Galletti, Ángeles

#### El crucero

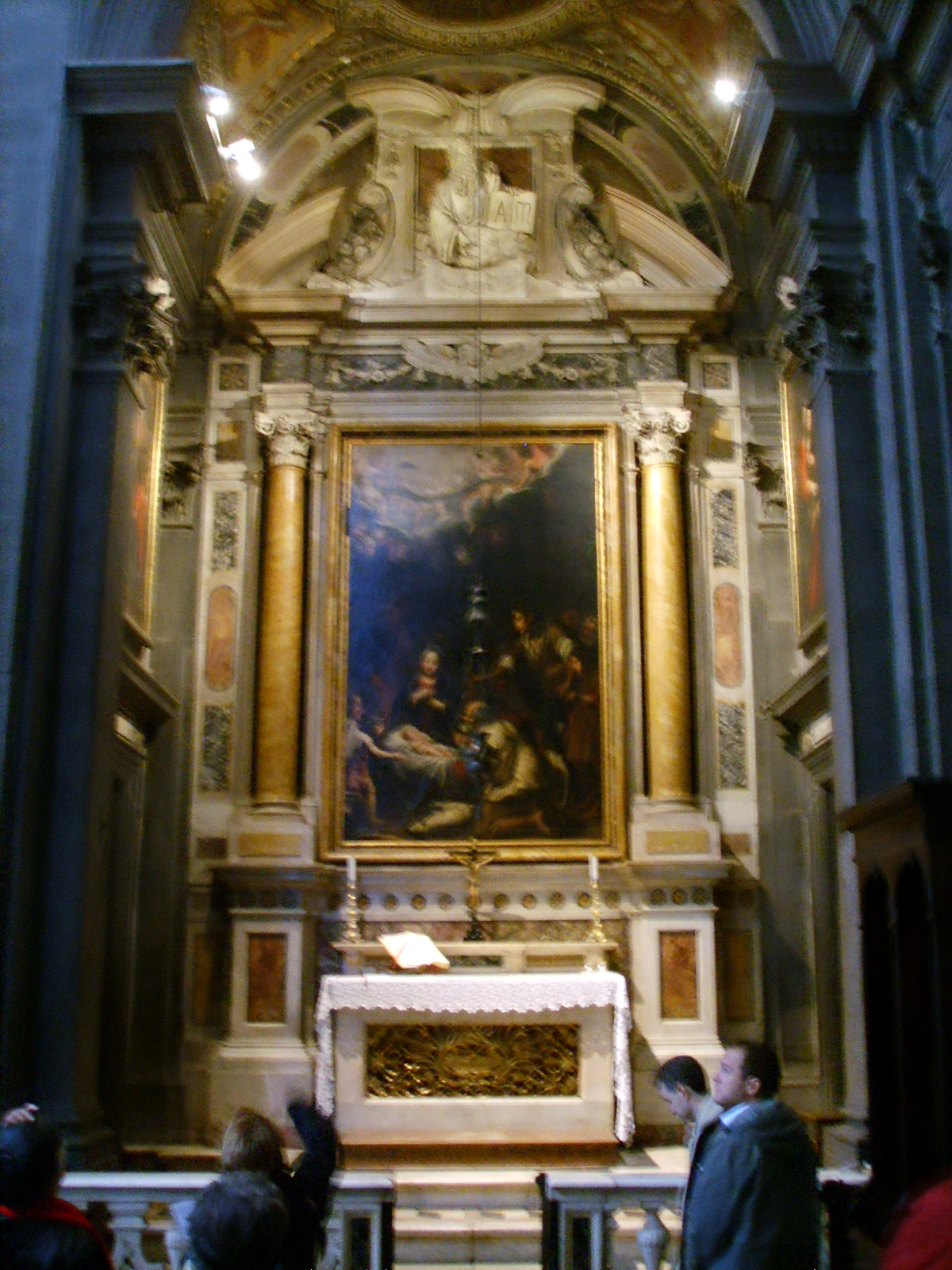
La Capilla de la Natividad

En el crucero derecho e izquierdo hay una capilla a cada lado, ambas bajo el patrocinio de la familia Bonsi, el mayor financista de la iglesia después de los Medici. A ambos extremos del crucero se encuentran los monumentos funerarios de los miembros de la familia, en particular de dos obispos de Béziers, sede episcopal y cardenal reservada a la familia Bonsi desde 1576: Giovanni y Pietro Bonsi. Los dos monumentos en mármol policromado son obra de Antonio Ginestrelli, quien en 1633 también creó los marcos con incrustaciones de mármol para las pinturas de arriba. A la derecha está Adoración de los Magos de Ottavio Vannini, adyacente a la Capilla de la Natividad; a la izquierda, emperador Heraclio trayendo la Santa Cruz a Jerusalén con el patriarca Zacarías de Giovanni Bilivert, también autor de la luneta con el Vuelo de los ángeles (1632).Las bóvedas y los muros de los extremos del crucero están pintados con escenas teatrales de finales del siglo XVII: a la derecha, Visión de San Cayetano recibiendo al Niño de manos de la Virgen de Jacopo Chiavistelli (1671) y, en la bóveda, Anunciación a los Magos y los Pastores de Filippo Maria Galletti; a la izquierda San Gaetano recibe los signos de la Pasión de Jesús, también de Chiavistelli, y la cuadratura de la Cruz en Gloria entre los Santos de Galletti.
Capilla de la Natividad

Situado en el brazo derecho, fue el primero decorado en la iglesia, diseñado por el arquitecto Alessandro Malvisti, y sirvió de modelo para todos los demás. Los estucos dorados de la bóveda son de Sebastiano Pettirossi (1631), quien también realizó el busto de Dios Padre en el frontón del altar. Los lienzos son de Matteo Rosselli: Retablo de la Natividad en el centro y Visitación a la derecha (firmado y fechado en 1631), mientras que el lienzo de la izquierda con Anunciación es de Fabrizio Boschi (1632). También pintó los lunetos, quizás con la ayuda del joven Lorenzo Lippi, con Santa Cristina en prisión a la izquierda, la Virgen ofreciendo el niño a San Francisco a la derecha y los Ángeles en la bóveda (hacia 1632). En las puertas de madera de la balaustrada, obra de Jacopo Maria Foggini, la rueda del molino, del escudo de los Bonsi, está insertada en los sombreros de obispo.

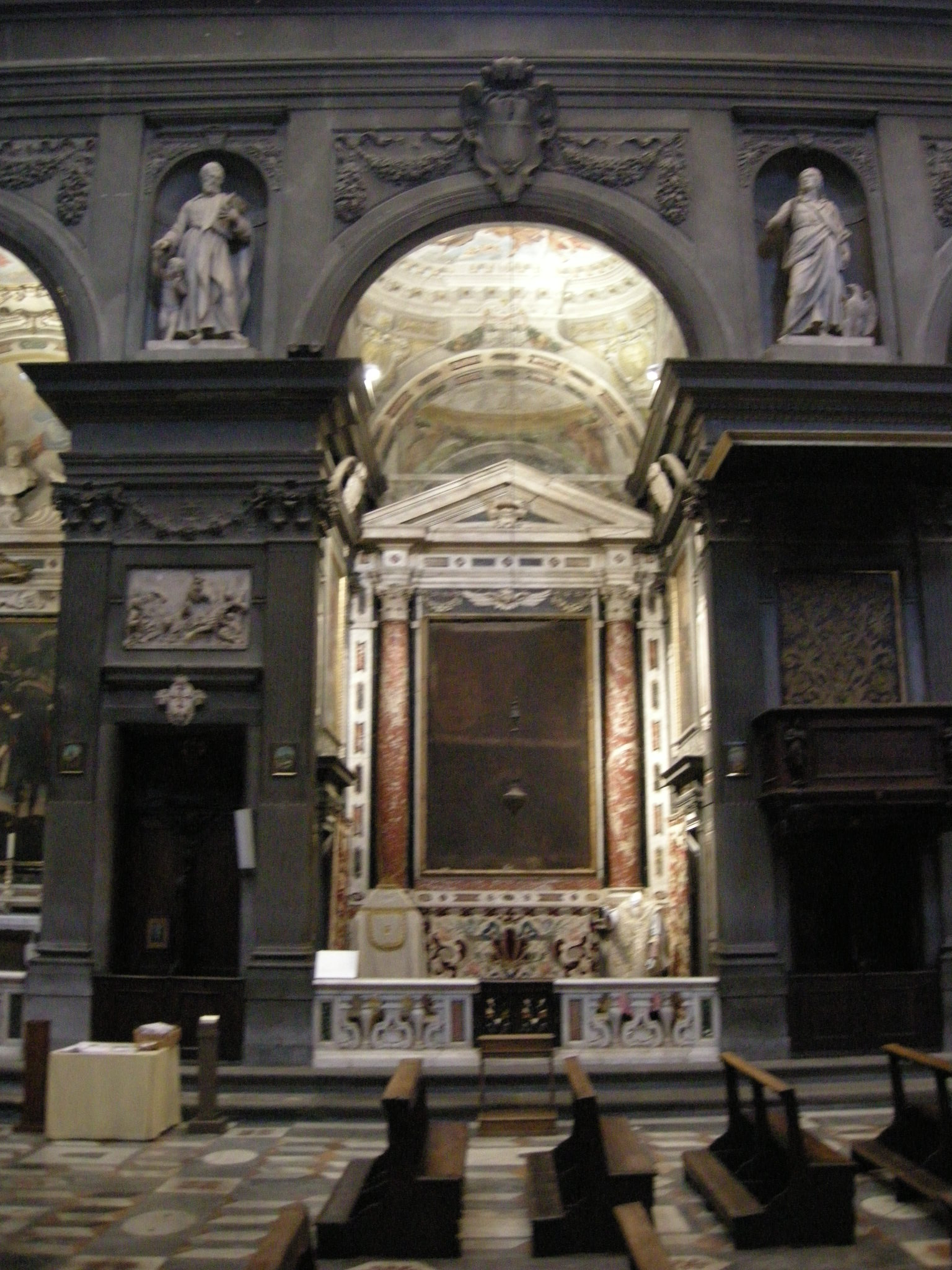
Capilla Franceschi
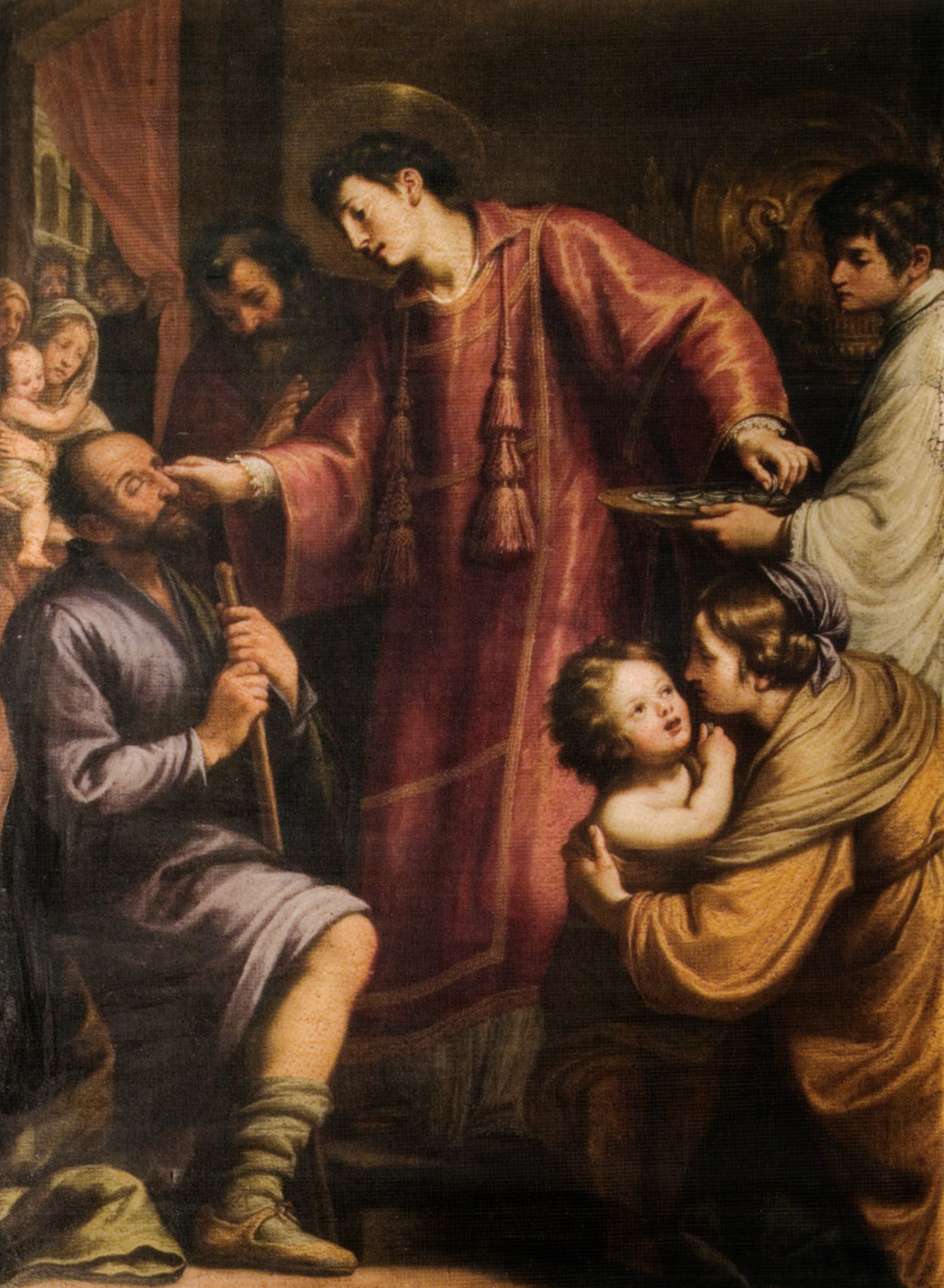
Matteo Rosselli, San Lorenzo que distribuye bienes eclesiásticos a los pobres y cura a un ciego
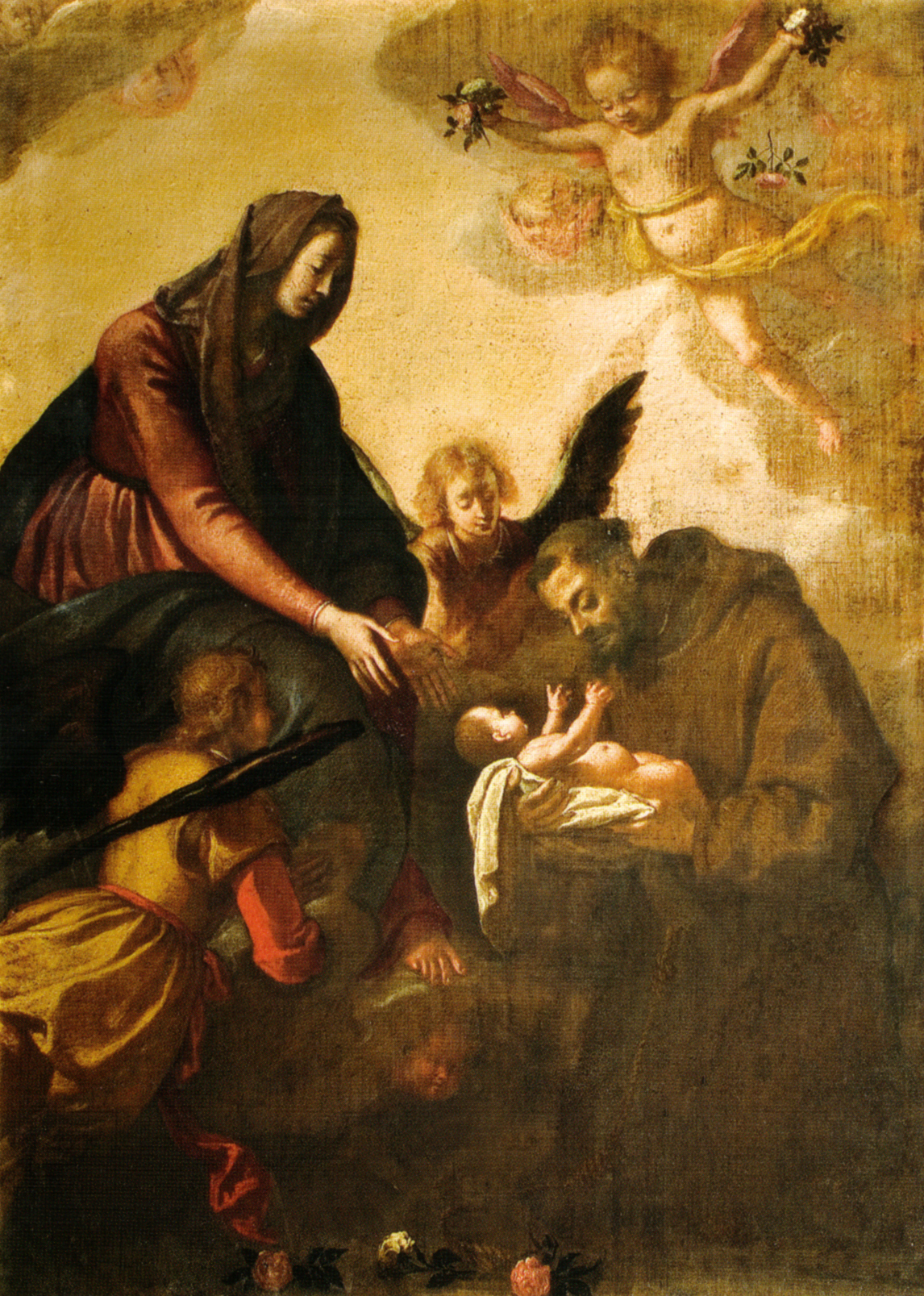
Jacopo Chimenti conocido como Empoli, Madonna ofreciendo el Niño a San Francisco
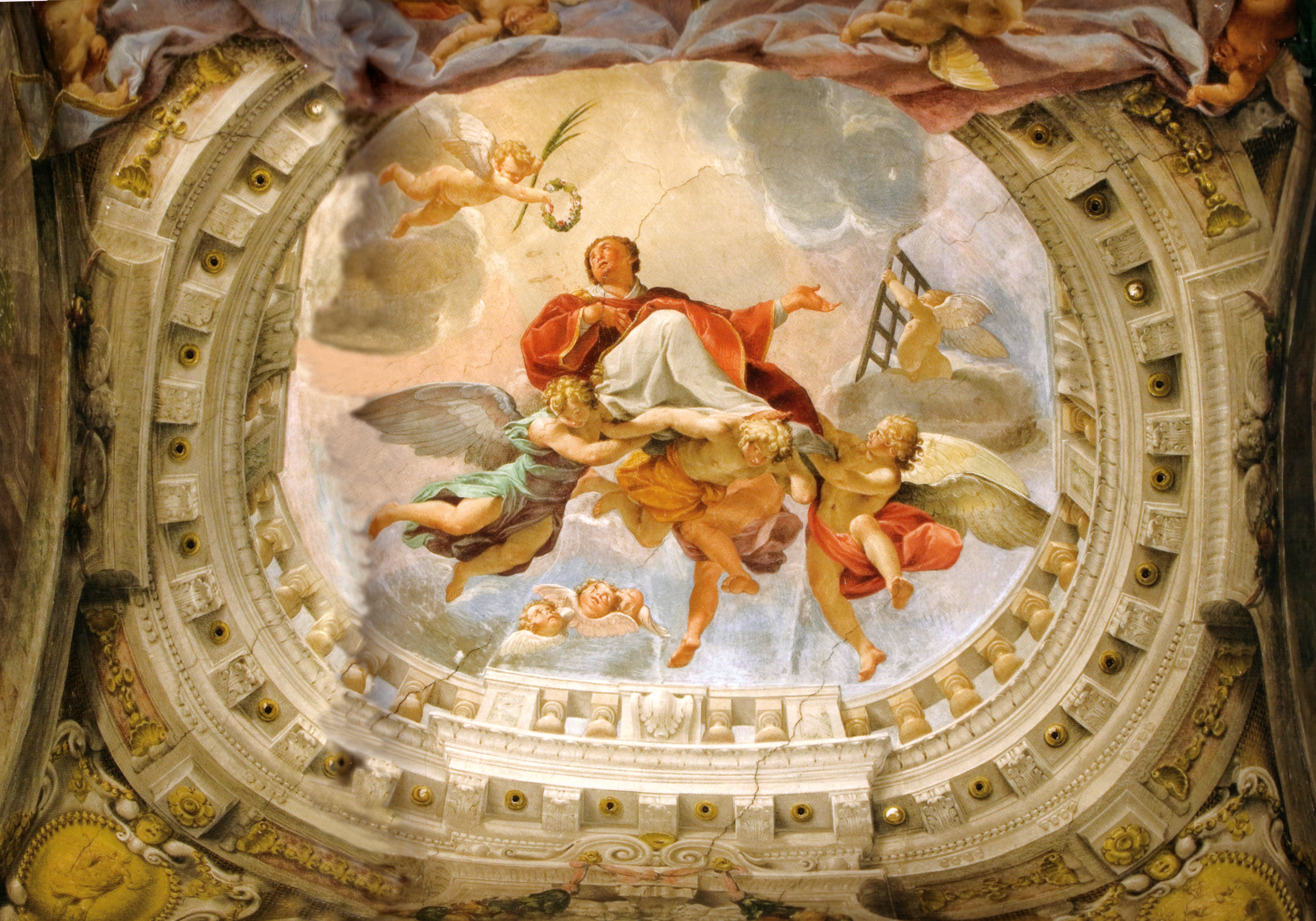
Angelo Michele Colonna, Gloria de San Lorenzo

Capilla de Santa Elena o de la Santa Cruz

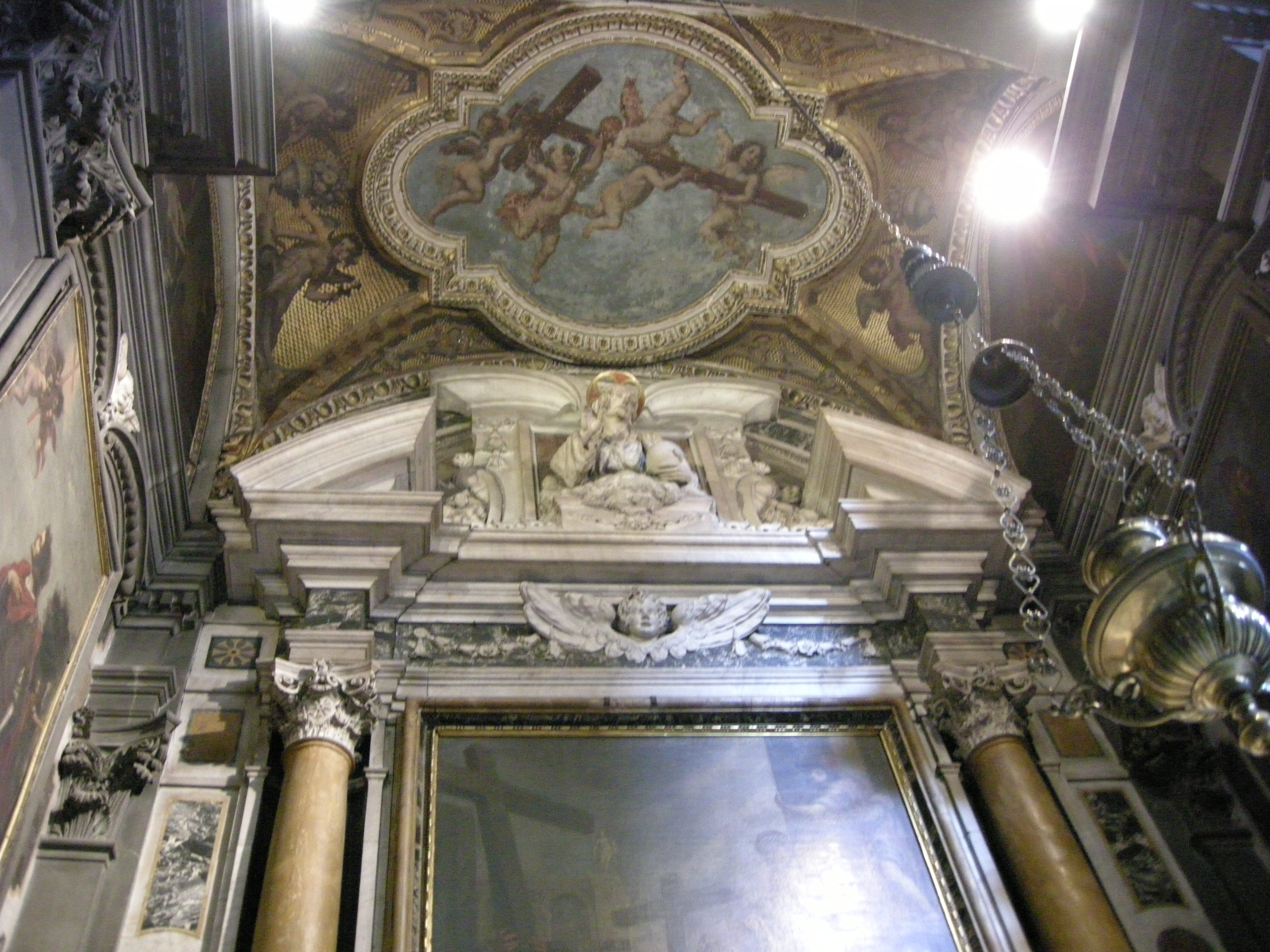
Capilla de la Cruz, bóveda

Situada en el crucero izquierdo, también fue obra del arquitecto Malvisti en 1644, considerada por algunos su obra maestra. Los lienzos laterales son obra de Jacopo Vignali (Aparición de la Cruz a Constantino a la izquierda) y Giovanni Bilivert (Santa Elena dirigiendo las excavaciones para el descubrimiento de la Cruz a la derecha), y están enmarcados por un elaborado motivo en pietra serena. . Los lunetos laterales son también de Vignali (Decapitación de Santa Lucrecia y Domine quo vadis?), autor también del fresco de la bóveda con Vuelo de los ángeles con la Cruz. El busto de mármol del Cristo bendiciendo en el tímpano del altar es de Sebastiano Pettirossi (1631), quien también se encargó de los estucos de la bóveda.

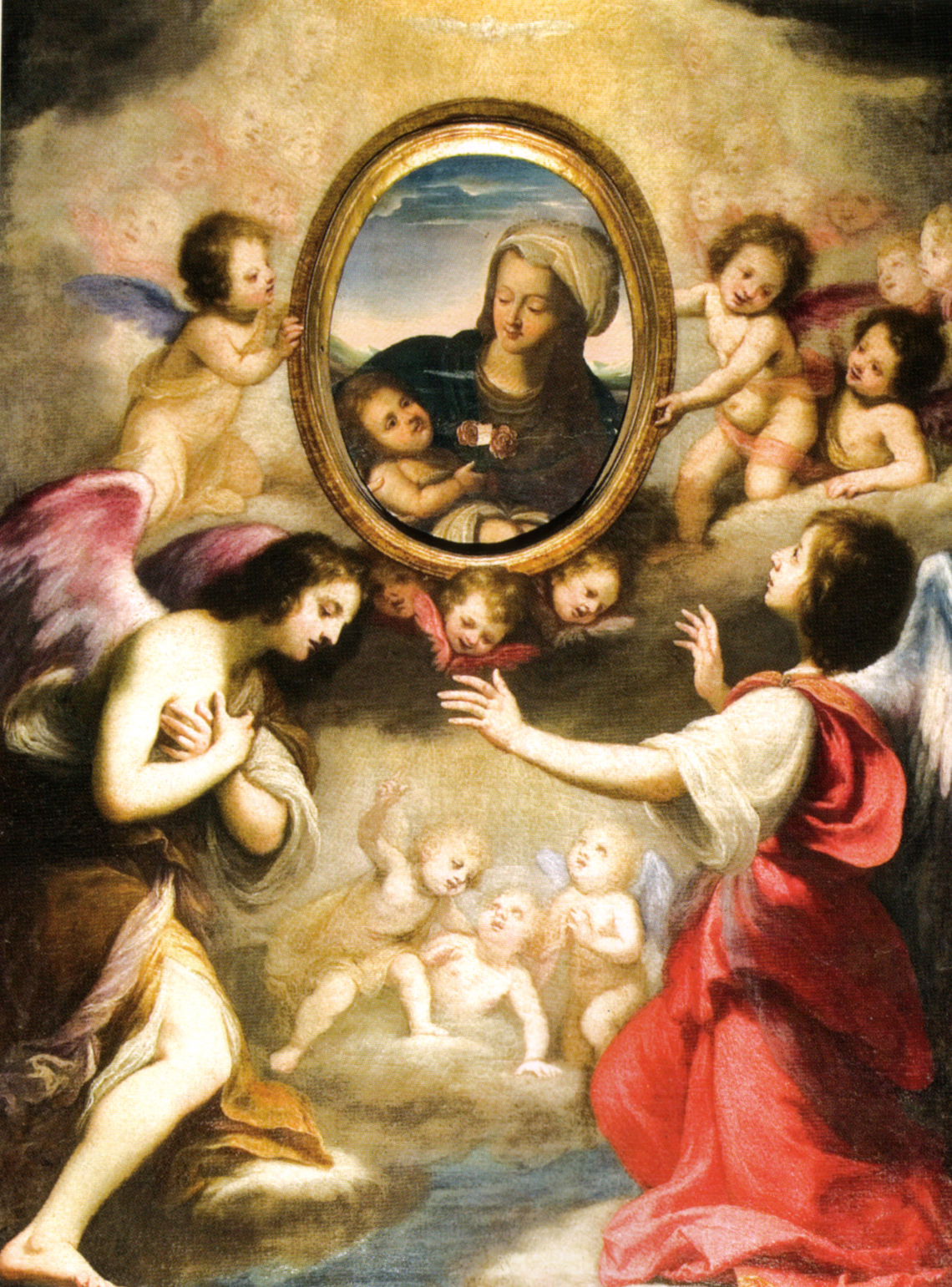
Francesco Boschi, Adoración de los ángeles
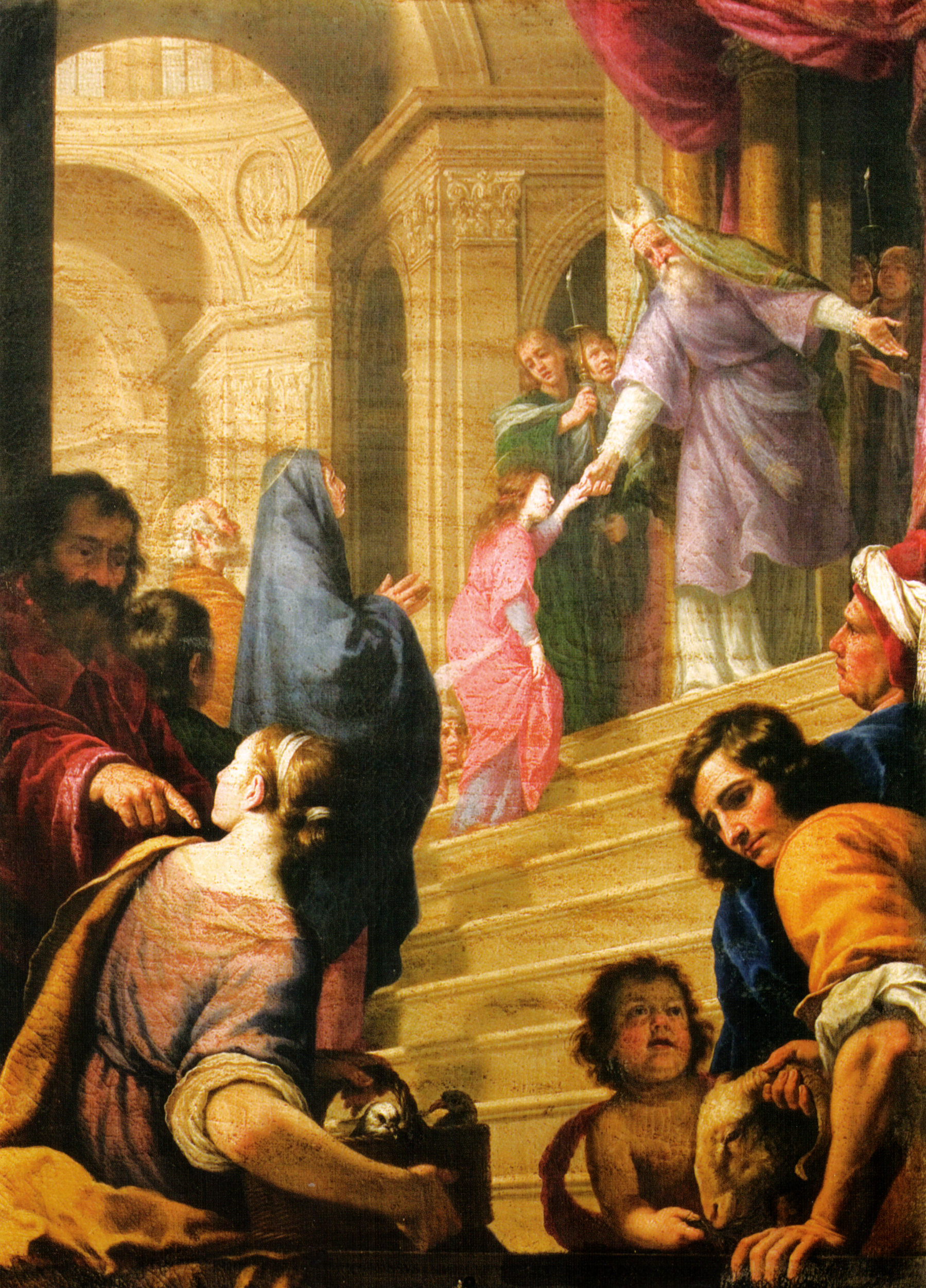
Alfonso Boschi, Presentación de María en el Templo
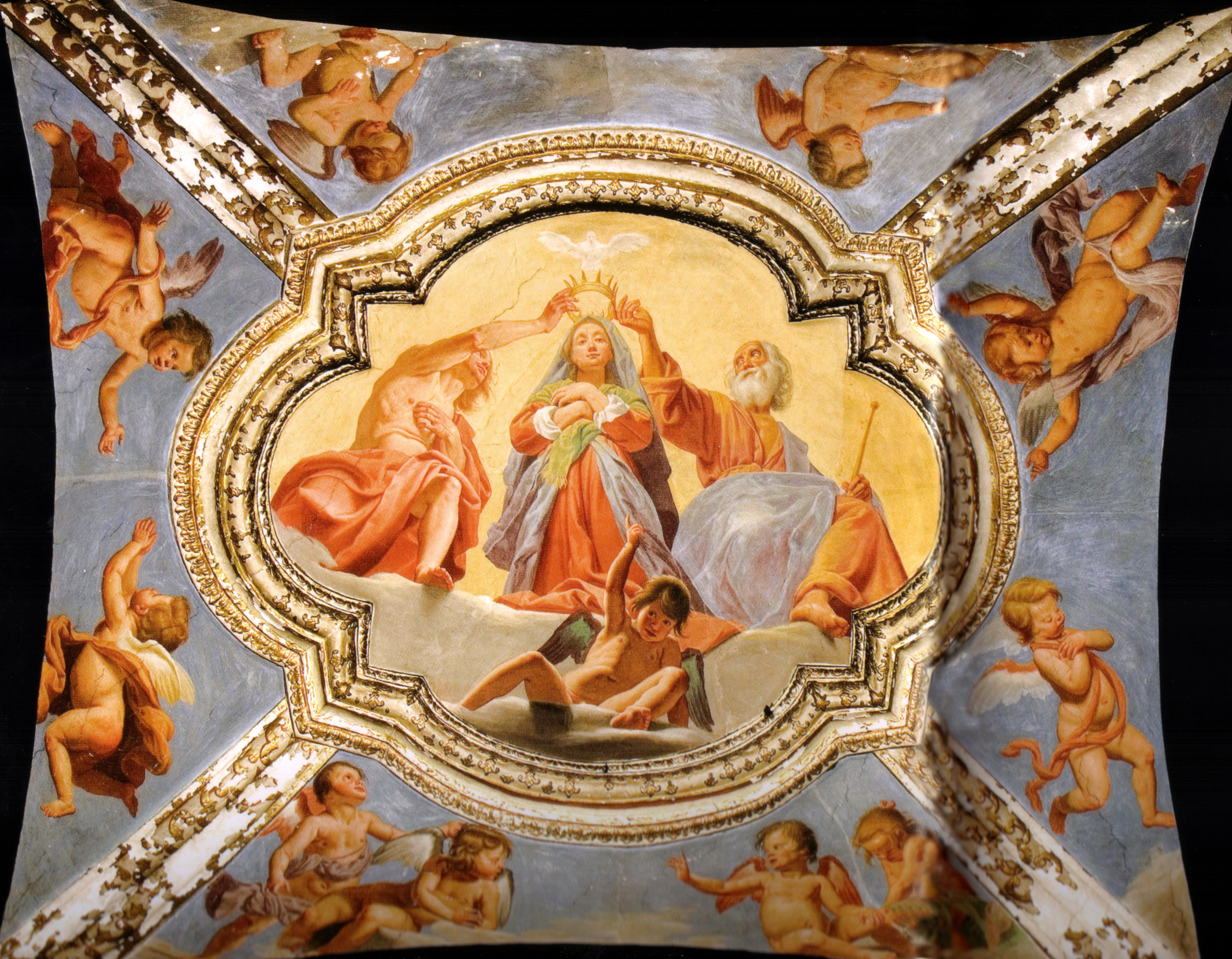
Lorenzo Lippi, Coronación de la Virgen
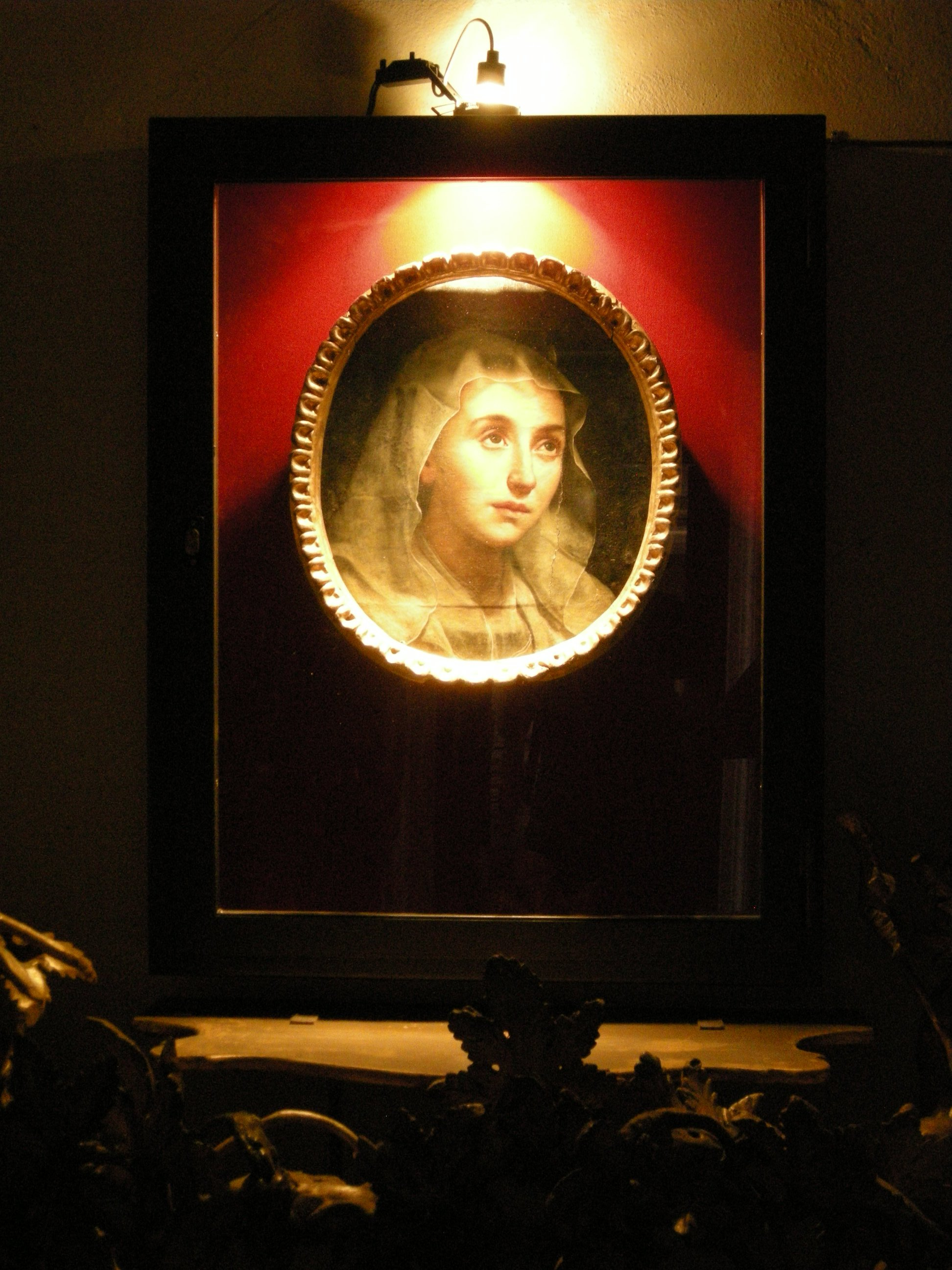
El retrato de Serafina Pezzuoli de Carlo Dolci

### La sacristía

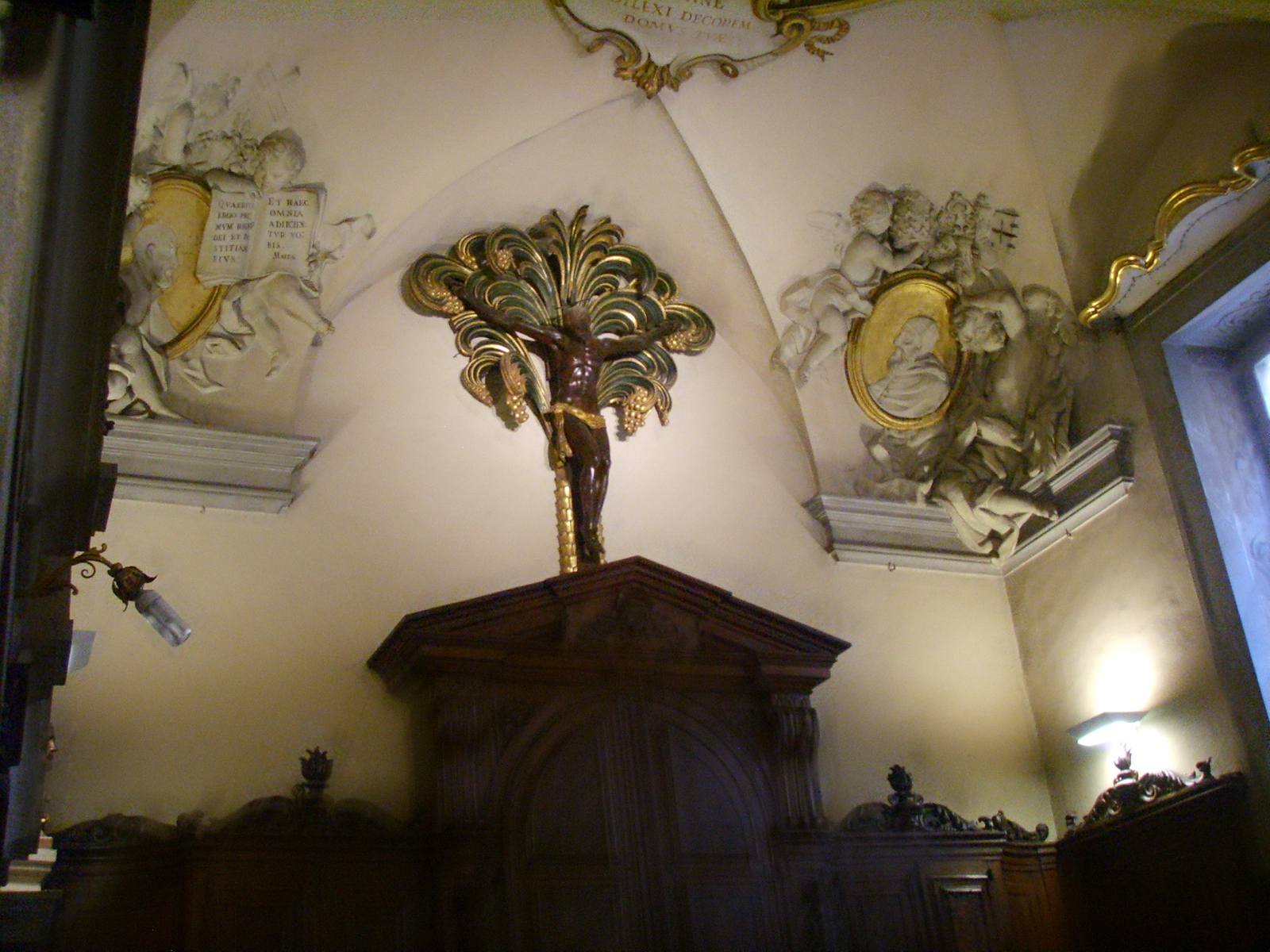
la sacristía

Se accede a la sacristía a través de una puerta situada en el muro derecho del coro. Fue construido en la primera mitad del siglo XVII y cuenta con grandes armarios de madera del siglo XVIII en tres paredes, con una decoración geométrica de espejos que aligera su imponente estructura. En el lado norte hay cuatro puertas, las centrales decoradas con tímpanos con bustos y óculos que dan luz a la sala contigua, donde se ubica el lavabo de 1611 de Orazio Mochi, inspirado en las obras de Buontalenti .
Carlo Marcellini, además de diseñar los armarios, a finales del siglo XVII rediseñó la decoración de la sacristía, creando cuatro medallones de estuco sostenidos por querubines en las esquinas, con retratos de San Gaetano di Thiene, Sant'Andrea Avellino, Paolo IV Carafa y el Beato Cardenal Scipione Burali. El centro del techo está decorado con un fresco de Pier Dandini con San Gaetano presentando la iglesia a la Trinidad acompañada por la Fe . Además, un crucifijo de madera del siglo XVI atribuido a la escuela de Giambologna y un regalo de Alessandro de' Medici, futuro Papa León Su iconografía es singular con la cruz que es una con la palma, árbol vinculado al simbolismo del sacrificio y el martirio desde la época paleocristiana.
Actualmente la iglesia está confiada al Instituto Cristo Rey Sumo Sacerdote que celebra allí la Santa Misa según la antigua forma del Rito Romano.

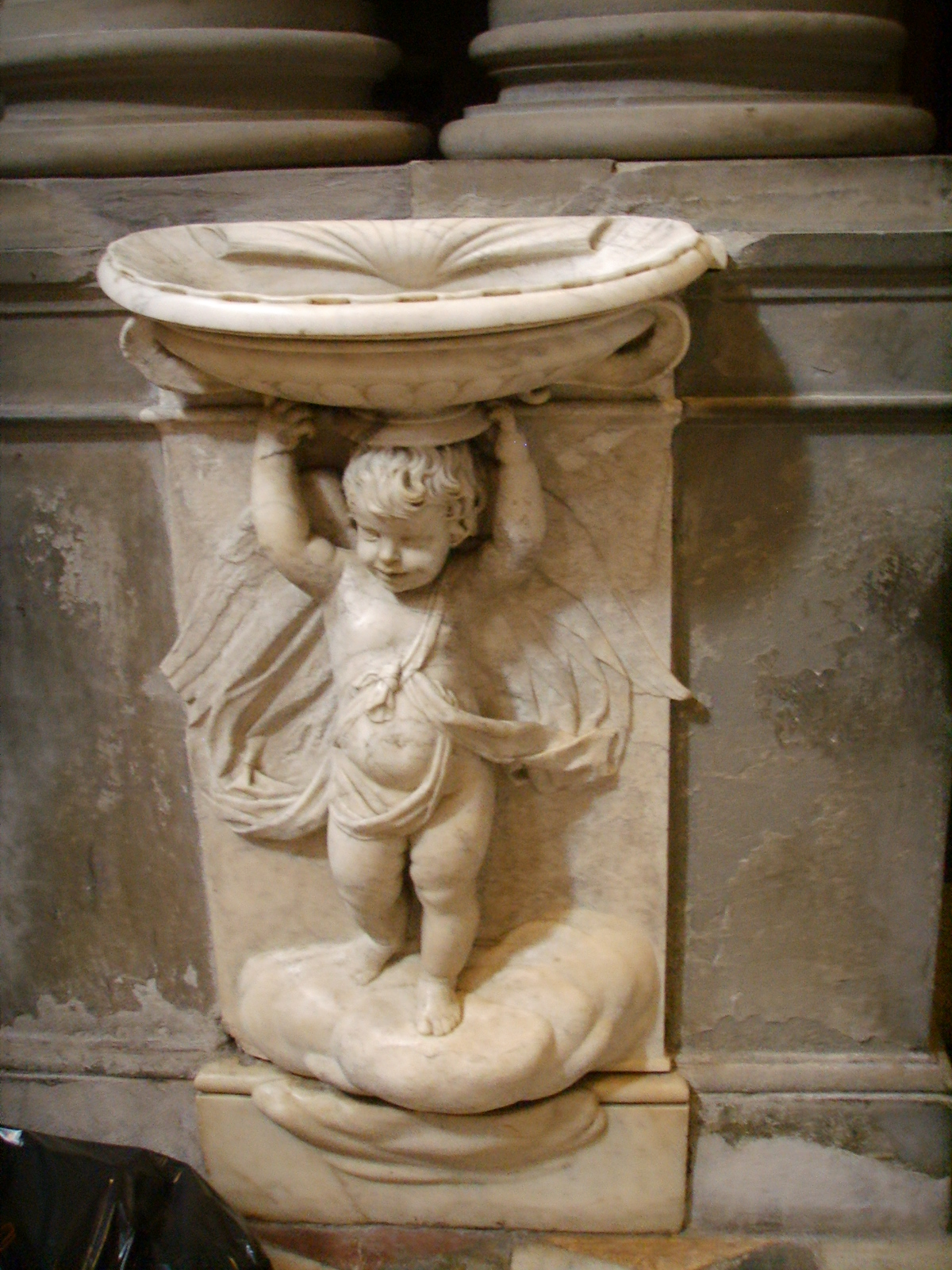
Pila de agua bendita de Domenico Pieratti
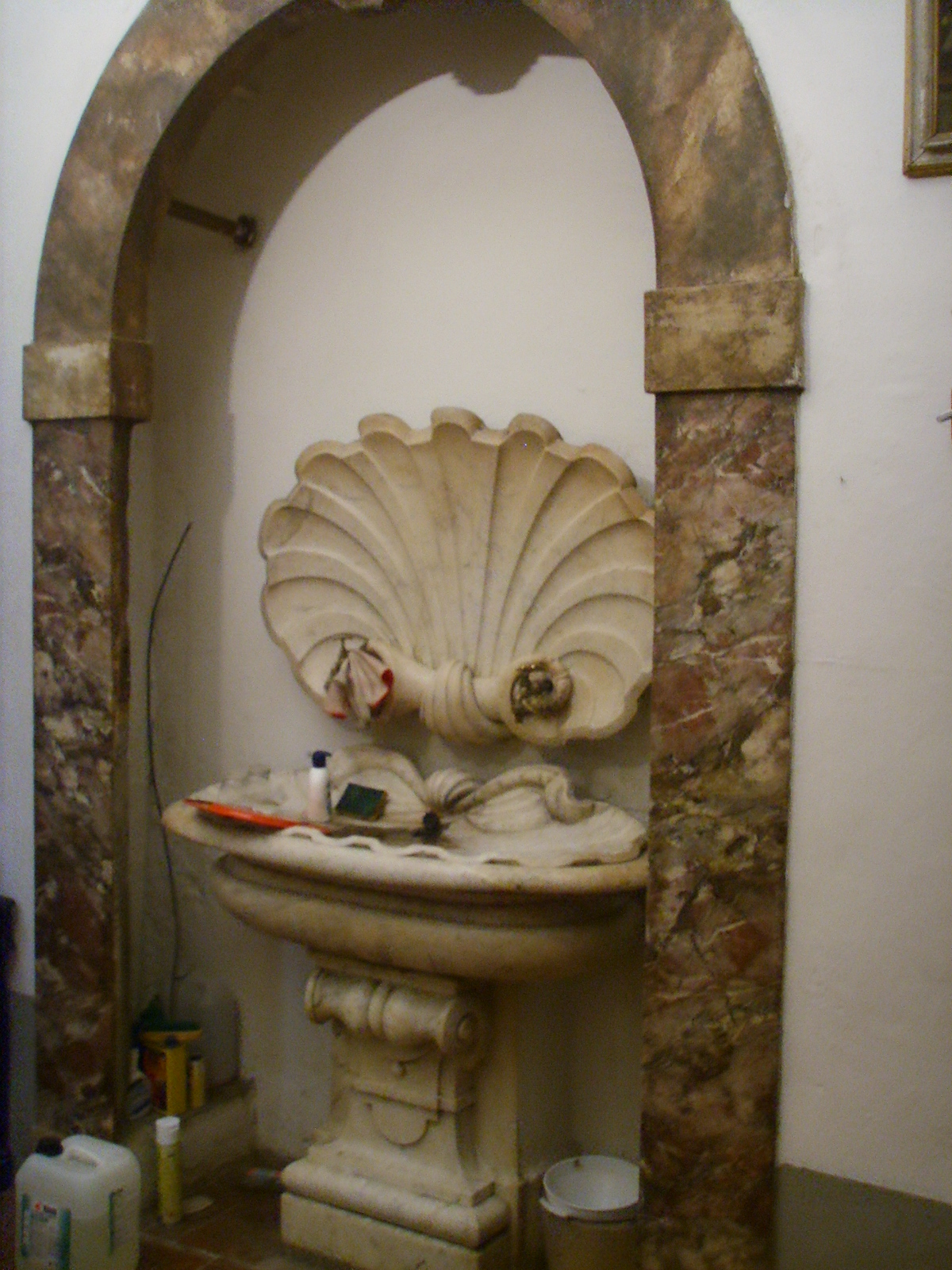
El lavabo de Orazio Mochi
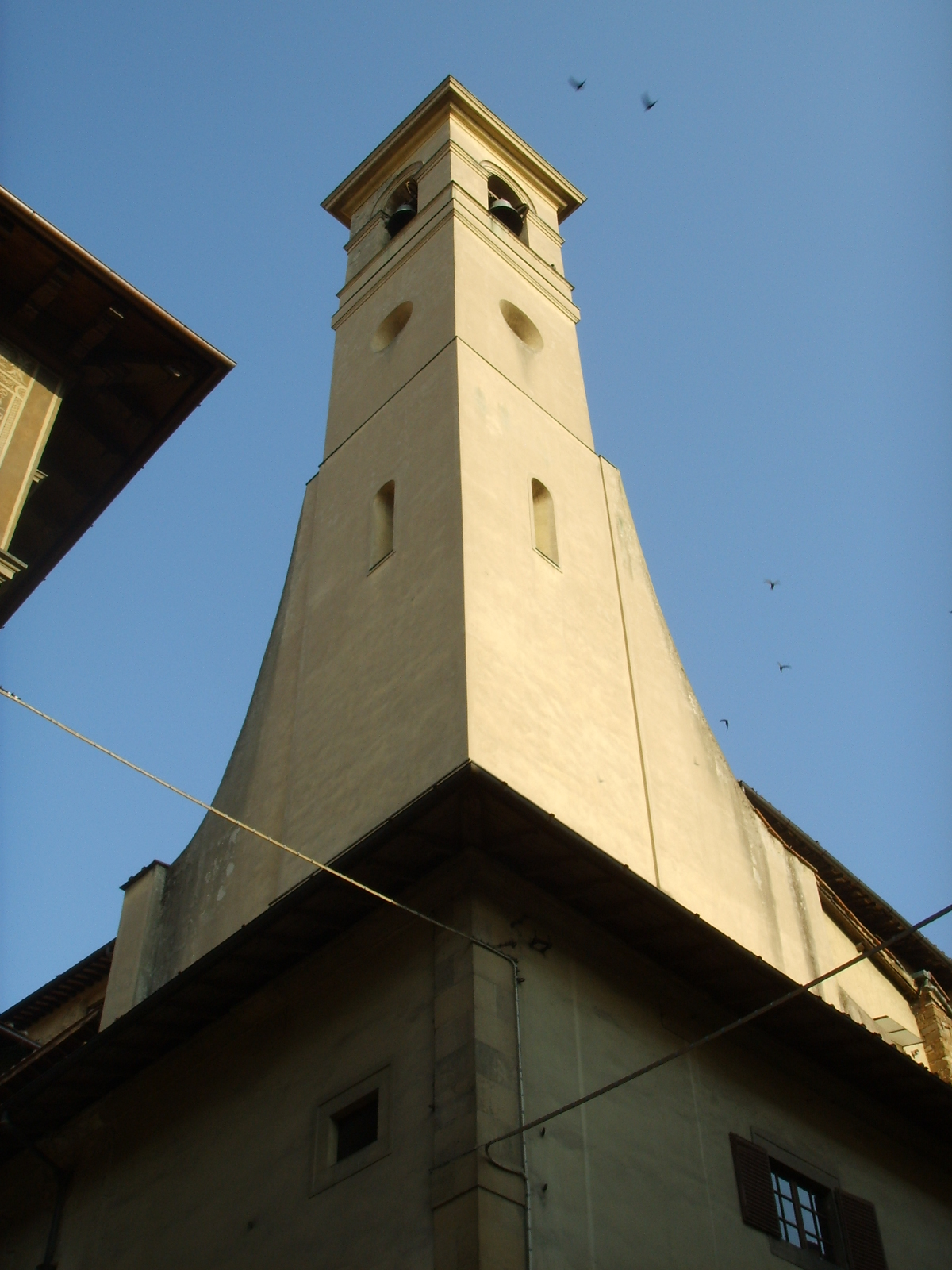
el campanario
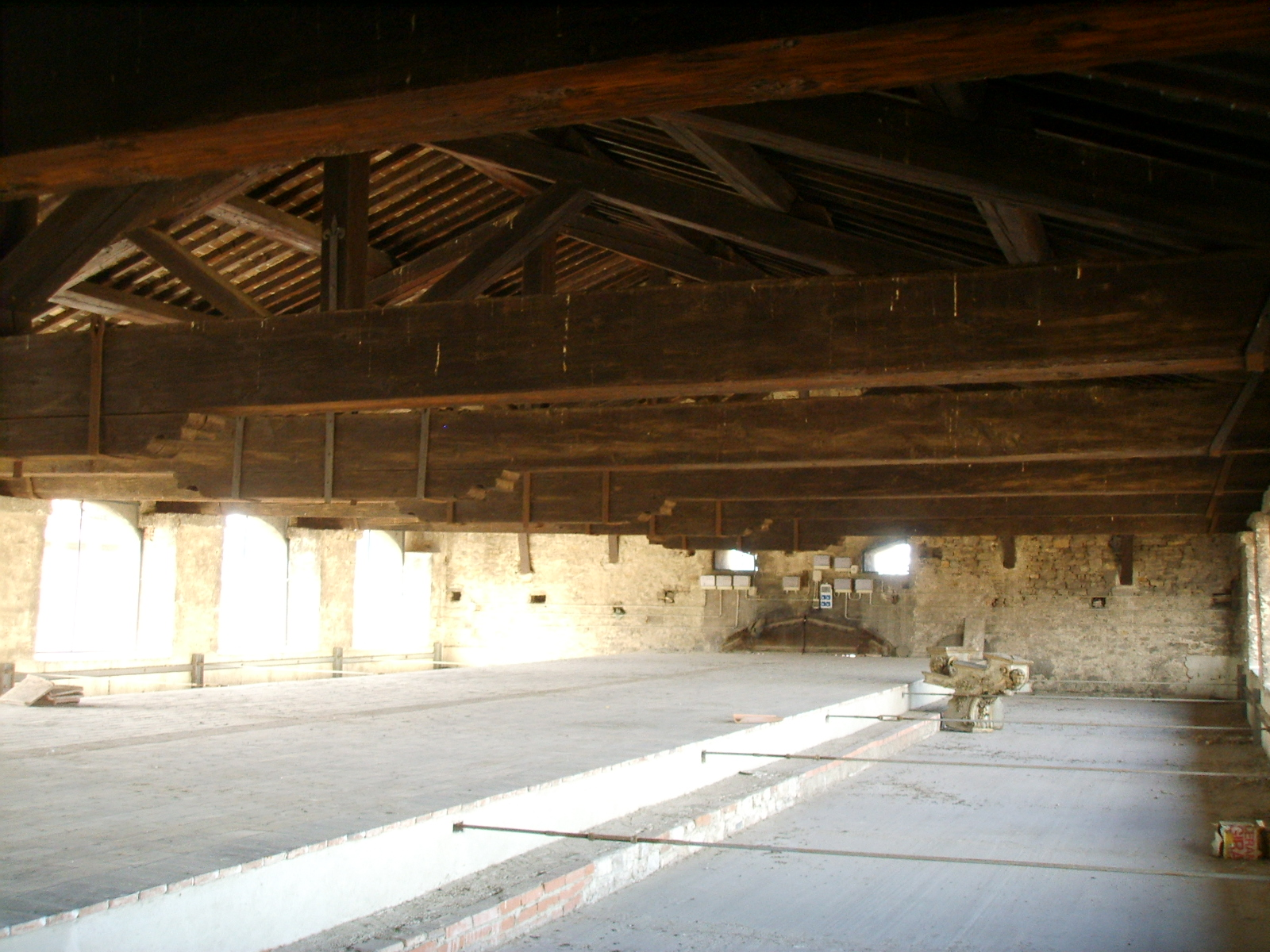
Las vigas encima de la iglesia.

## Entradas relacionadas
- Capilla Antinori
- Logia de San Gaetano

- Complejo de San Florencia
- Iglesia de San Frediano en Cestello
- Iglesia de Santa María Magdalena dei Pazzi

- Datos: Q764060
- Multimedia: San Gaetano (Florence) / Q764060